# Vin blanc
Vous lisez un « article de qualité » labellisé en 2011.

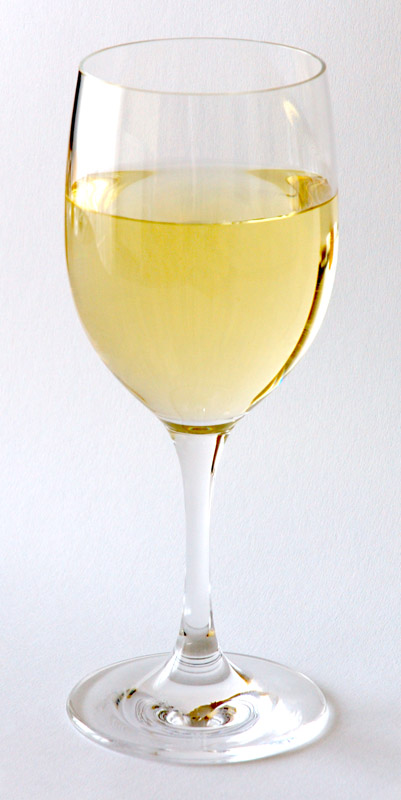
Un verre de vin blanc.

Le vin blanc est un vin produit par la fermentation alcoolique du moût des raisins à pulpe non colorée et à pellicule blanche ou noire. Il est traité de façon à conserver une couleur jaune transparente au produit final. La grande variété des vins blancs provient du nombre élevé de cépages, de modes de vinification, mais aussi du taux de sucre résiduel.
Issu de la longue histoire de la culture de la vigne par l'homme, l'existence du vin blanc date d'il y a au moins 2 500 ans. Il a accompagné le développement économique et colonisé tous les continents dont les habitants sont buveurs de vin : Europe, Amérique, Océanie, moins systématiquement en Afrique et en Asie pour des raisons climatiques et religieuses.
Le vin blanc est élaboré à partir de raisins blancs (pellicule de couleur verte ou jaune) ou de raisins noirs à chair blanche. Très nombreux dans le monde, ils produisent des vins blancs dans toutes les régions où pousse la vigne. Certains cépages sont très connus comme le chardonnay B, le sauvignon B ou le riesling B, d'autres ont une existence plus discrète, cachés derrière le nom d'un vin résultant de l'assemblage de plusieurs cépages, tels que le tokay, le xérès ou le sauternes. Le vinificateur peut aussi utiliser un cépage à pellicule colorée, à condition de veiller à ne pas colorer le moût lors de la séparation pulpe-jus. Le pinot noir N, par exemple, est couramment utilisé pour produire du champagne.
Parmi les nombreux types de vin blanc, le vin blanc sec est le plus courant ; plus ou moins aromatique et acidulé, il est issu de la fermentation totale du moût. Les vins doux, moelleux ou liquoreux sont des vins élaborés avec des raisins surmûris (passerillage) ou utilisation de la pourriture noble. Pour les vins d'apéritifs, appelés vins doux naturels ou vins de liqueur, la fermentation est interrompue avant ou en début de fermentation afin de conserver la douceur du moût et d'y ajouter la force de l'alcool (10 % du volume) : on parle alors de mutage. Les vins effervescents, majoritairement blancs, sont des vins où le dioxyde de carbone (gaz carbonique) de la fermentation, maintenu dissous dans le vin, redevient gazeux à l'ouverture de la bouteille, conférant ainsi à ce vin, cette mousse caractéristique.
Le vin blanc est utilisé comme boisson en apéritif, au cours du repas, en dessert ou comme boisson rafraîchissante entre les repas. Il participe aussi à l'élaboration de plats en cuisine, grâce à son acidité, ses arômes, sa capacité à attendrir les viandes et pour déglacer les sucs de cuisson. Les bienfaits pour l'organisme qui lui sont attribués sont toutefois moindres que ceux attribués au vin rouge car il est plus pauvre en composés phénoliques.

## Historique

### Antiquité

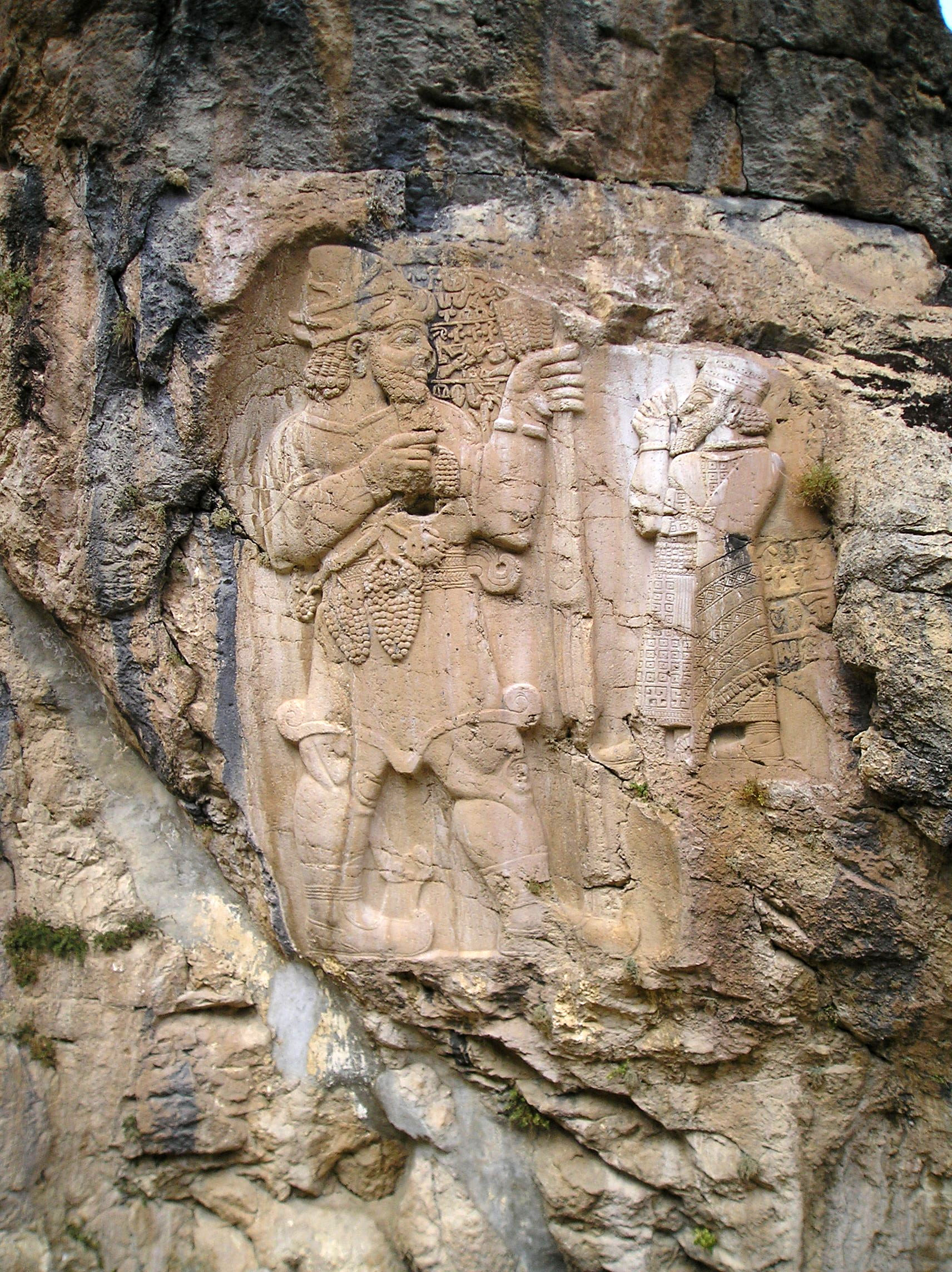
Le roi hittite Warpalawa offrant une grappe de raisin au dieu Tarhunta. Bas-relief rupestre d'Ivriz en Turquie du début du Ier millénaire avant notre ère.

La première trace de vin découverte date de 7 500 ans environ, dans l'actuel Iran mais les résultats des fouilles archéologiques ne permettent pas de déterminer à partir de quelle époque le vin blanc a commencé à être produit.
L'épigraphie nous renseigne sur la présence du vin au Proche-Orient : il est produit dans le « Haut-Pays » (montagnes des confins entre l'Anatolie et l'Arménie) puis importé en Mésopotamie surtout à partir du IIIe millénaire av. J.-C. Les tablettes d'Hattusha désignent le vin par le terme wiyana en langue hittite, GEŠTIN en sumérien et karânu en akkadien. Il peut être rouge (SA5 GEŠTIN), clair (peut-être blanc : KÙ.BABBAR GEŠTIN), bon vin (DUG.GA GEŠTIN), miellé (LÀL GEŠTIN), nouveau (GIBIL) ou piqué (GEŠTIN EMSA),.
Dans la Grèce antique, le vin blanc est déjà élaboré et consommé, puisque Hippocrate, médecin né vers 460 av. J.-C., en prescrit couramment à ses patients. Le « vin blanc vineux » et le « vin blanc âpre » sont cités parmi ses remèdes, signe d'une diversité dans la production dès cette époque.
Chez les Romains, le mode de viticulture pratiqué par les Grecs sert longtemps de modèle et la production inclut le vin blanc. Les riches patriciens romains organisent des banquets où le prix des denrées est un gage de prestige ; dans ces produits coûteux, le vin prend une place prépondérante. Les citoyens les plus riches créent des villas somptueuses dans la baie de Naples, où la vigne était cultivée depuis son introduction par les Grecs. L'aminum, cépage antique, produit un vin blanc doux : produit comme le vin cuit, il ressemblait au madère actuel. La conquête de régions de plus en plus septentrionales incite les Romains à y cultiver la vigne et à y produire des vins plus légers et moins sucrés. Cela les encourage aussi à chercher de nouvelles variétés sauvages adaptables dans ces contrées lointaines, là où les cépages méditerranéens montrent leurs limites. Par exemple, des vignes sont plantées sur les bords du Rhin, donnant aux légionnaires une boisson saine, par opposition à l'eau rarement potable. Le vin est bu frais l'été et chaud l'hiver, pratique qui a encore cours au XXIe siècle.

### Moyen Âge

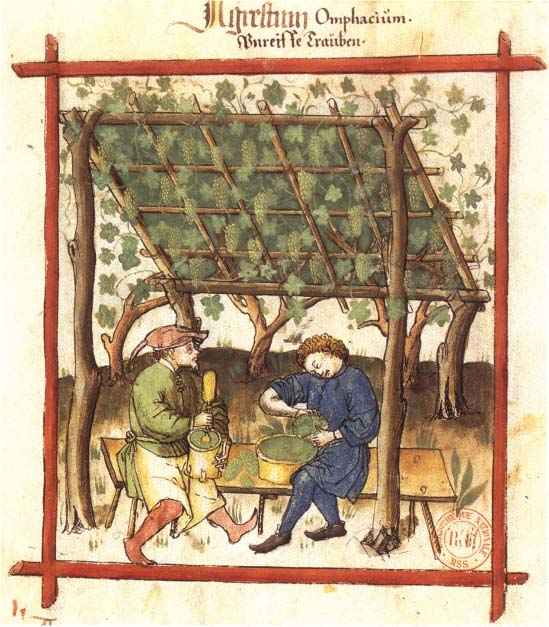
Le raisin blanc à la fin du Moyen Âge.

Le négoce de vin ne parvient pas à survivre à la chute de l'Empire romain d'Occident, et la viticulture recule énormément. Les tribus germaniques qui buvaient préférentiellement de la bière ne voient pas l'intérêt du commerce du vin et les Vikings coupent les routes maritimes de la façade Atlantique. Au sud, les Sarrasins effectuent des razzias ; les campagnes du sud de l'Europe (Languedoc, Provence, Italie du Sud et vallée du Douro) se dépeuplent, les habitants étant emmenés en esclavage ou fuyant la menace.
Le savoir sur la culture de la vigne est conservé par l'Église catholique : le vin étant nécessaire à la célébration de la messe, les religieux vont planter de la vigne à de très hautes latitudes et les domaines monastiques vont augmenter les surfaces cultivées. Difficile à transporter et à conserver, le vin reste longtemps un produit de consommation locale. Le commerce n'en est réellement initié qu'après l'enrichissement de nobles et de prélats car, comme chez les Romains, l'art de la table assoit la réputation de l'hôte qui reçoit.
Le commerce fluvial a une grande importance dans le développement de la vigne. Les pays germaniques profitent de la navigabilité du Rhin et du Danube pour exporter leur production ; Charlemagne contribue à cet essor en promulguant son capitulare de villis, comprenant un ensemble de règles sur la culture de la vigne dans tous ses domaines. C'est une époque de grand développement de la culture du vin blanc en Allemagne et en Autriche. Le vignoble d'Europe centrale atteint 100 000 hectares, soit trois fois et demi la surface des années 1990. À partir du XIIIe siècle, les commerçants distinguent le vinum hunicum, vin des Huns, le vin bu par le peuple, du vinum francium, vin des Francs, destiné à la riche aristocratie. La reconnaissance des cépages riesling ou sylvaner date de la fin du Moyen Âge.
Une partie du commerce européen se fait par voie maritime sur la côte atlantique. Les Anglais, puis les Hollandais et les Scandinaves créent, par leur demande, un engouement pour la plantation entre Bordeaux et La Rochelle. Des petits vins blancs acides sont produits pour l’exportation autour du port charentais, alors que Bordeaux exporte essentiellement les vins du haut-pays qui lui parviennent par la Garonne. Les vins blancs charentais vont donner naissance au cognac, lorsque l'alambic est introduit sur les rives de la Charente, au XVIIe siècle. À cette même époque, les vins blancs secs prisés par les Hollandais vont être produits plus au nord, autour du port de Nantes, dans le vignoble actuel du muscadet et du gros-plant-du-pays-nantais. Les vignobles ligériens et du Sud-Ouest bénéficient du réseau commercial grâce à la navigabilité de la Loire et de la Garonne.
Dans le bassin méditerranéen, les croisades enrichissent considérablement les républiques rivales de Venise et de Gênes. Pour ravitailler les troupes des riches seigneurs francs, les républiques précitées se fournissent en vin de Grèce. Le port de Monemvasia, qui exporte beaucoup de vin blanc, va donner son nom au cépage malvoisie. Les Croisés découvrent aussi les vins de muscat. Une fois rentrés chez eux, les souverains et riches aristocrates cherchent à acheter les vins doux qu'ils ont appréciés en Orient. Ils font venir des pieds de vigne qui feront souche dans le vignoble du Languedoc-Roussillon et en Espagne. Le commerce de ces vins est facilité par leur fort degré alcoolique, garantie de conservation lors du long transport vers l'Europe du Nord.

### Époque moderne

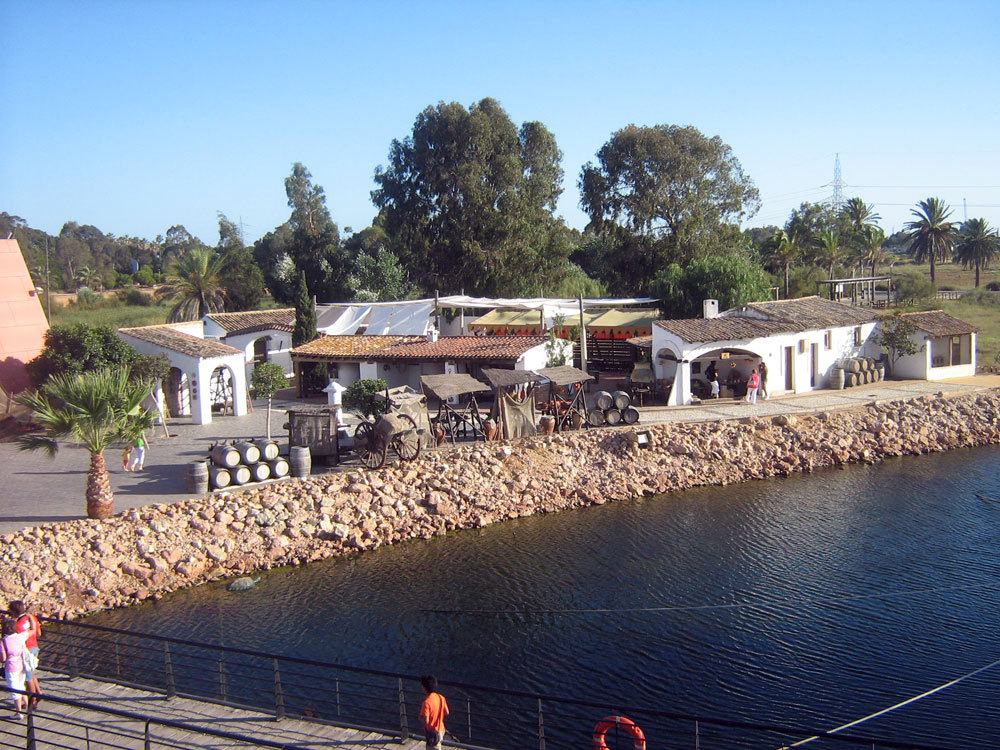
Reconstitution de l'ancien port de Palos de la Frontera.

En 1453, l'Empire ottoman prend Constantinople et la situation des Vénitiens et Génois se dégrade ; le commerce du vin entre la Méditerranée orientale et l'Europe du Nord diminue fortement. À ce même moment, l'Espagne vient de finir sa reconquista et remplace le vin méditerranéen par le sien, notamment auprès des consommateurs anglais et hollandais. Le port de Sanlucar de Barrameda commence à exporter de grandes quantités de vin blanc, l'ancêtre de l'actuel xérès. Ce vin, appelé sack, fait fureur en Angleterre. Même au pire moment des relations diplomatiques entre les deux pays (comme lors de l’épisode de l'invincible Armada en 1588), le commerce perdure, assuré parfois par les corsaires qui viennent voler ce qu'ils ne peuvent acheter. Entre 40 et 60 000 barriques de 500 litres quittent annuellement les côtes espagnoles pour l'Angleterre et les Pays-Bas (ce volume de quelque 300 000 hectolitres représente les 2/3 de la production actuelle).
À partir du XVIe siècle, les premières vignes européennes sont plantées en Amérique : au Mexique, puis au Pérou, en Bolivie, en Argentine ou au Chili. Elles viennent s'ajouter aux vignes indigènes déjà cultivées au Mexique ; cependant, cette production précolombienne n'est pas destinée à la production de vin, le raisin étant trop acide. Elle sert à produire l'acachul, une boisson adoucie par des fruits et du miel.
Le petit âge glaciaire sonne le glas des viticultures septentrionales. La vigne disparaît du nord de l'Allemagne et, en pays de Bade, l'altitude maximale de culture de la vigne descend de 220 mètres. Hans-Jürgen Otto signale que « partout le vignoble souffrit et diminua en surface. » En Angleterre, la vigne disparaît aussi. Les vignobles les moins précoces sélectionnent préférentiellement des cépages blancs ; même insuffisamment mûrs, les raisins permettent de donner un petit vin aigrelet encore consommable, alors que les raisins rouges ne donnent pas suffisamment de couleur et que les tanins verts confèrent de l'amertume au vin. L'interruption de la fermentation par le froid de l'hiver favorise la découverte de la prise de mousse du champagne.

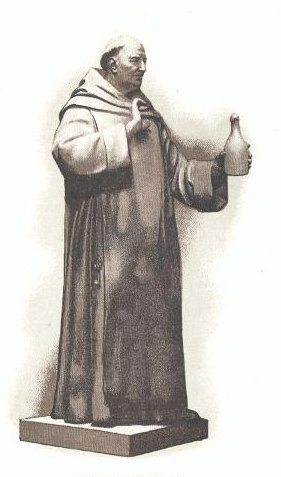
Dom Pérignon, légendaire créateur du champagne.

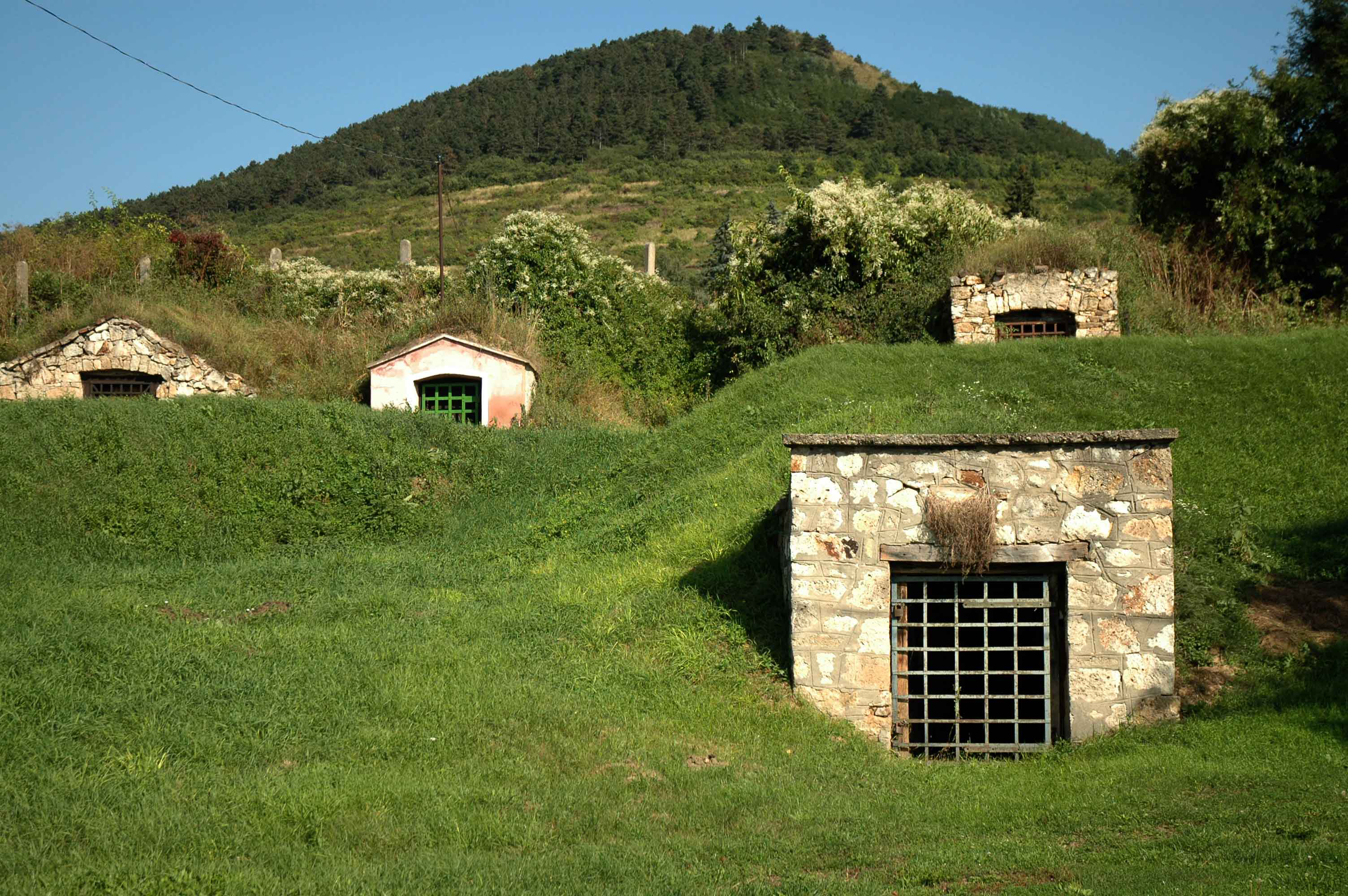
Caves de Tokay en Hongrie, où les secrets de l'élevage furent gardés.

L'enrichissement d'une partie de la population crée un engouement pour les vins rares. Ce phénomène, déjà à l'origine de l'essor du xérès en Angleterre, se reproduit en Europe centrale. La découverte des bienfaits de la pourriture noble sur le raisin blanc aurait eu lieu vers 1650, en Hongrie pour l'élaboration du vin de tokay. Hugh Johnson déclare que « le tokay d'il y a trois siècles était le meilleur vin doux du monde, hérité d'une tradition viticole déjà ancienne ». Élaboré avec un raisin dont la maturité exceptionnelle est due à un secret de fabrication, ce vin développe aussi ses qualités grâce à un élevage lui aussi resté longtemps un secret, dans les caves souterraines du vignoble. Prisé par la Maison des Habsbourg, le tokay va connaître un commerce fructueux. La tentative d'imitation sera longue à aboutir, l'usage de la pourriture noble restant un secret. Ce n'est que 120 ans plus tard que ce mode de vendange très tardif fut expérimenté sur les rives escarpées du Rhin. Son usage à Sauternes est attesté en 1836, au Château La Tour Blanche, mais un siècle plus tôt, des vendanges très tardives donnaient un vin très riche qui demandait à vieillir plusieurs années en barrique.
D'autres régions découvrent le secret de ce qui va faire leur richesse. Ainsi, dom Pérignon est-il le légendaire créateur du champagne. Dans un vignoble septentrional, il élabore un vin spécial qui va faire naître un engouement exceptionnel pour un vin produit sous un climat où l'on ne pouvait espérer ni maturité ni couleur suffisantes.
La mode de boire du vin blanc sec et bon marché commence à Paris au XVIIIe siècle : pour échapper aux taxes de l'octroi, les Parisiens prennent l'habitude d'aller consommer leur vin chez le producteur, hors des murs de la ville. Des cabarets ouvrent leurs portes au bord de la rivière, devenant des guinguettes : le vin qu'on y boit alors est appelé le « guinguet ». C'est un vin des coteaux de la Seine ou de la Marne, aigrelet, mais que les conditions de transport de l'époque n'ont pas usé prématurément.

### Époque contemporaine

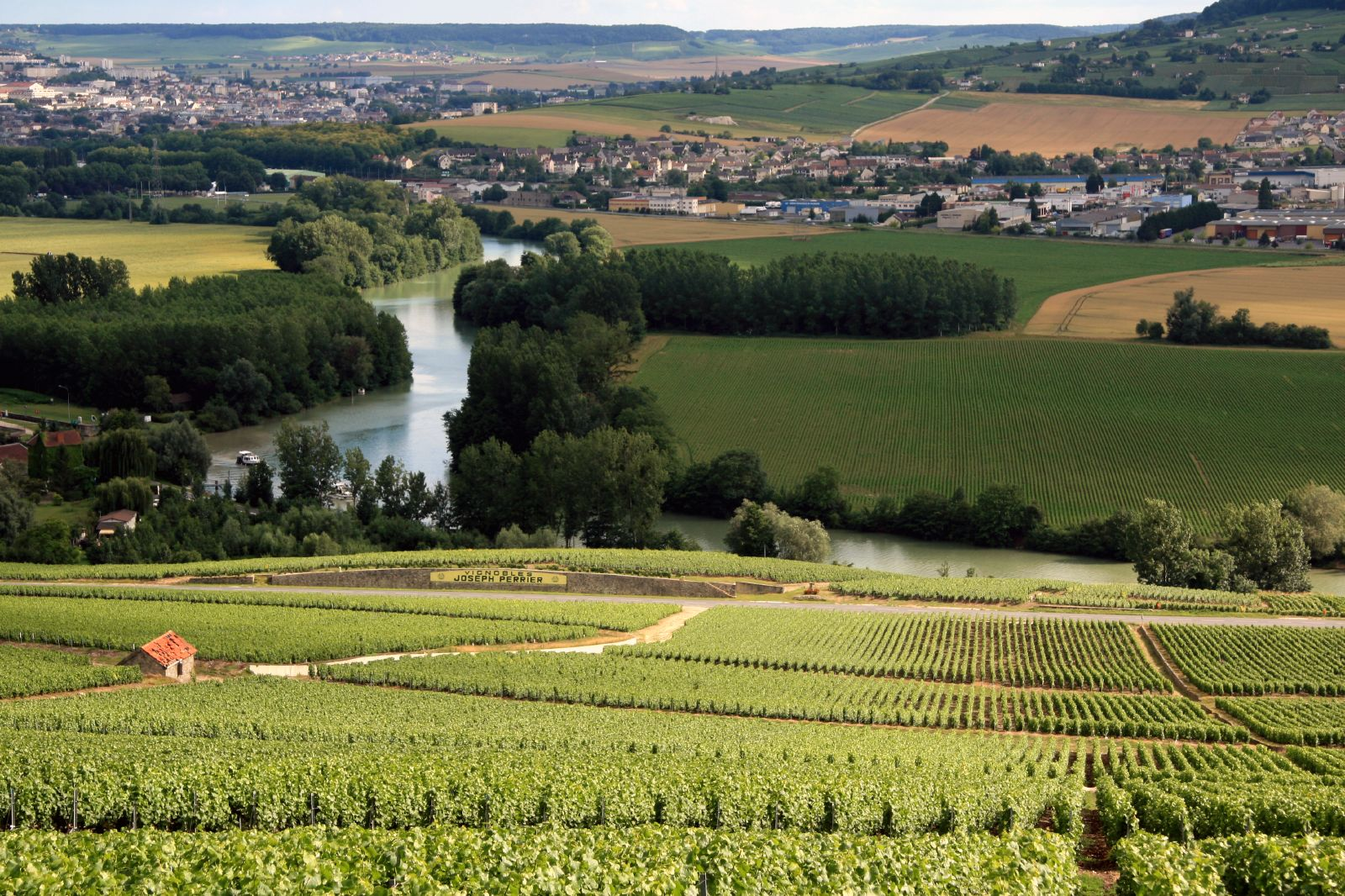
Paysage de coteaux en Champagne.

Le champagne a été créé au XVIIIe siècle, mais c'est au siècle suivant que son essor mondial va se produire. Les têtes couronnées européennes mettent rapidement ce vin à la mode de leur cour bien que sa production, nécessairement en bouteille, en fasse un produit extrêmement coûteux. Hugh Johnson attribue un rôle diplomatique important au champagne : Talleyrand aurait offert de ce vin à la table des négociateurs du congrès de Vienne, l'utilisant pour détendre ses interlocuteurs dans les discussions. L'occupation de la Champagne par des troupes russes en 1815 fait connaître le vin moussant à l'aristocratie russe. La veuve Clicquot livre son vin aux occupants en disant « aujourd'hui ils boivent, demain ils paieront… »
Les progrès de l'industrie du verre (grâce au charbon notamment) permettent de démocratiser l'usage de la bouteille. La production de vin effervescent augmente considérablement et gagne le continent américain. La technique de fabrication s'industrialise et d'autres régions s'en inspirent, sans que la réputation du champagne n'ait à en souffrir. L'envolée commerciale du champagne est un produit de la révolution industrielle qui permet de le mettre à la portée financière de la classe moyenne en plein essor.

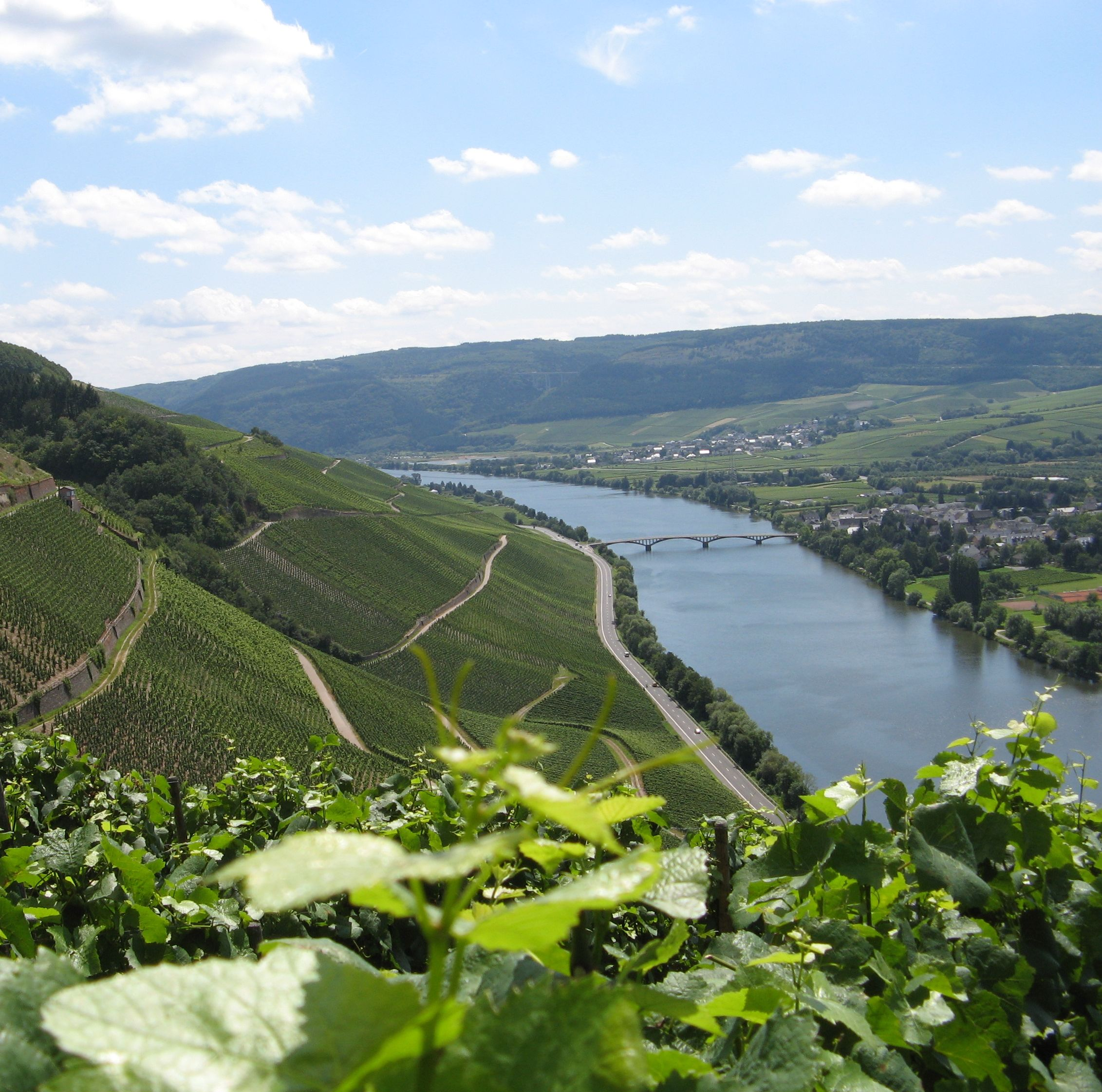
Coteaux escarpés de la Moselle dans le vignoble allemand, l'Annaberg à Schweich.

La période du XIXe siècle qui précède l'arrivée du phylloxera est un véritable âge d'or de la viticulture. La révolution industrielle enrichit une bourgeoisie cliente des meilleurs vins, et l'exode rural vers les usines crée un vaste marché pour les vins de production de masse. Un exemple marquant pour les vins blancs est celui de la viticulture en Allemagne. Le sentiment de liberté insufflé aux vignerons allemands par l'occupation française au cours du Premier Empire empêche l'aristocratie et le clergé de récupérer tous les vignobles dont ils avaient été dépossédés. La pratique de la vendange tardive se généralise et les vins plus ou moins sucrés gagnent en équilibre face à leur acidité toujours vive. En 1872, est créé l'institut d'œnologie de Geisenheim ; il sera à l'origine d'un grand nombre de métissages, donnant de nouveaux cépages, dont le plus connu d'entre eux est le müller-thurgau. À la même époque, la Suisse se dote, le long des berges du lac Léman, d'un vignoble majoritairement à vins blancs.
Au cours du XXe siècle, la plantation de vignes dans les pays où elle était inconnue est en plein essor. Elle se heurte toutefois aux températures élevées, lors de la fermentation. L'usage de contenants plus grands crée des problèmes de fermentation : les levures produisent une chaleur qui ne peut s'évacuer ; au-delà de 35 °C, les micro-organismes commencent à souffrir et la fermentation se ralentit, puis s'arrête : après refroidissement du vin, un nouveau levurage s'impose pour reprendre la fermentation (sans parler des effets néfastes sur les arômes du vin et le risque de piqûre lactique). En Californie, les recherches pour maîtriser la température de fermentation arrivent à maturité. Appliquées au vin blanc, elles révolutionnent le type du vin. Les vins européens, marqués par leur élevage qui écrase le fruité du vin, sont aux antipodes de ces vins très fruités marqués par une vivacité rafraîchissante. Au cours des années 1960-1990, ces méthodes de vinification gagnent l'Europe et l'usage de matériel de réfrigération est aujourd'hui généralisé à presque toutes les régions productrices de vin blanc.

## Répartition géographique

### Production

#### Zones climatiques

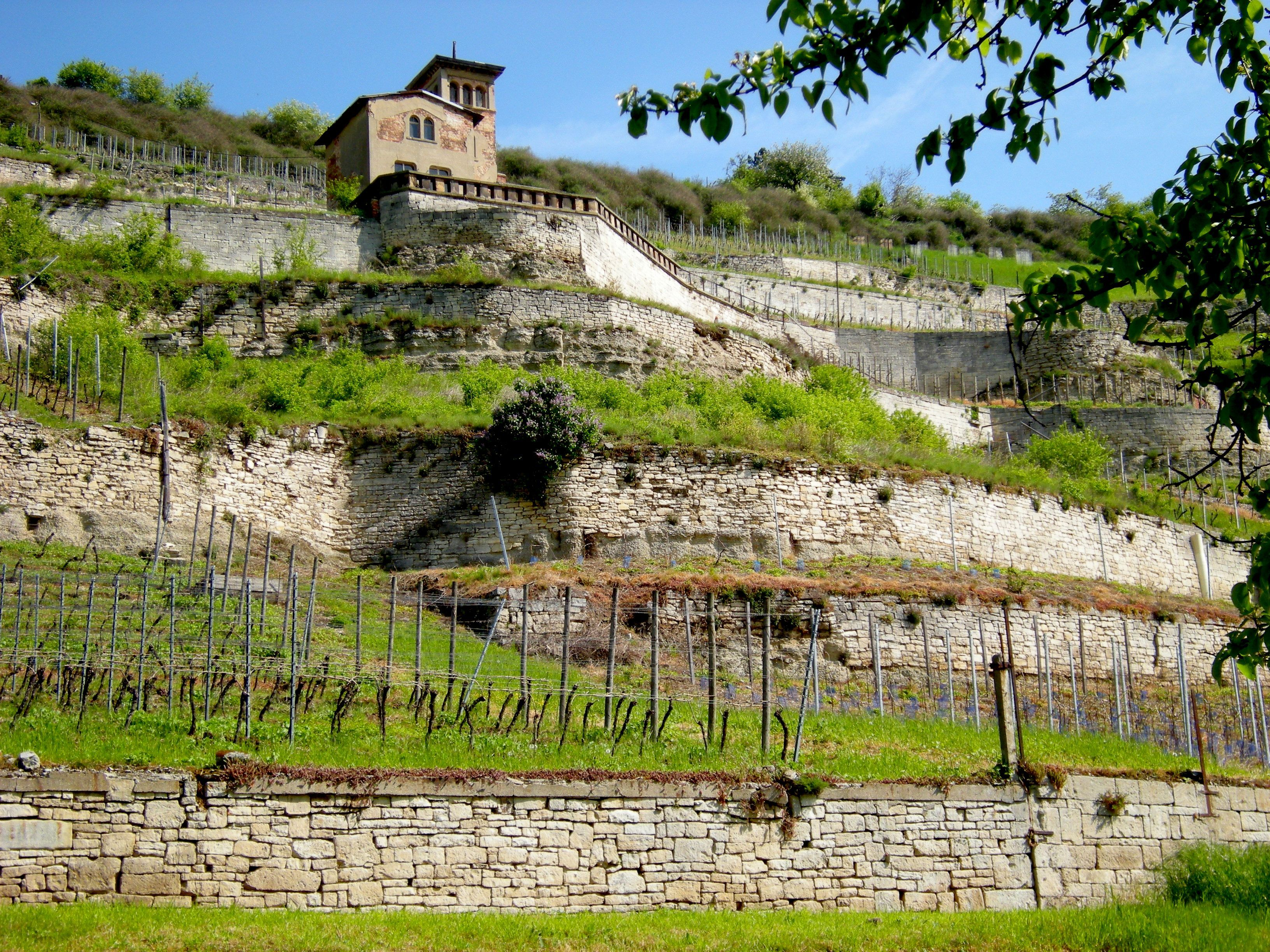
Vignoble allemand, un des plus septentrionaux du globe.

De nombreux pays viticoles produisent du vin blanc, cependant, dans le détail, le raisin blanc a besoin de moins de chaleur que le raisin rouge pour mûrir : le manque de maturité des tanins ne pose pas de problème dans la mesure où ces derniers ne sont pas extraits au pressurage. De plus, l'équilibre gustatif repose sur une vivacité importante due à l'acidité. Le raisin destiné à la production de vin blanc sec est donc récolté un peu avant maturité. De ces conditions de production découle une localisation plus septentrionale ou montagnarde du vignoble de production des vins blancs secs.
En Europe, le vignoble allemand est majoritairement blanc (61 % de la production en 2001), comme le vignoble suisse (plus de 50 % de la surface en raisin blanc) ou le vignoble luxembourgeois (93 % de la surface en raisin blancs ou gris). En France, la moitié nord du pays produit majoritairement des vins blancs (Saône-et-Loire, Alsace, Jura, Champagne ou vallée de Loire). En Espagne, paradoxalement, la Castille-La Manche représente 50 % du vignoble espagnol, majoritairement blanc sur une surface très importante en zone chaude. La Catalogne produit beaucoup de raisin blanc transformé en vin mousseux, le cava ; la surface destinée à ce dernier vin représente 45 000 ha sur 65 600 ha.
Le continent américain élabore vins blancs et vins rouges dont certains sont à présent reconnus à travers le monde. Les vins blancs ont permis de conquérir des contrées hostiles au vin rouge comme les montagnes Rocheuses ou le Canada. Dans ce dernier pays, la technique du vin de glace permet de produire des vins d'exception sous un climat à priori défavorable ; le Canada est le premier producteur mondial de vin de glace.
Les zones méridionales plus chaudes produisent aussi du vin blanc, mais en plus faible proportion. De plus, ce sont plus souvent des vins doux ou liquoreux, des vins doux naturels ou des vins « vinés », comme dans le cas des vignobles du pourtour méditerranéen (muscats, madère, marsala entre autres).

#### Zones géologiques

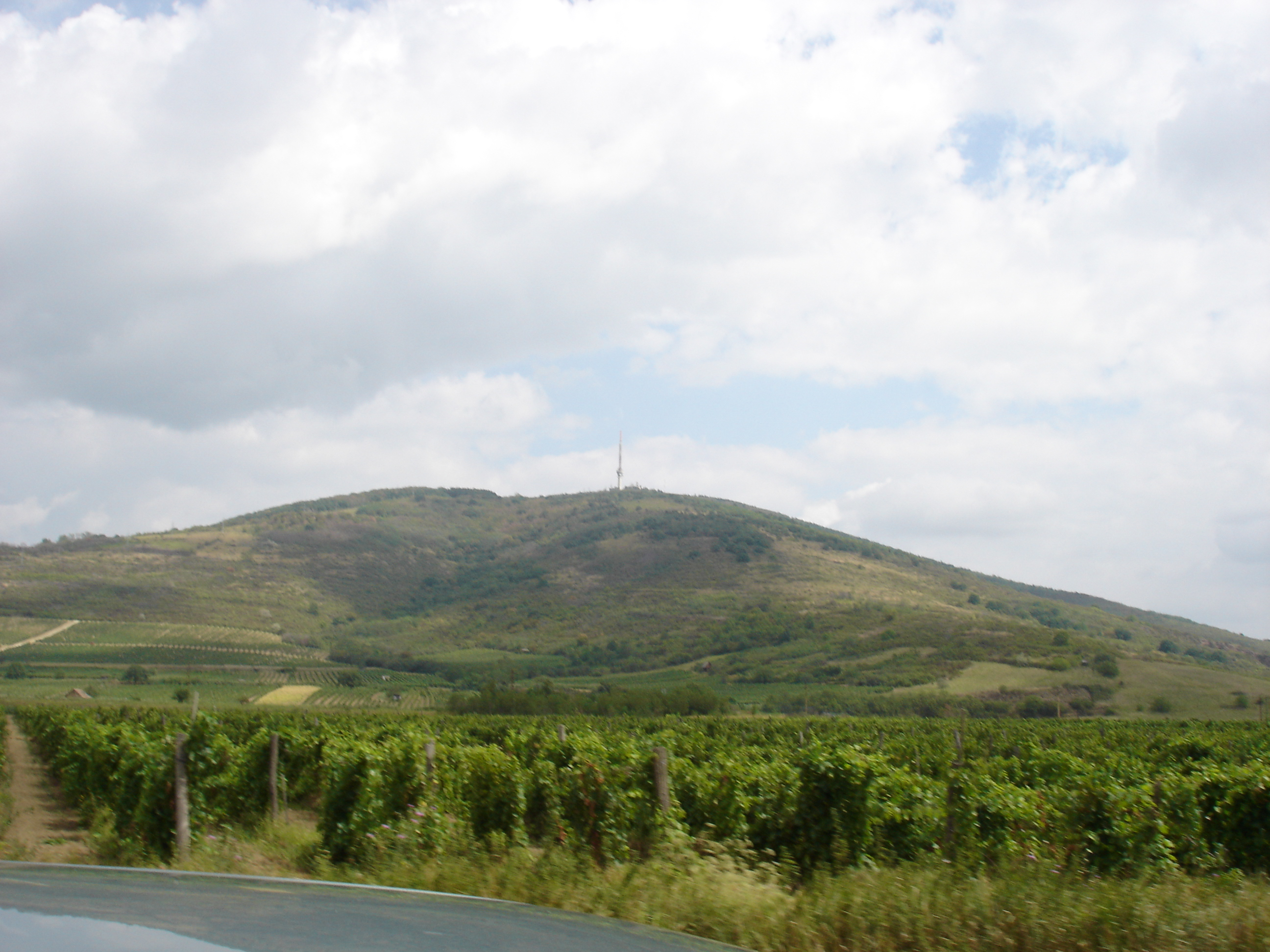
Terroir volcanique de Tokay.

Selon Claude et Lydia Bourguignon, les vins rouges conviennent bien aux sols qui reposent sur une roche calcaire, alors que les meilleurs vins blancs sont produits sur des sols reposant sur une roche métamorphique (Alsace, Moselle, Anjou) ou volcanique (Tokay de Hongrie et Slovaquie). Or, ces agronomes microbiologistes mentionnent que les terres émergées de notre planète comprennent 90 % de roches métamorphiques, 7 % de roches sédimentaires, majoritairement calcaires, et 3 % de roches volcaniques ; le potentiel de développement du vin blanc est donc très important.
Par ailleurs, de grands vins blancs sont aussi produits sur des terrains à sous-sol calcaire : la base crayeuse du vignoble de Champagne ou le calcaire à marne siliceuse du chassagne-montrachet servent d'écrin à quelques vins parmi les plus prestigieux au monde.

### Consommation
| Pays               | Proportion de vin blanc consommé (Sources) |
| Moyenne mondiale   | 40,6 %                                     |
| Australie          | 60 %                                       |
| République tchèque | 60 %                                       |
| Nouvelle-Zélande   | 56 %                                       |
| Luxembourg         | 53 %                                       |
| Finlande           | 50 %                                       |
| Royaume-Uni        | 47 %                                       |
| Autriche           | 46,9 %                                     |
| Irlande            | 44 %                                       |
| États-Unis         | 40 %                                       |
| Allemagne          | 39,8 %                                     |
| Argentine          | 39 %                                       |
| Italie             | 37 %                                       |
| Suède              | 36 %                                       |
| Canada             | 35,1 %                                     |
| Suisse             | 31 %                                       |
| Pays-Bas           | 30 %                                       |
| Russie             | 30 %                                       |
| Belgique           | 28,4 %                                     |
| Espagne            | 28 %                                       |
| Danemark           | 27 %                                       |
| Norvège            | 25,1 %                                     |
| Chili              | 25 %                                       |
| Portugal           | 25 %                                       |
| France             | 21 %                                       |

## Ampélographie et Viticulture

### Cépages
De très nombreux cépages blancs peuvent être utilisés pour élaborer du vin blanc.
Certains ont acquis une forte notoriété grâce à leur commercialisation en vin de cépage :
- chardonnay B[N 3] : il vient de Bourgogne. Longtemps vendu sous cette appellation, sous celle des AOC communales ou de premiers et grands crus, il a conquis de nombreux pays nouveaux producteurs qui le vendent sous le nom du cépage. Il doit sa diffusion mondiale à sa qualité dans des régions très diverses sur le plan climatique et géologique, en France, aux États-Unis, en Australie ou en Afrique du Sud[26] ;
- sauvignon B : il vient du centre de la France ou du vignoble de Bordeaux ; il a ensuite conquis les vignobles du Sud-Ouest et de la vallée de la Loire. Remarqué par les consommateurs anglo-saxons, il gagne en surface aux États-Unis, en Australie, en Nouvelle-Zélande ou en Afrique du Sud. Il est remarquable par ses arômes typiques végétaux et/ou minéraux[a 4] ;
- riesling B : il vient des vignobles germaniques (Allemagne, Alsace, Suisse). C'est un cépage qui peut être très qualitatif sur des sols variés, à condition d'être à rendement limité et en climat à tendance continentale[a 5] ;
- müller-thurgau B : c'est le cépage le plus cultivé en Allemagne ; il donne un vin fruité et bien équilibré, mais qui ne se conserve pas très longtemps[a 6] ;
- muscat B, Rs ou N : c'est un groupe de cépages (plus de 150 selon Pierre Galet[27]) qui présente une palette aromatique spécifique.

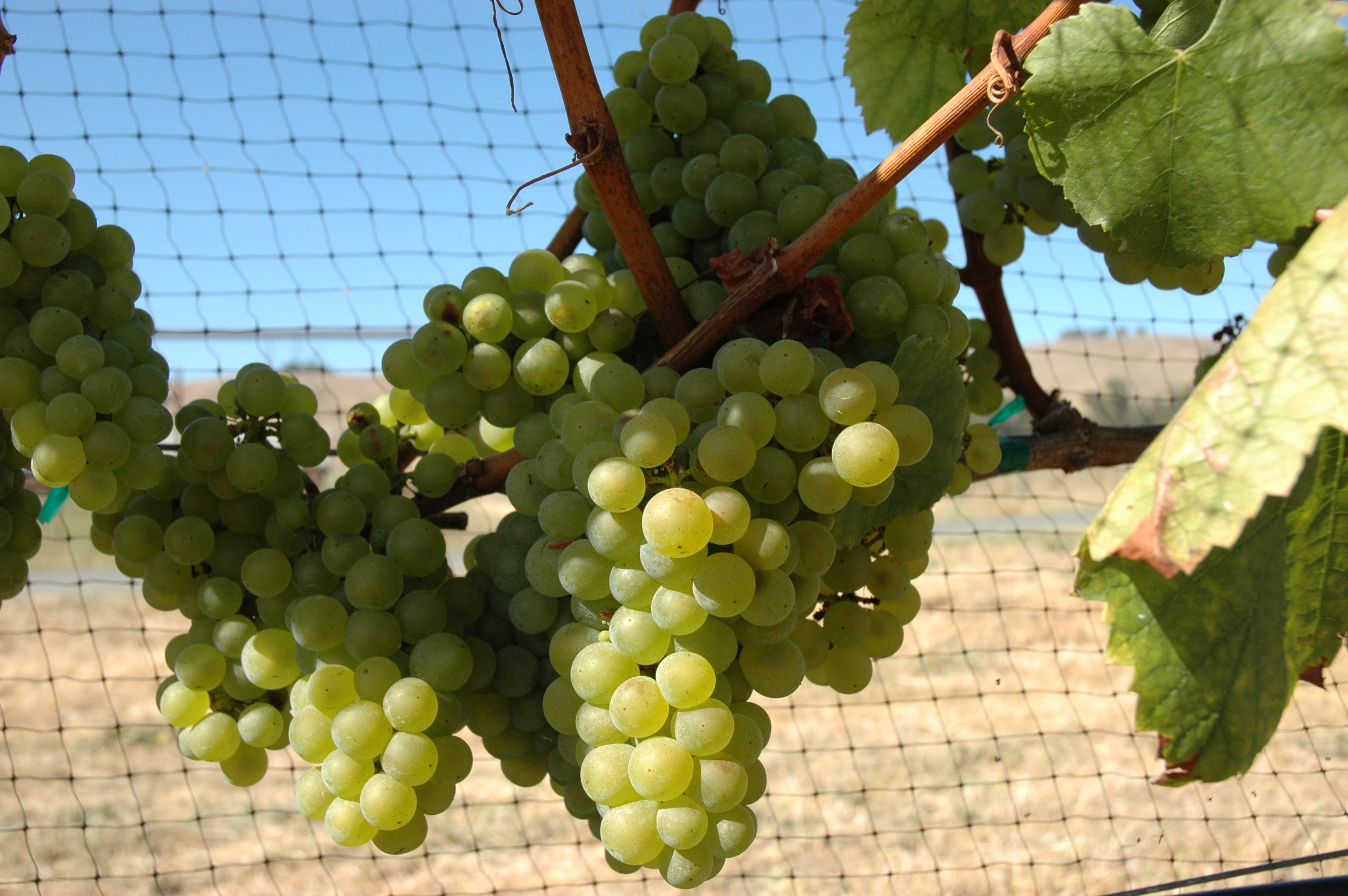
Grappes de chardonnay B.
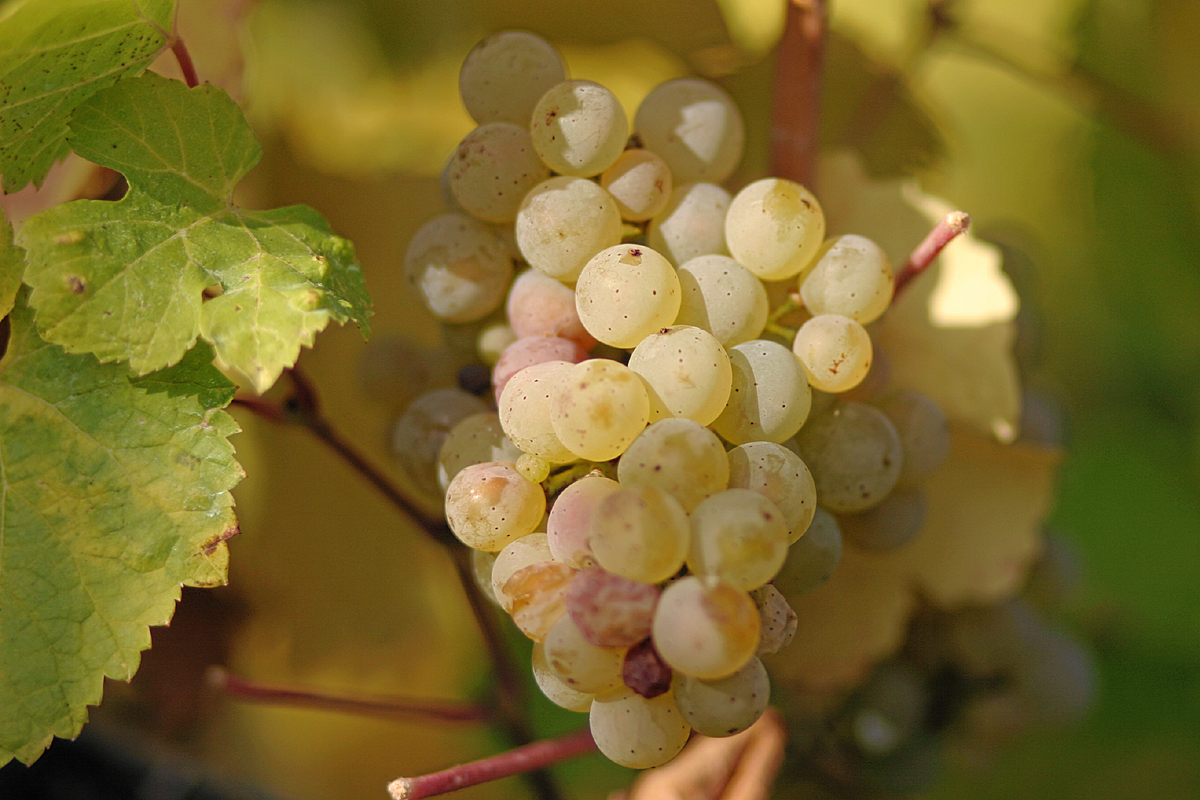
Riesling B allemand à pleine maturité.
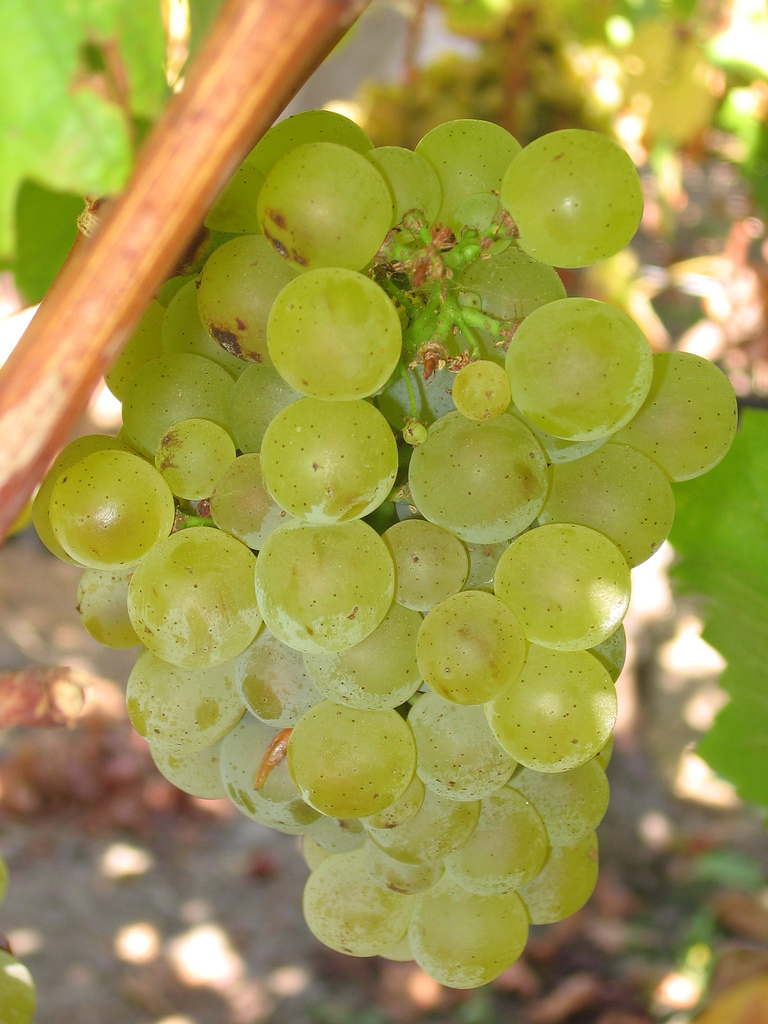
Sauvignon B.
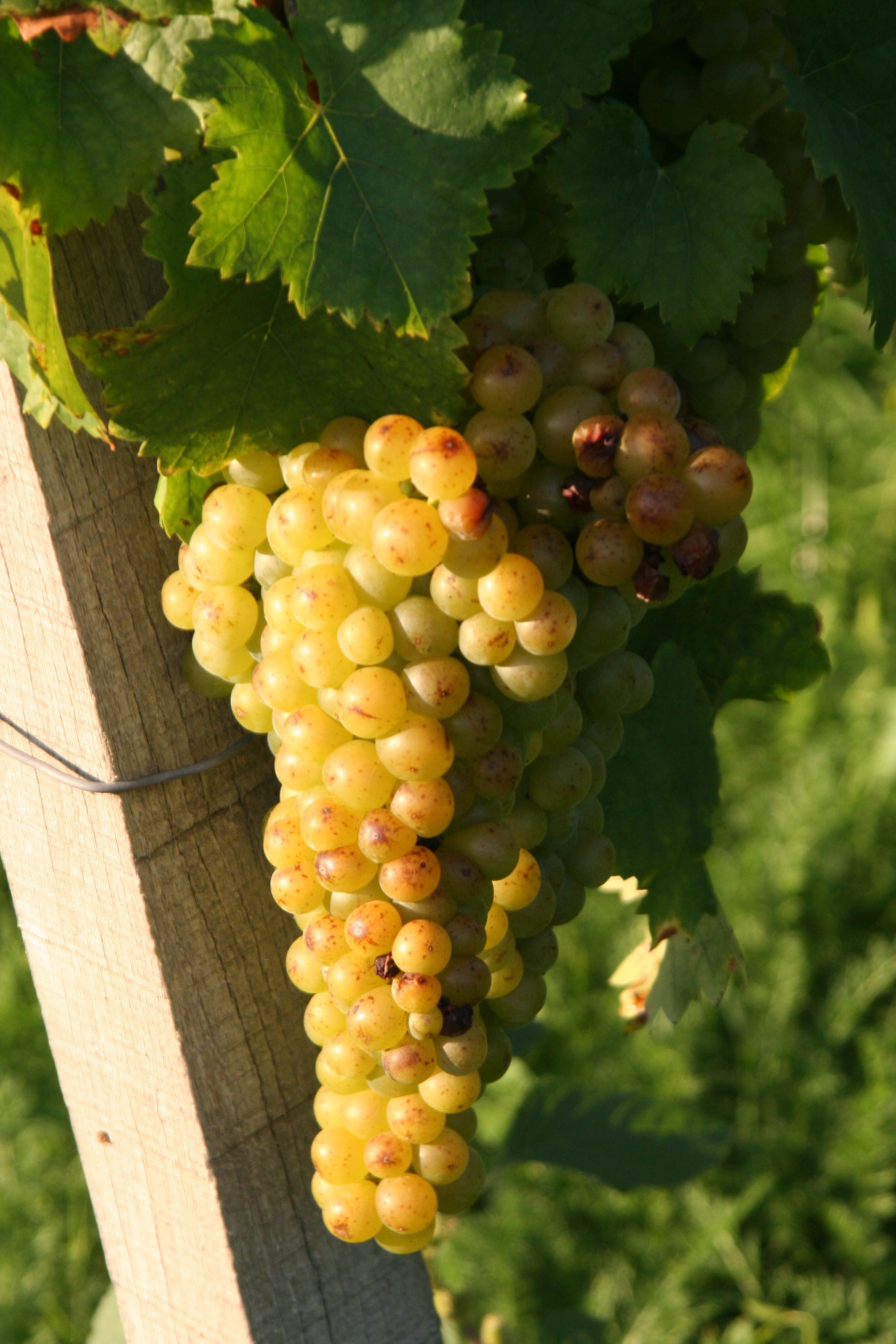
Muscat à petit grains blanc B.

D'autres sont moins connus, car commercialisés sous le nom d'une appellation ou assemblés avec d'autres cépages :
- airén B : cépage peu connu, c'est pourtant le cépage de cuve le plus planté au monde avec 390 000 ha[28]. Il n'est devancé que par la sultanine, cépage de raisin sec. Cultivé quasi exclusivement en Espagne, il est planté à faible densité, produisant un vin blanc sec consommé localement ;
- catarratto bianco comune B : cépage du sud de l'Italie, il donne des vins aromatiques et alcoolisés (14 % de volume). Il fait partie des cépages servant à produire les vins de marsala et madère[29] ;
- chenin B : cépage français de la vallée de la Loire, il a aussi conquis l'Afrique du Sud. Il donne un vin très fruité, parfois minéral, sec ou doux selon le terroir. Il peut se conserver longtemps et prendre la pourriture noble[a 7] ;
- maccabeu B : cépage espagnol, il sert à élaborer des vins effervescents (cava) ; en France, il est cultivé dans le vignoble du Languedoc-Roussillon. Son vin est sec et fruité ou donne un vin doux naturel[30] ;
- sémillon B : cépage originaire du vignoble de Bordeaux, c'est le cépage principal des vins liquoreux de Bordeaux et de Bergerac, grâce à son aptitude à prendre la pourriture noble[a 8] ;
- trebbiano bianco ou ugni blanc B : c'est un cépage italien donnant un vin assez neutre ; en France, son vin est généralement distillé pour donner le cognac ou l'armagnac[a 9] ;
- viognier B : cépage français de la vallée du Rhône, il est planté en Californie depuis les années 2000. Il donne un vin très fruité et complexe[a 10] ;
- grenache blanc B : il est la forme blanche du grenache noir N. Cépage de qualité, il donne des vins secs fins et amples, quoique avec une acidité parfois déficiente. Il donne également des vins doux naturels de grande qualité[e 1].

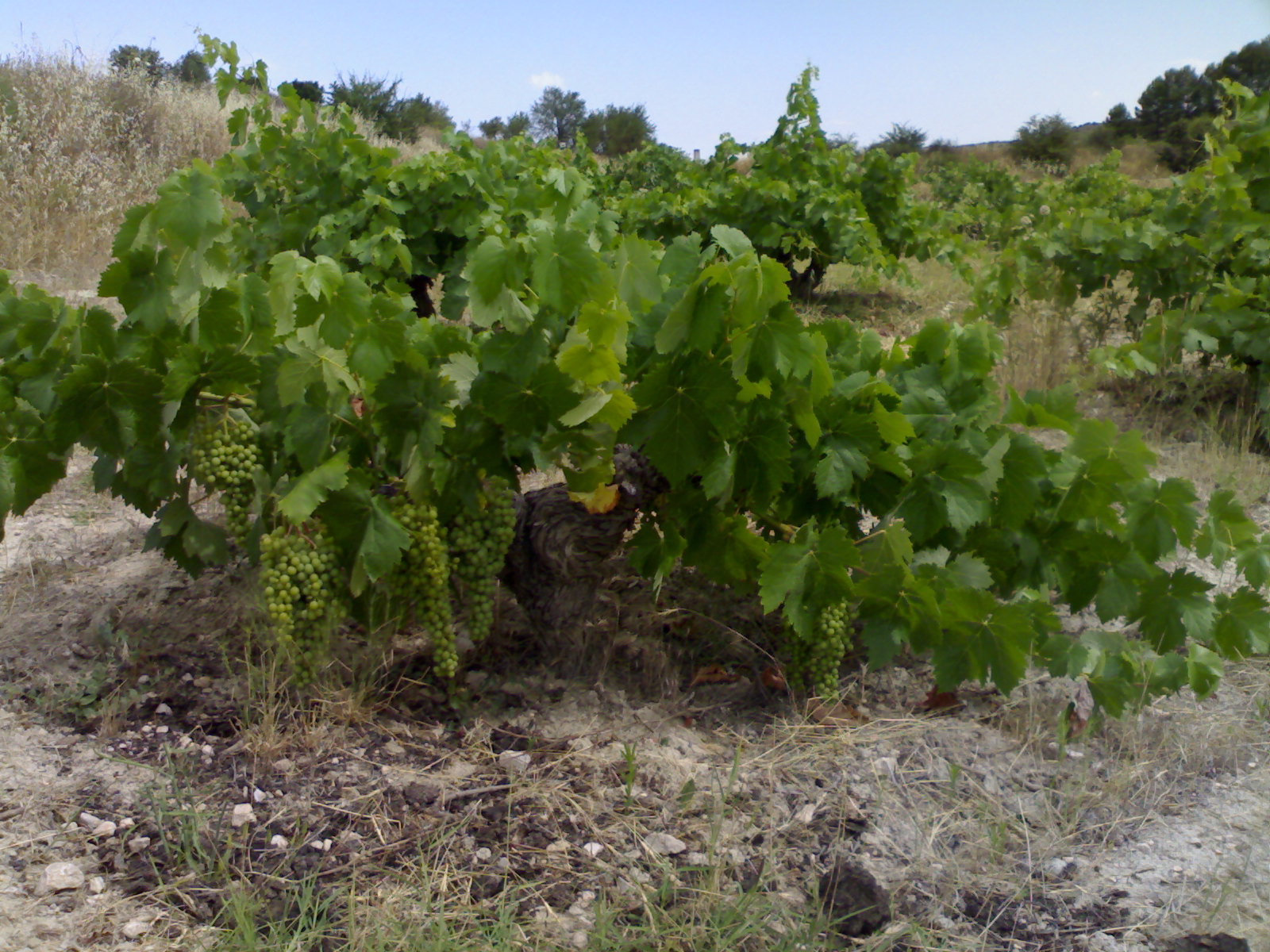
Cep d'airén B, le cépage de cuve le plus cultivé au monde.
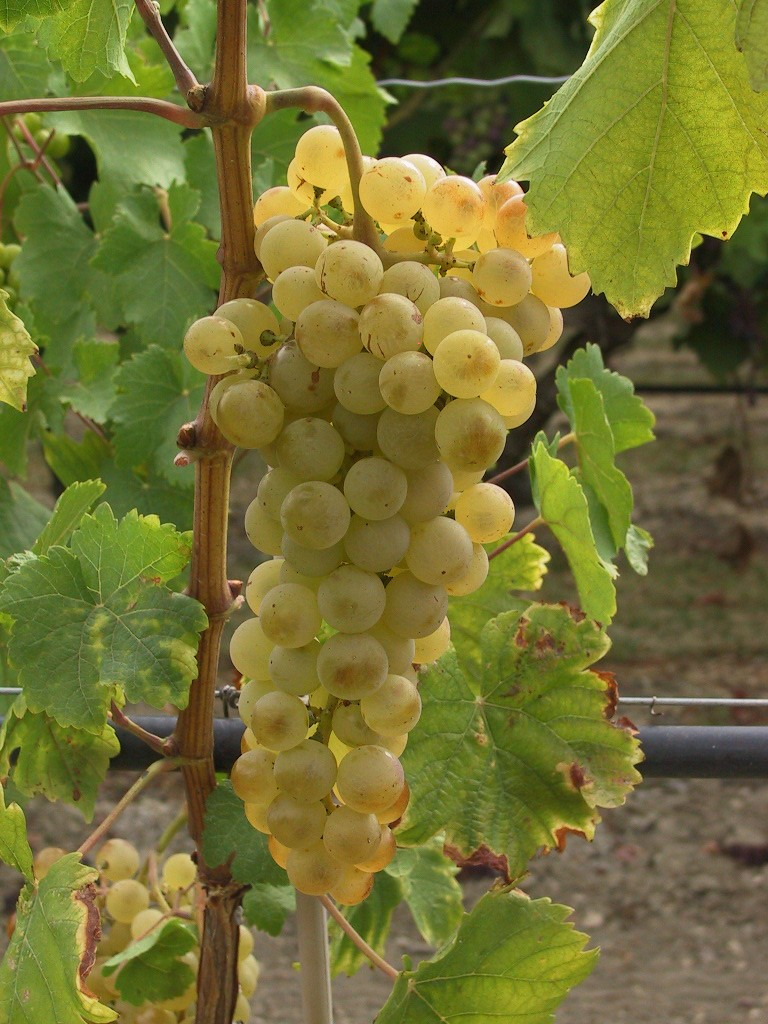
Chasselas B, cépage de cuve et de table.
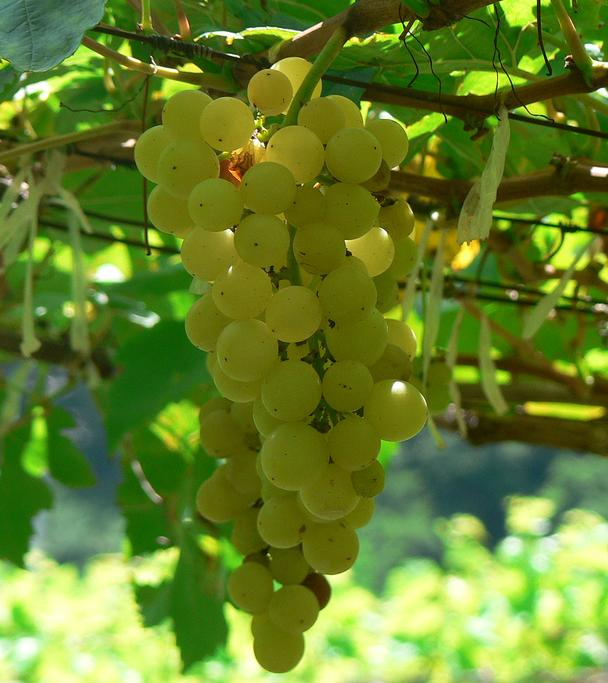
Chenin B.
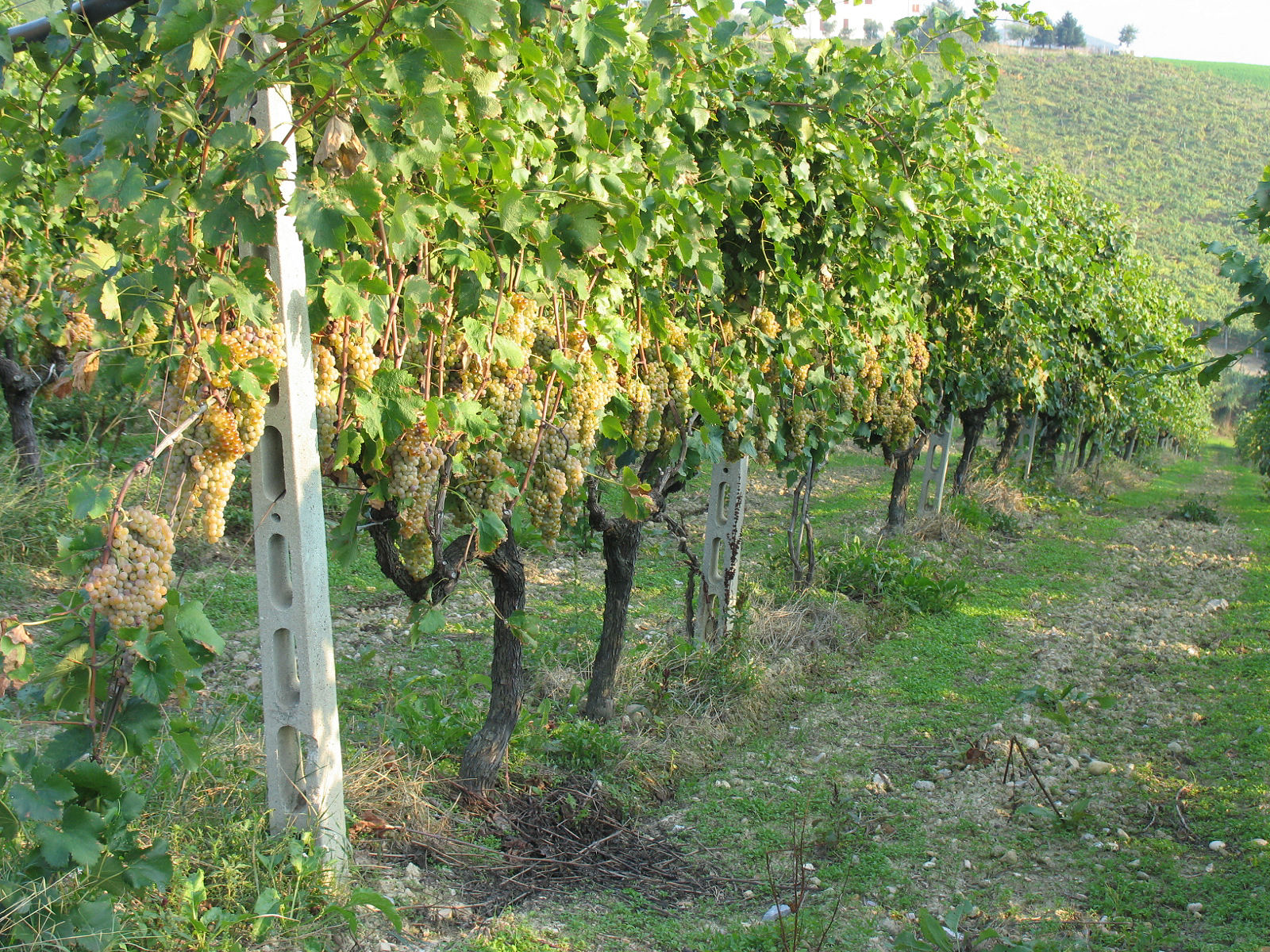
Trebbiano blanco ou ugni blanc B.

Quelques cépages à pellicule colorée sont également utilisés pour produire des vins blancs :
- gewurztraminer Rs : il a une peau rose. Vinifié en blanc, c'est un cépage très aromatique ; ses arômes typiques rappellent la fleur de rose et le litchi[31]. Il est cultivé tout autour du massif alpin. Il s'agit d'une mutation aromatique du traminer (en allemand, gewürzt signifie « épicé ») ;
- pinot noir N et le pinot meunier N : ils sont utilisés pour l'élaboration de champagne blanc et rosés ;
- sauvignon gris G : forme rosée du sauvignon blanc, il présente une richesse supérieure en sucre et des arômes plus lourds. Il est particulièrement bien adapté à la production de vins liquoreux[e 2] ;
- grenache gris G : c’est la forme rosée du grenache. Il est utilisé dans les versions ambrées du grenache de Rivesaltes, un vin doux naturel blanc à la couleur foncée par l'oxydation[32].

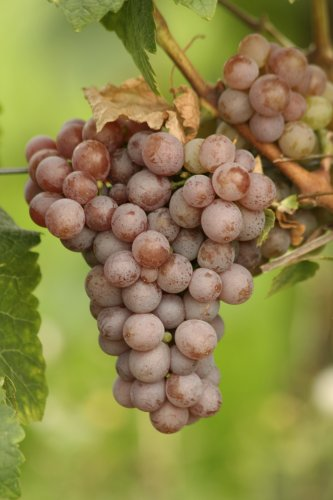
Le gewurztraminer Rs, cépage à la peau rose qui produit un vin blanc.
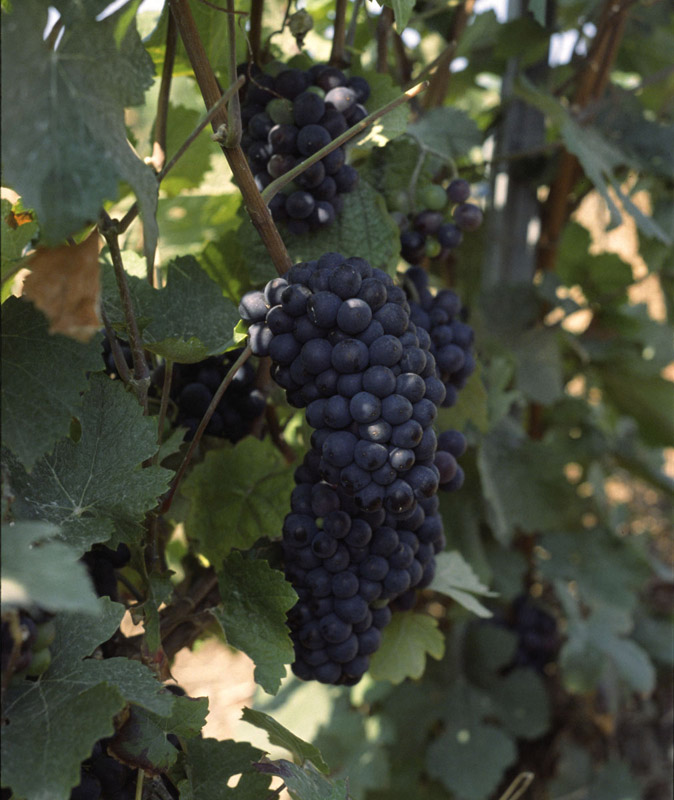
Pinot meunier N, un cépage noir très utilisé pour le champagne blanc ou rosé.
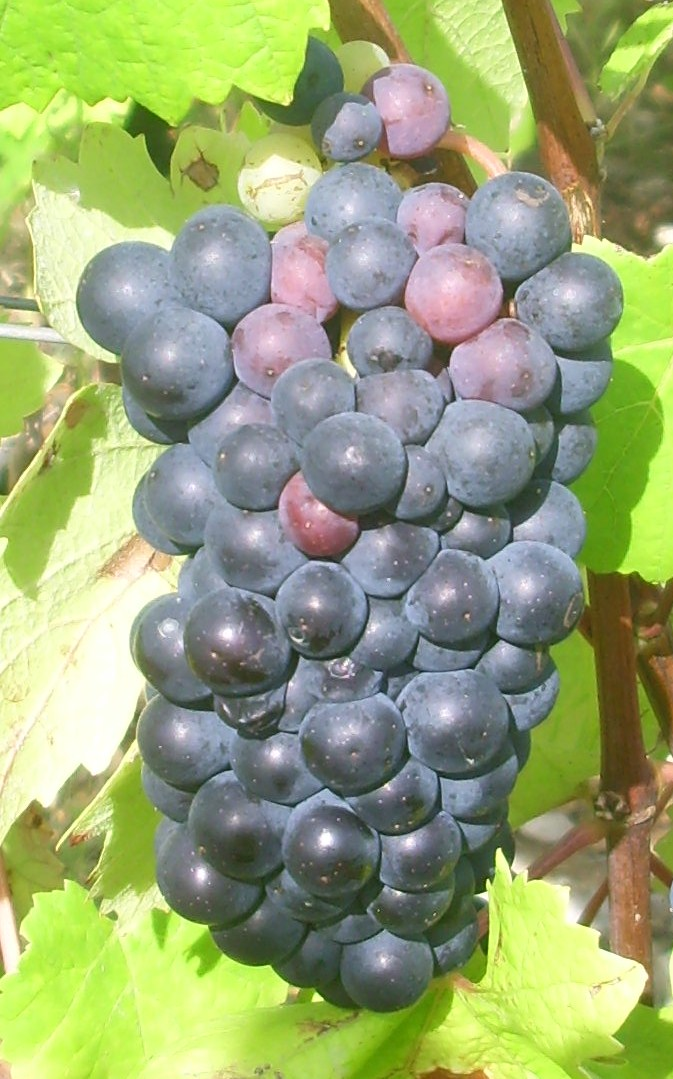
Pinot noir N, un cépage noir utilisé pour la production de vin blanc.

### Constituants du raisin et du moût

#### Rafle
La rafle est la branche herbacée qui porte les grains de raisins. Elle est constituée de près de 80 % d'eau, de minéraux solubles (près de 3 % dont la moitié de potassium) et de polyphénols. Ces derniers, essentiellement des tanins, sont responsables de la saveur amère et de la sensation d'astringence. Dans l'élaboration du vin blanc, la rafle ne contient aucun élément recherché : la teneur en eau ne peut que provoquer une dilution et la présence des tanins n'est pas souhaitée dans le vin. C'est la raison pour laquelle elle est rapidement isolée du reste de la vendange, soit par l'éraflage soit par le pressurage.

#### Baie

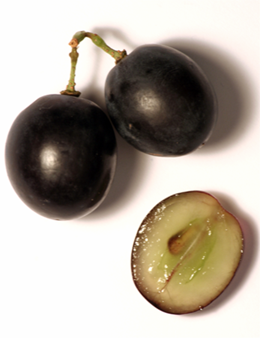
Coupe d'un grain de raisin à jus blanc et pellicule colorée.

La baie de raisin est constitué d'une peau (la pellicule), de chair (la pulpe) et de graines (les pépins). Ces derniers sont durs et représentent 2 à 5 % du poids de la baie. Ils contiennent 25-45 % d'eau, 34-36 % de glucides, 13-20 % de matière grasse (l'huile de pépins de raisin), 4-6 % de tanins, 4-6,5 % de protéines, 2-4 % de minéraux et 1 % d'acides gras. Leur apport dans le vin blanc est nul puisqu'ils sont éliminés dès le pressurage ; de plus, la pression exercée ne permet pas d'en extraire quoi que ce soit.
La pellicule représente 6 à 12 % du poids du raisin. Elle est recouverte, en surface, de pruine, une couche cireuse qui donne une teinte mate à la couleur du raisin et contient des levures responsables de la fermentation alcoolique. La pellicule du raisin contient également, dans ses couches plus profondes, des composés volatils. Ils sont responsables de l'arôme du raisin et des molécules qui deviendront les arômes du vin lors de la fermentation ; ce sont les « précurseurs d'arômes ». Pour les raisins rouges, la pellicule contient aussi les anthocyanes, matière colorante, de couleur rouge vif à rouge violacé. Pour produire du vin blanc avec du raisin rouge, il est nécessaire de ne pas faire macérer le raisin, ni de presser trop fort la vendange pour éviter une dissolution d'anthocyanes dans le jus de raisin. La pellicule contient beaucoup de cellulose, de pectines insolubles et des protéines, des acides organiques : acide citrique, malique et tartrique. La pellicule du sauvignon blanc B a un pH d'environ 4,15. Elle contient également entre 2 et 3 % de tanins.
La pulpe du raisin est la partie la plus importante ; elle représente entre 75 et 85 % du poids du grain de raisin. Elle est constituée de cellules polygonales de grande taille à paroi très fine. À la moindre pression, les cellules laissent échapper leur contenu : le moût. La chair du grain de raisin contient essentiellement de l'eau. Les constituants organiques sont des sucres fermentescibles (entre 170-230 grammes pour un vin sec et entre 200 et 300 grammes par litre, voire beaucoup plus pour les vins liquoreux) et des acides organiques, surtout des acides malique et tartrique. Les acides sont en quantité plus importante au centre de la baie, alors que les sucres sont en quantité supérieure en périphérie. Cette hétérogénéité dans la distribution des sucres, acides et composés minéraux dans la baie est exploitée lors du pressurage, en particulier le pressurage champenois qui sépare au fur et à mesure de l'avancement la « cuvée », les premières et deuxièmes « tailles » et enfin les « rebêches » de qualité insuffisante pour être vinifiées en AOC.
La pulpe constitue l'élément majeur du vin, puisque c'est la partie qui contient la plus forte proportion de liquide. Les arômes y sont beaucoup moins présents que dans la pellicule.

#### Moût
Dans le cas de la vinification en blanc, le moût est simplement du jus de raisin issu du pressurage des baies de raisin.

##### Sucres

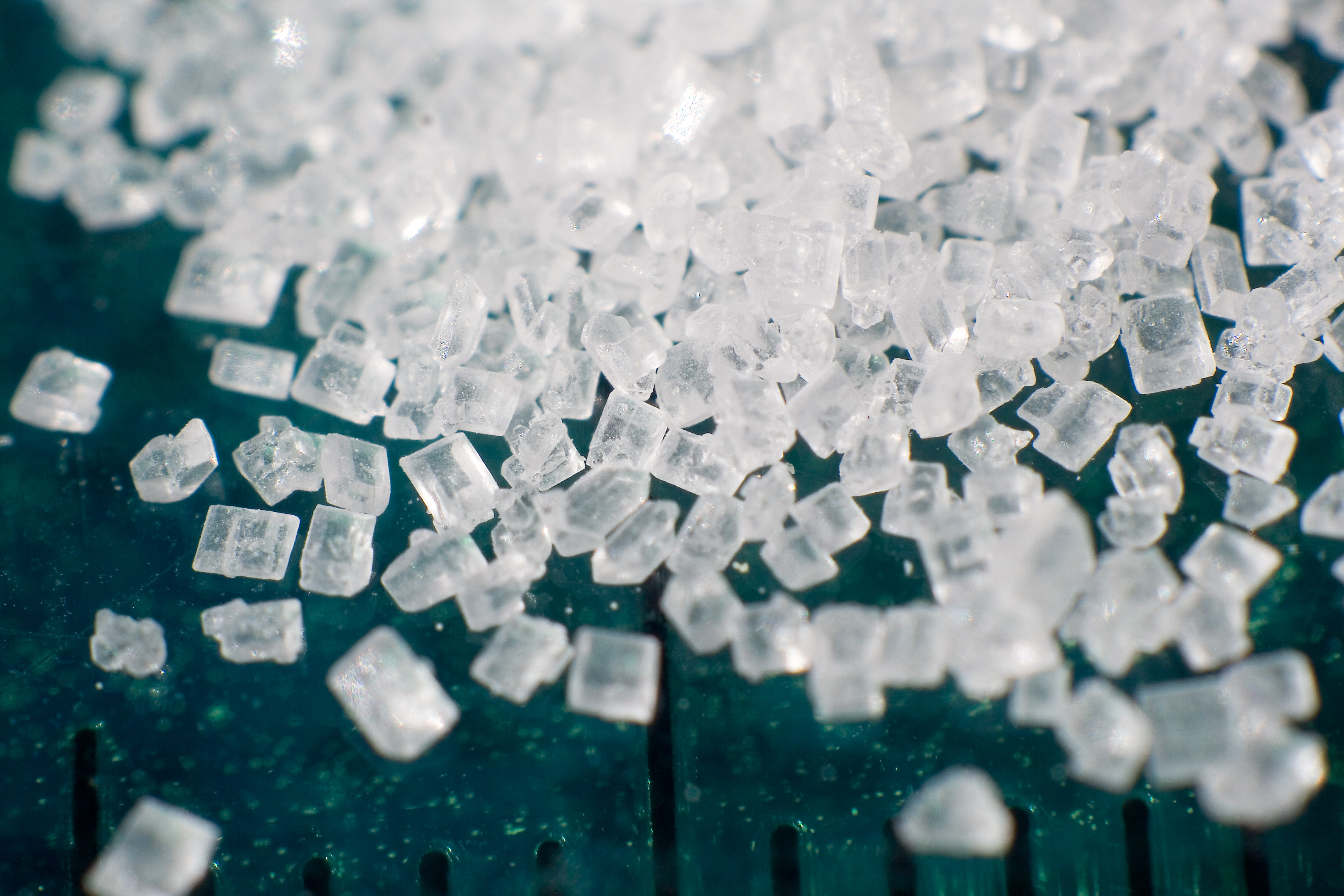
Cristaux de saccharose raffiné (sucre utilisé lors de la chaptalisation).

Les sucres sont des glucides issus de la photosynthèse. Le saccharose, fabriqué par les feuilles, circule dans la plante et se trouve décomposé en glucose et fructose accumulés dans les baies, ce qui est caractéristique de la maturation du raisin. Des nombreux sucres différents cohabitent : les plus fréquents sont le glucose et le fructose qui vont être consommés par les levures en anaérobie pour donner de l'alcool lors de la fermentation alcoolique. Ils sont en quantité sensiblement égales. Pour vérifier l'achèvement de la fermentation, ils peuvent être quantifiés par un dosage chimique (glucose et fructose sont des sucres « réducteurs » qui réagissent avec une solution cupro-alcaline dans la réaction de Fehling), une méthode enzymatique ou par spectroscopie infrarouge.
Les autres sucres ne sont pas tous fermentescibles. Après leur consommation par les levures, le taux de sucres non fermentescibles (qui ne peuvent être consommés par les levures : arabinose et xylose) est compris entre 0,5 et 1,7 gramme par litre. Les sucres ont un pouvoir gustatif, ils équilibrent le piquant de l'acidité et le brûlant de l'alcool.

##### Acides organiques

La forme « L » de l'acide tartrique est le principal acide organique du vin.

Les acides organiques sont essentiellement les acides malique et tartrique. L'acide tartrique est caractéristique du raisin ; issu des feuilles, sa teneur oscille entre 5 et 7 grammes par litre. L'acide malique est présent dans les raisins verts et son taux diminue avec la maturation pour donner entre 2 et 7 grammes par litre à la récolte ; la fourchette est très large selon le cépage, le terroir, les climats chauds donnant des taux plus faibles, sa dégradation étant accélérée. Il en existe bien d'autres, en faible quantité : les acides citrique, ascorbique, α-cétoglutarique, fumarique, galacturonique, coumarique, etc. Leur quantité variable fait varier le pH du moût. Le moût de vin blanc est généralement plus acide que le moût de raisin rouge, simplement parce que la maturité du raisin est moins poussée.

##### Vitamines
La vitamine C (ou acide ascorbique) est présente dans le raisin et le moût à hauteur de 50 milligrammes par litre. Elle constitue un élément protecteur du moût contre les phénomènes d'oxydation. En présence d'oxygène, elle produit de l'eau oxygénée ; par cette réaction, elle prive les enzymes du moût de l'oxygène qui leur est nécessaire pour oxyder le vin. Depuis 1962, l'ajout de vitamine C dans le vin est autorisé, dans une limite de 15 grammes par hectolitre, au moment du conditionnement pour stabiliser le vin. Des expériences, à la fin des années 2000, tentent de déterminer les modalités de son ajout sur vendange fraîche ou dans le moût.
La vitamine B1 ou thiamine, est présente entre 0,2 et 0,5 milligramme par litre. Cette vitamine est nécessaire au bon développement des levures qui assureront la fermentation alcoolique. Sur un moût de raisin sain, la quantité naturelle est suffisante pour les levures. En revanche, sur de la vendange altérée (pourriture grise), la dégradation de cette vitamine conduit le vinificateur à en ajouter dans le moût pour assurer une fermentation sans problèmes. Dans le cas d'une vinification avec un moût très clair et à basse température, les levures travaillent en conditions limitantes et un ajout de thiamine peut aider à éviter une fin de fermentation difficile. La législation en limite l'emploi à 60 milligrammes par hectolitre.

##### Oligo-éléments
Le moût contient également des oligo-éléments : sodium, magnésium, potassium, calcium... Ces deux derniers peuvent former des sels avec l'acide tartrique : bitartrate de potassium et du tartrate neutre de calcium, au pH du vin. Ces derniers, lorsque leur seuil de solubilité est atteint, se déposent et contribuent à désacidifier le moût. Dans les régions méridionales où l'acidité est parfois un peu déficiente, ce phénomène peut être une cause de défaut d'acidité supplémentaire.

### Vendange

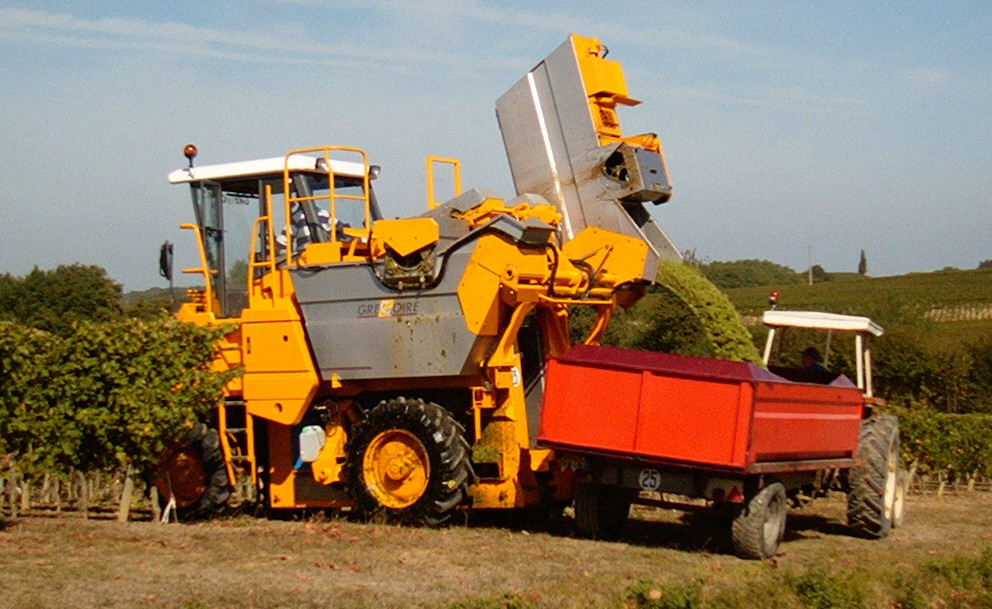
La récolte de la machine à vendanger est vidée dans la remorque de transport.

La maturité du raisin dépend du produit qui doit être élaboré. Pour un vin blanc doux, liquoreux ou un vin doux naturel, le taux de sucre est un critère fondamental. Pour un vin blanc sec, la maturité technologique est recherchée et l’on récolte le fruit un peu avant (généralement huit jours) la maturité des sucres. À ce stade, le rapport entre sucre et acide est optimal. Au-delà, l'acidité baisse et le futur vin est déséquilibré par l'excès d'alcool et le manque de vivacité. De plus, les arômes seront moins frais et moins vifs.

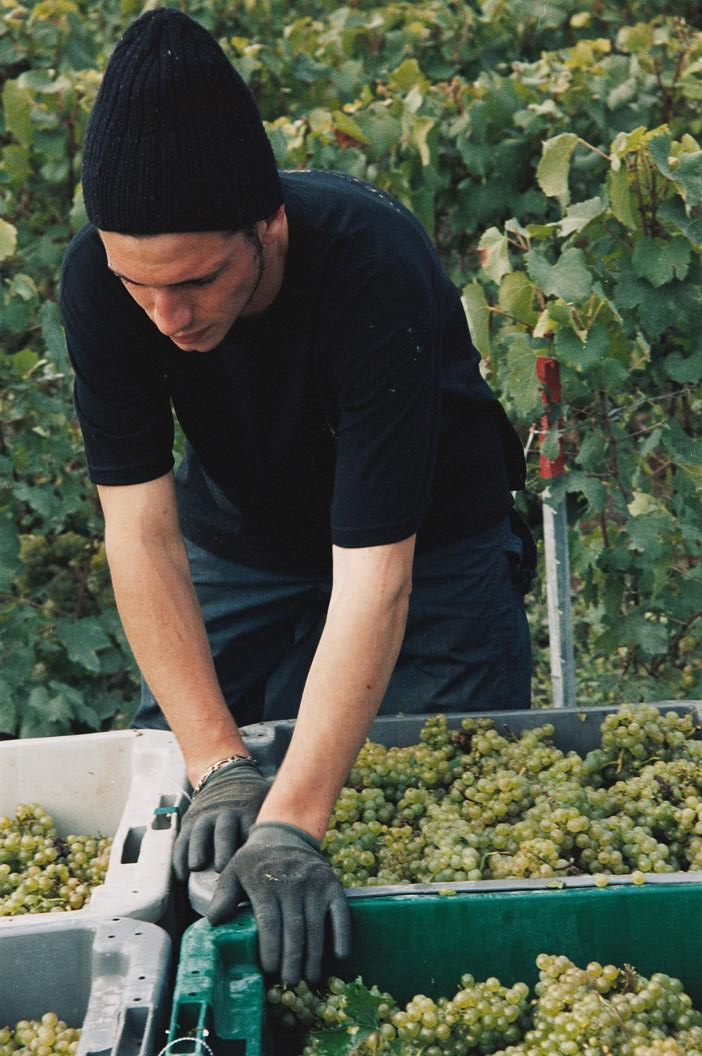
Vendange manuelle en Champagne.

La récolte traditionnelle à la main en grappes entières est de plus en plus concurrencée par la machine à vendanger pour les vins blancs secs, un choix économique à défaut d'être toujours qualitatif. La fragilité du raisin nécessite soit un transfert rapide de la vigne au chai, soit de le protéger de l'oxygène. Lorsque la durée du transport entre vigne et chai est longue, la vendange peut être réfrigérée et maintenue à l'abri de l'oxygène de l'air par de l'azote ou de la neige carbonique.
En revanche, pour certains vins liquoreux, la récolte en tries successives nécessite la récolte manuelle et une formation des vendangeurs pour ne ramasser que les grappes, voire les grains ayant atteint l'optimum de maturité ou touchés par la pourriture noble (c’est la sélection de grains nobles). Pour les vins effervescents de qualité, la vendange manuelle est recommandée ; elle est absolument nécessaire pour les vins blancs issus de raisins à pellicule colorée.
Une fois vendangés, les raisins sont pressés et on en récupère uniquement le jus, appelé moût, qui est mis en cuve pour la fermentation alcoolique, où le sucre se transforme en alcool grâce aux levures présentes sur les baies de raisin.

## Viniculture

### Opérations préalables à la cuvaison

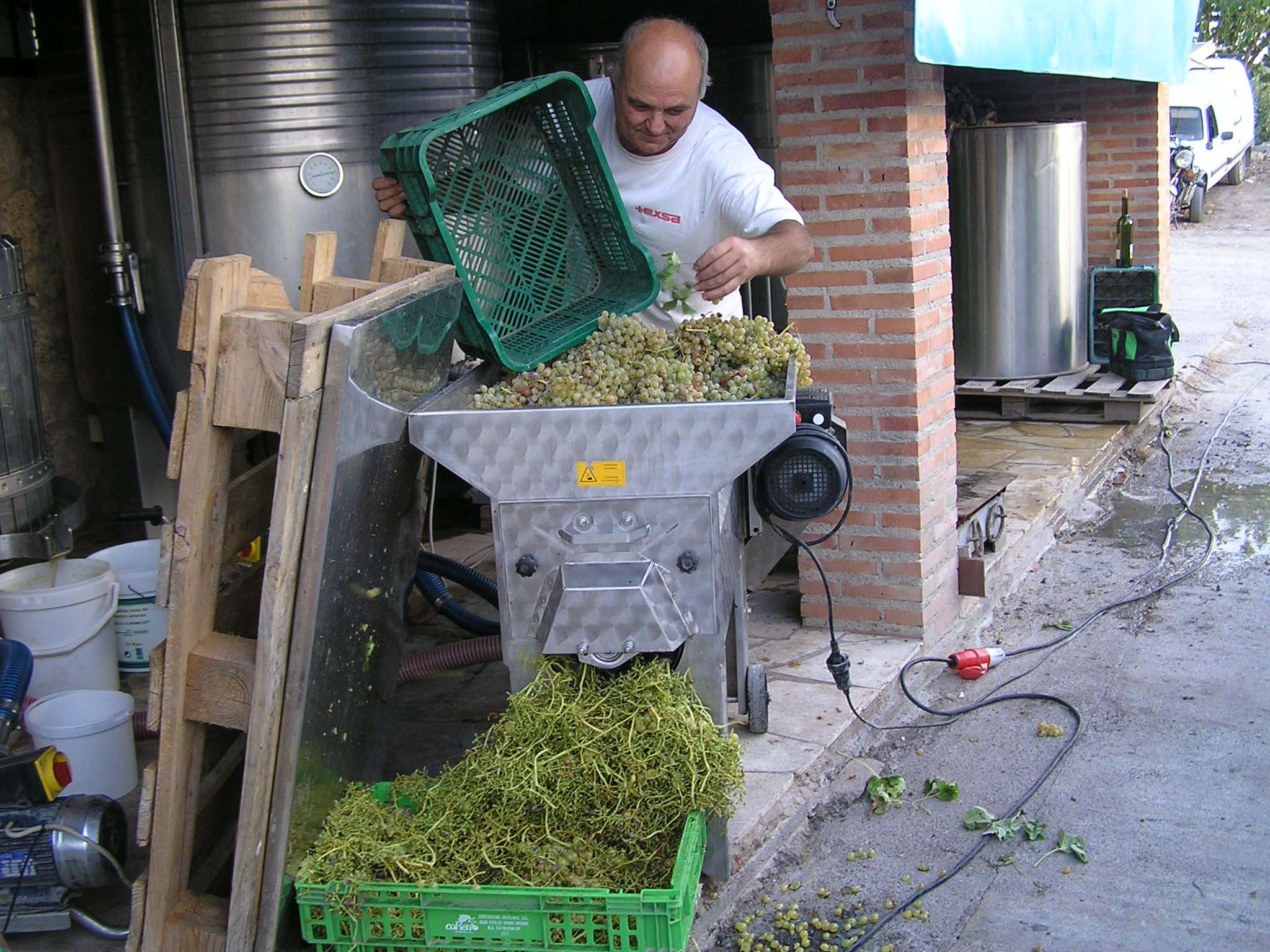
L'éraflage.

#### Foulage et éraflage
La première étape du traitement des raisins arrivés au chai consiste à séparer les constituants du moût que l'on souhaite conserver, des éléments indésirables. De la bonne conduite de cette étape dépend en grande partie la qualité future du vin. Pour cela, les grappes sont généralement foulées et éraflées. La pratique du foulage (modéré) permet de faire éclater les grains, libérant ainsi le jus et la pulpe (elle n'est pas applicable au vin blanc de raisin noir, l'éclatement prématuré des baies colorerait le moût). Celle de l'éraflage, ou égrappage, a l'avantage de séparer la rafle, ensemble des pédoncules de la grappe, des grains de raisin et d'éviter de donner au vin des goûts herbacés au pressurage. La peau ne macérant pas, la couleur jaune transparent est conservée.
Le vinificateur peut faire macérer les pellicules des raisins blancs et pratiquer ainsi la macération pelliculaire. Cette macération pré-fermentaire est en règle générale réalisée à température maîtrisée pour retarder le départ en fermentation. Cette technique améliore l'extraction des arômes variétaux et de leurs précurseurs, principalement situés dans la pellicule. L'acidité diminue, ainsi que le taux de colloïdes (molécules de grosse taille de type pectines), et l'aptitude au vieillissement. Pour être mise en œuvre, cette opération exige un égrappage parfait, un foulage modéré et un sulfitage destiné à protéger le moût de l'oxydation. Sa durée (généralement de 5 à 18 heures à 18 °C) dépend du cépage, de la température de macération, de la maturité du raisin ou encore de la qualité du terroir.

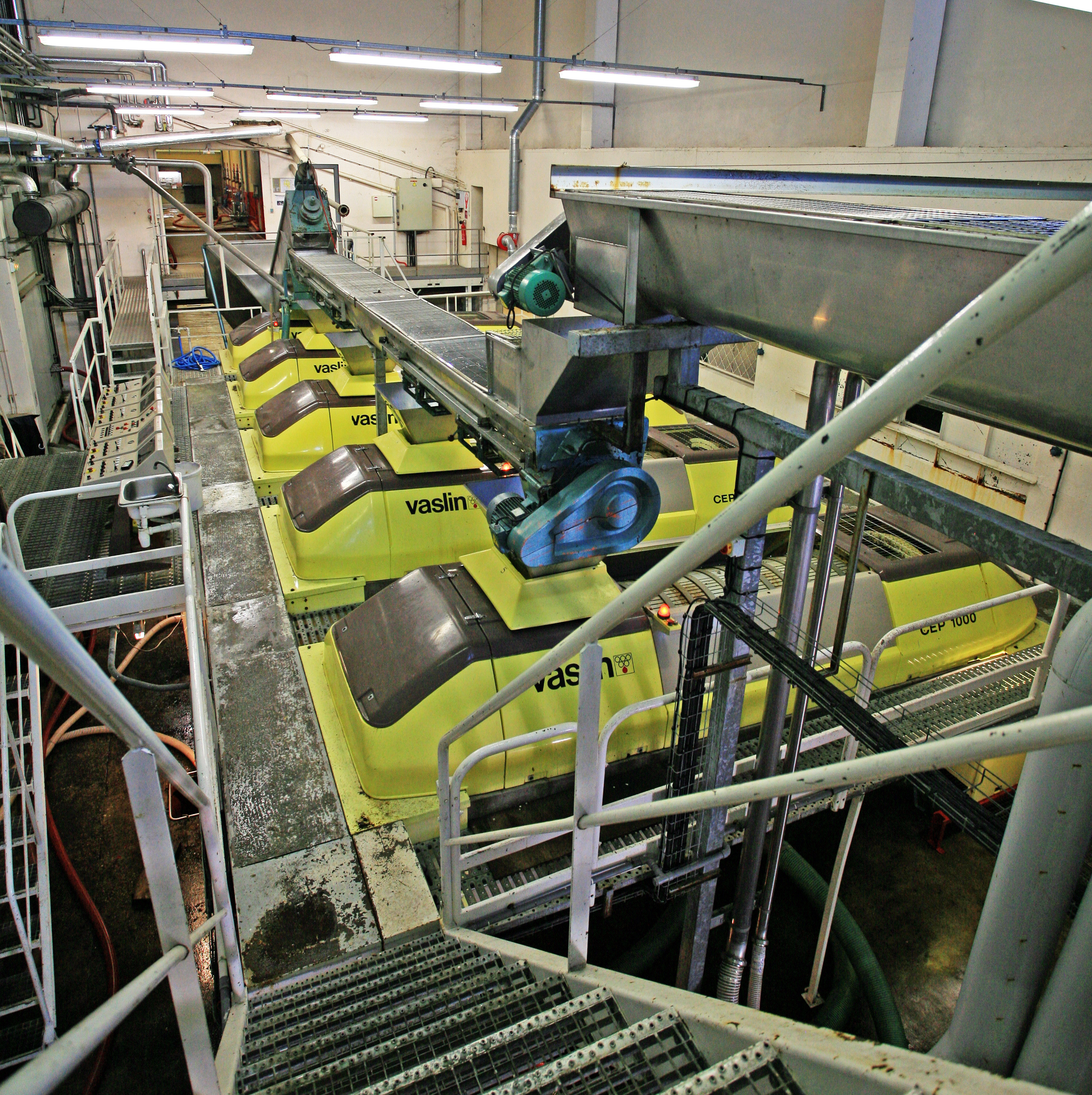
Batterie de pressoir à vis.

#### Pressurage
Les baies de raisin sont ensuite pressurées. Le type de pressoir à vin conditionne une partie du potentiel qualitatif du vin. Depuis les années 1980, les pressoirs pneumatiques ont amélioré le travail en œuvrant à l'abri de l'air et en permettant de piloter finement la pression pour extraire le jus sans abîmer le raisin. Le jus, ou moût de goutte, est le jus qui s'écoule naturellement des grains écrasés sous leur propre poids, avant le début de la pressée (mise en route du pressoir). Le foulage augmente sa proportion et rentabilise le matériel en permettant de traiter un tonnage de vendange supérieur dans un même laps de temps. Le moût de presse est le jus qui s'écoule du pressoir sous la pression exercée sur les grains de raisins. Il concentre les qualités ou défauts du raisin : il est plus riche en arômes, colloïdes ou composés phénoliques. En revanche, il peut être marqué par des défauts olfactifs, tels que l'odeur de champignon des raisins altérés ou les arômes végétaux d'une vendange à maturité insuffisante. L'assemblage ou le non-assemblage des moûts de goutte et de presse dépend de l'état sanitaire du raisin, du mode de pressurage ou du style de vin prévu. Les manipulations du raisin avant pressurage augmentent la quantité de bourbes et compliquent le pressurage. Pour l'élaboration d'un vin de qualité, leur usage est exclu ou très limité.

#### Débourbage
Le débourbage est destiné à clarifier le moût en ôtant les bourbes qu'il contient. Ce sont des colloïdes en suspension, des débris de pellicule ou de pulpe et des débris exogènes (terre).
Le débourbage statique consiste à laisser les débris décanter : après le pressurage, le moût est laissé au repos dans une cuve à l'abri de l'air. Les particules en suspension précipitent au fond de la cuve. Cette opération est facilitée par l'ajout d'enzymes pectolytiques ; ces dernières sectionnent les longues chaînes carbonées de composés pectiques. Ces pectines donnent une grande viscosité au jus ; la coupure en chaînes plus courtes permet ainsi d'accélérer les précipitations. Le refroidissement du moût est nécessaire : si la fermentation venait à démarrer, le dégagement des bulles de dioxyde de carbone remettrait en suspension les particules dans tout le moût, empêchant leur dépôt. Lorsque le moût est clarifié, il est soutiré pour être mis à fermenter.
Le débourbage dynamique est pratiqué avec une machine qui accélère la séparation moût/bourbes. La centrifugeuse retire les bourbes les plus grossières, mais ne permet pas d'atteindre un très haut niveau de limpidité. Le débourbage par flottation est une technique où l'introduction d'un gaz au fond de la cuve crée des bulles qui entraînent les particules jusqu'en surface où un racleur les retire. La filtration avec un filtre rotatif sous vide est relativement lente, mais efficace. Elle est souvent utilisée pour récupérer du moût clair dans les bourbes qui sortent de la centrifugeuse.
En plus de l'enzymage, on peut améliorer le débourbage par un collage. La bentonite joue un rôle mécanique de lest en fixant les colloïdes ; elle accélère la vitesse de sédimentation. La gélatine flocule également les tanins en suspension extraits par le pressoir. Souvent associés gustativement à de l'amertume, leur retrait est généralement bénéfique pour le vin blanc. La polyvinylpolypyrrolidone ou « PVPP » permet de fixer des polyphénols et de les éliminer. Ces molécules sont responsables du brunissement du vin et leur éviction est un élément de stabilité du futur breuvage.
Dans la « stabulation sur bourbes » (stabulation liquide à froid), le vinificateur remet régulièrement en suspension les bourbes pendant plusieurs jours afin qu'elles ne se déposent pas tout de suite, puis procède ensuite à un débourbage classique comme indiqué ci-dessus. Cette technique permet d'enrichir le moût en précurseurs d'arômes « thiolés » (fruits de la passion, agrume...), qui sont naturellement peu solubles dans le moût, et convient particulièrement à certains cépages comme le Sauvignon ou le Colombard. Dans la « macération de bourbes », les bourbes issues du débourbage statique sont rassemblées dans une cuve réfrigérée et brassées pendant plusieurs jours. Après filtration et fermentation, elles donneront un vin blanc également riche en thiols.

Cinq étapes de vinification du Muscadet
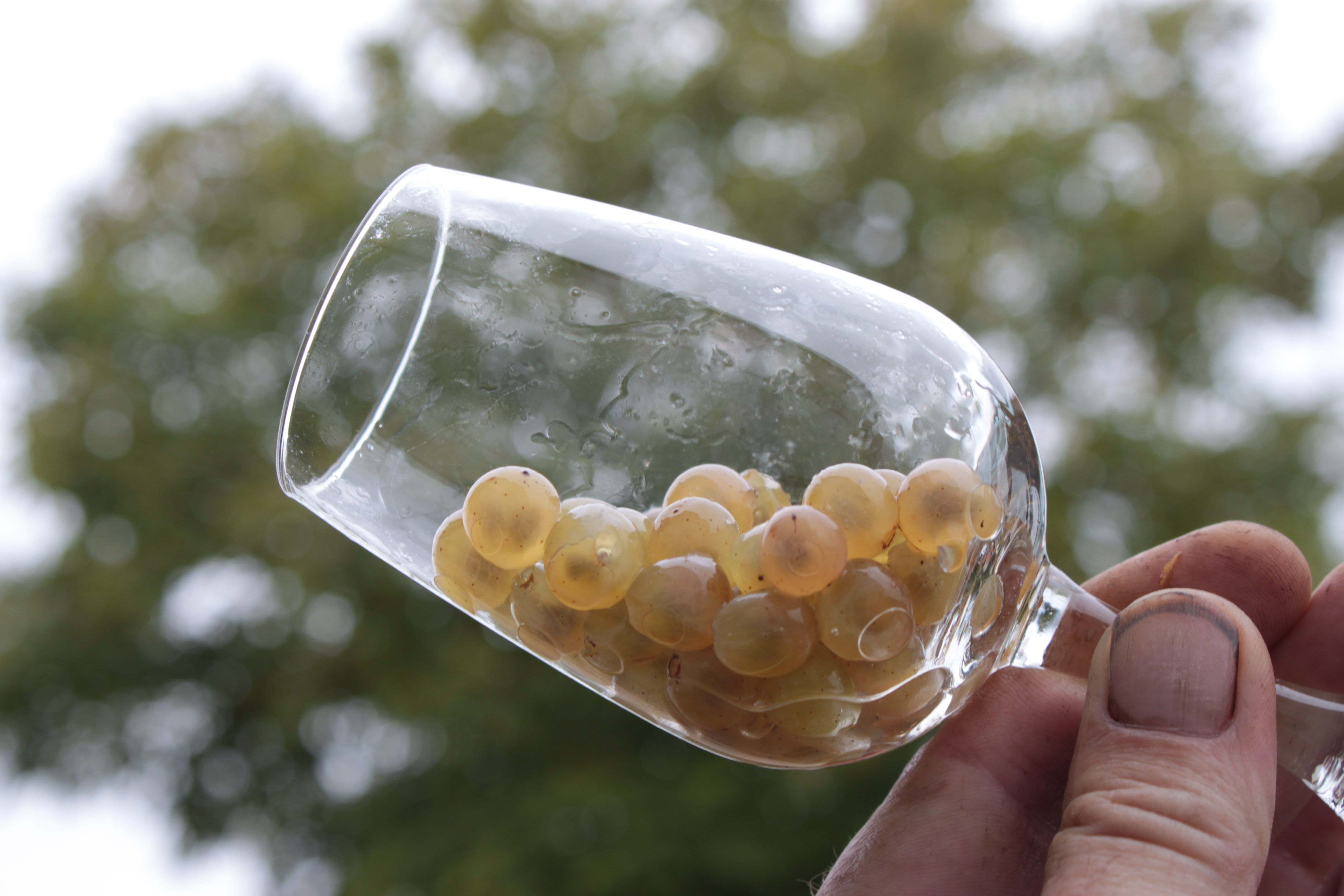
Étape 1 : grains de raisin.
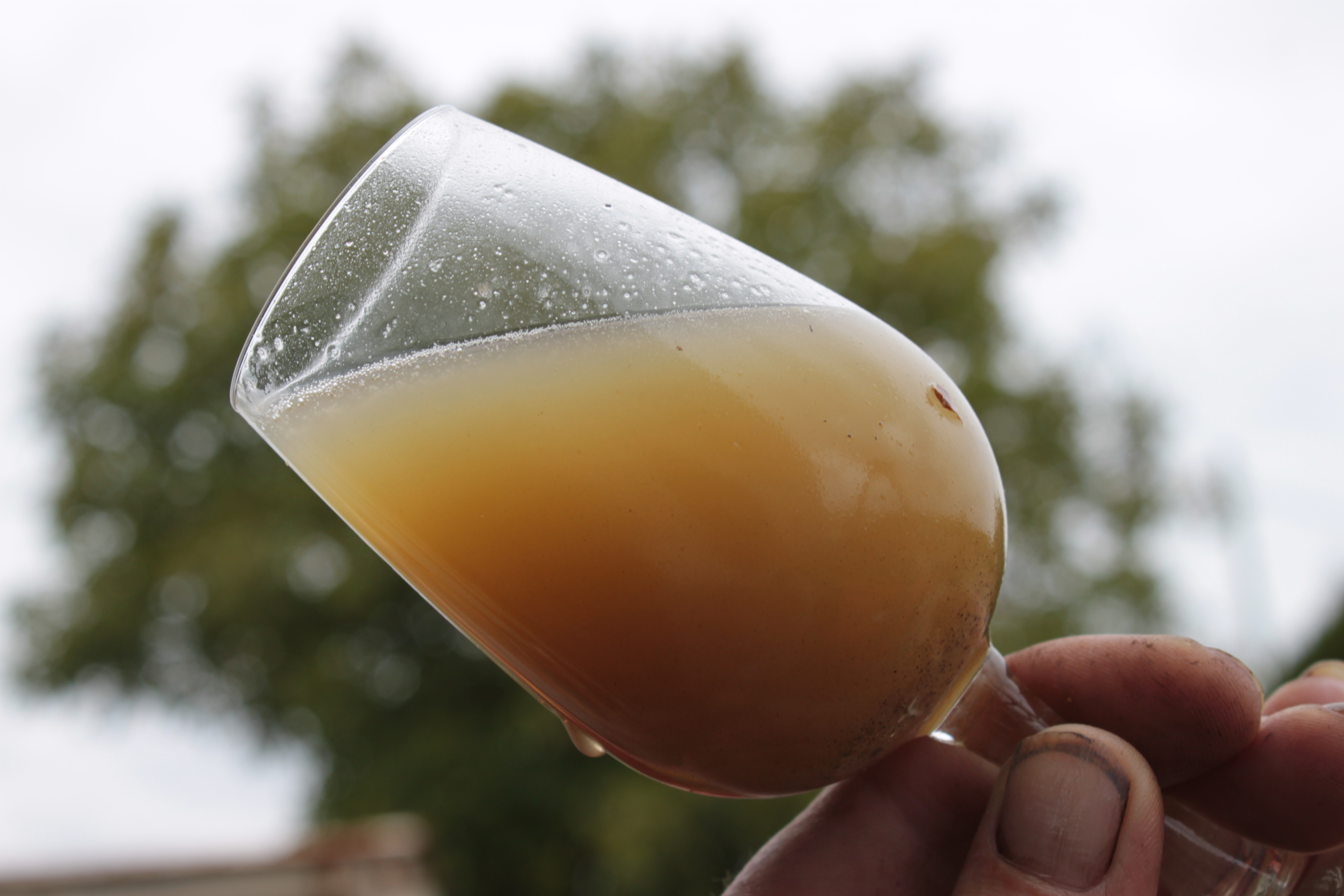
Étape 2 : jus du raisin.
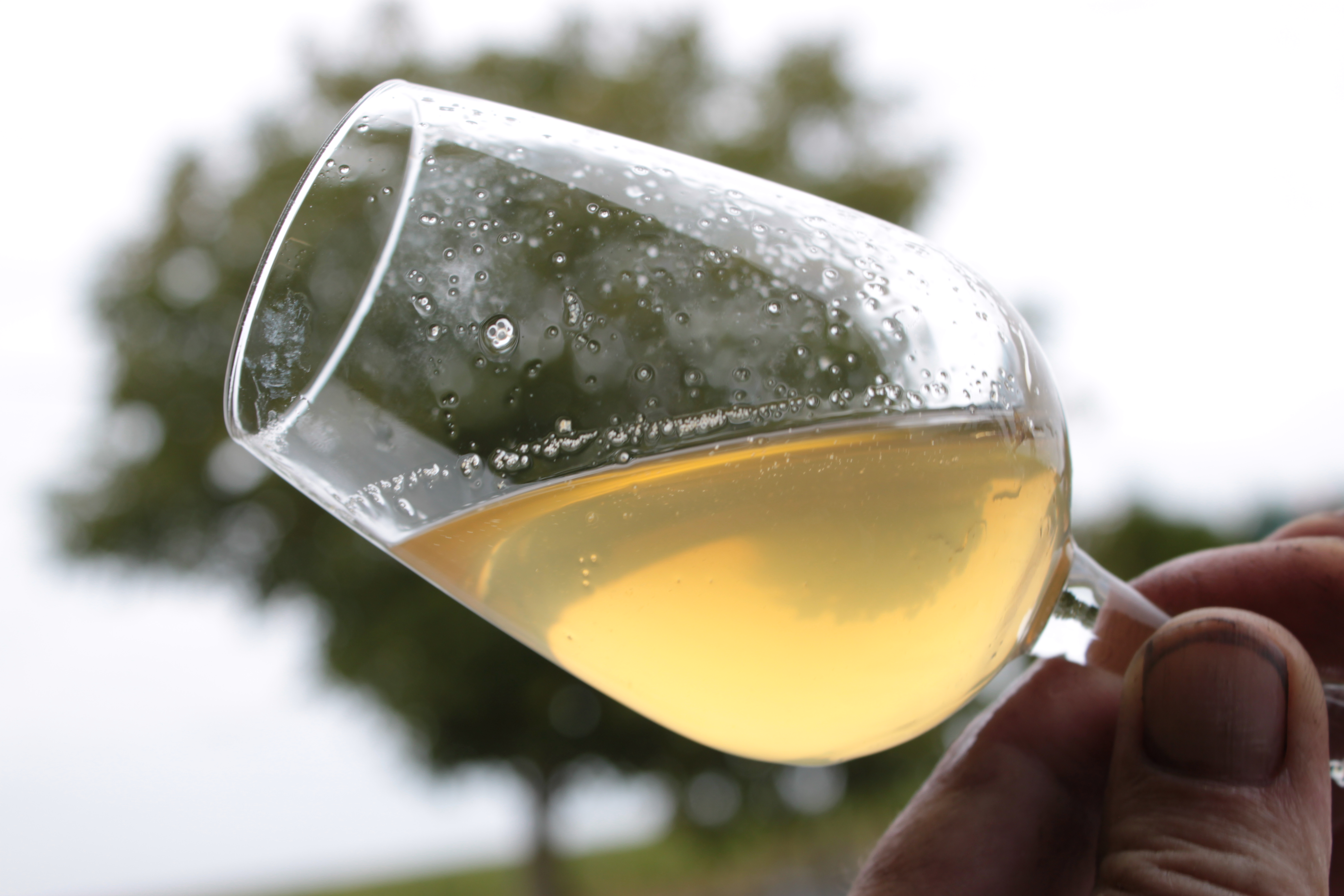
Étape 3 : jus, filtré, non débourbé.
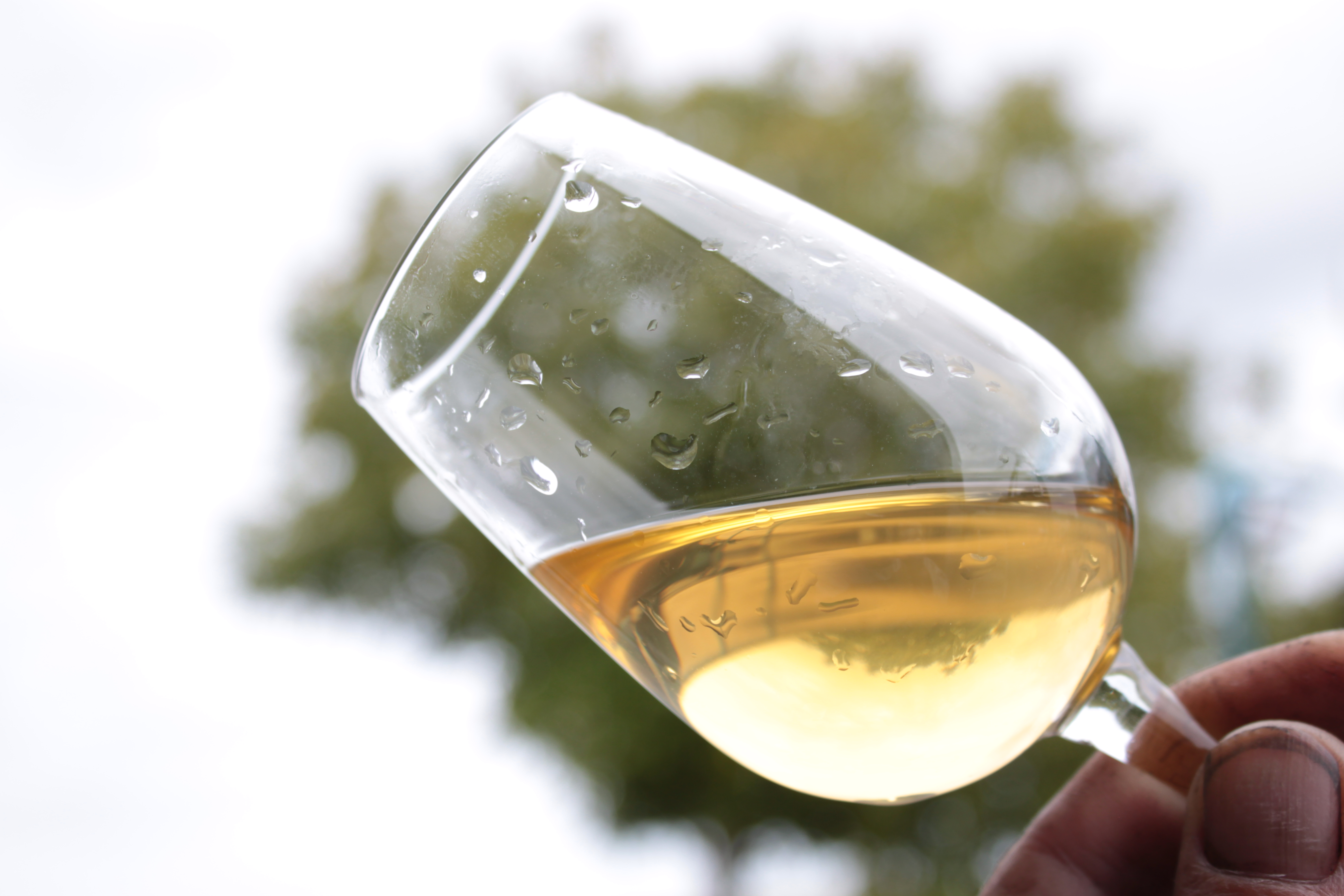
Étape 4 : jus, filtré et débourbé.
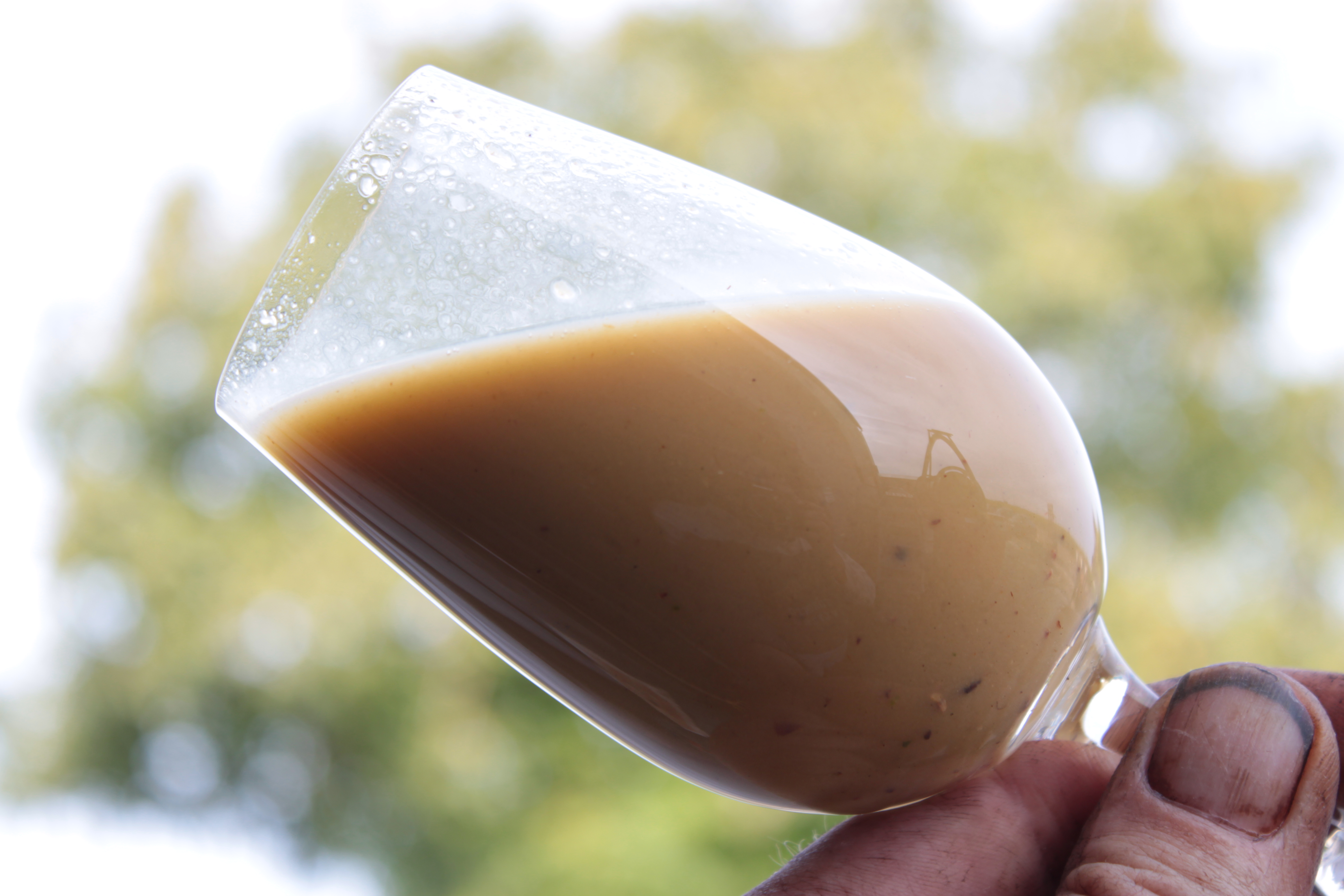
Étape 5 : bourbes, seront filtrées.

### Cuvaison

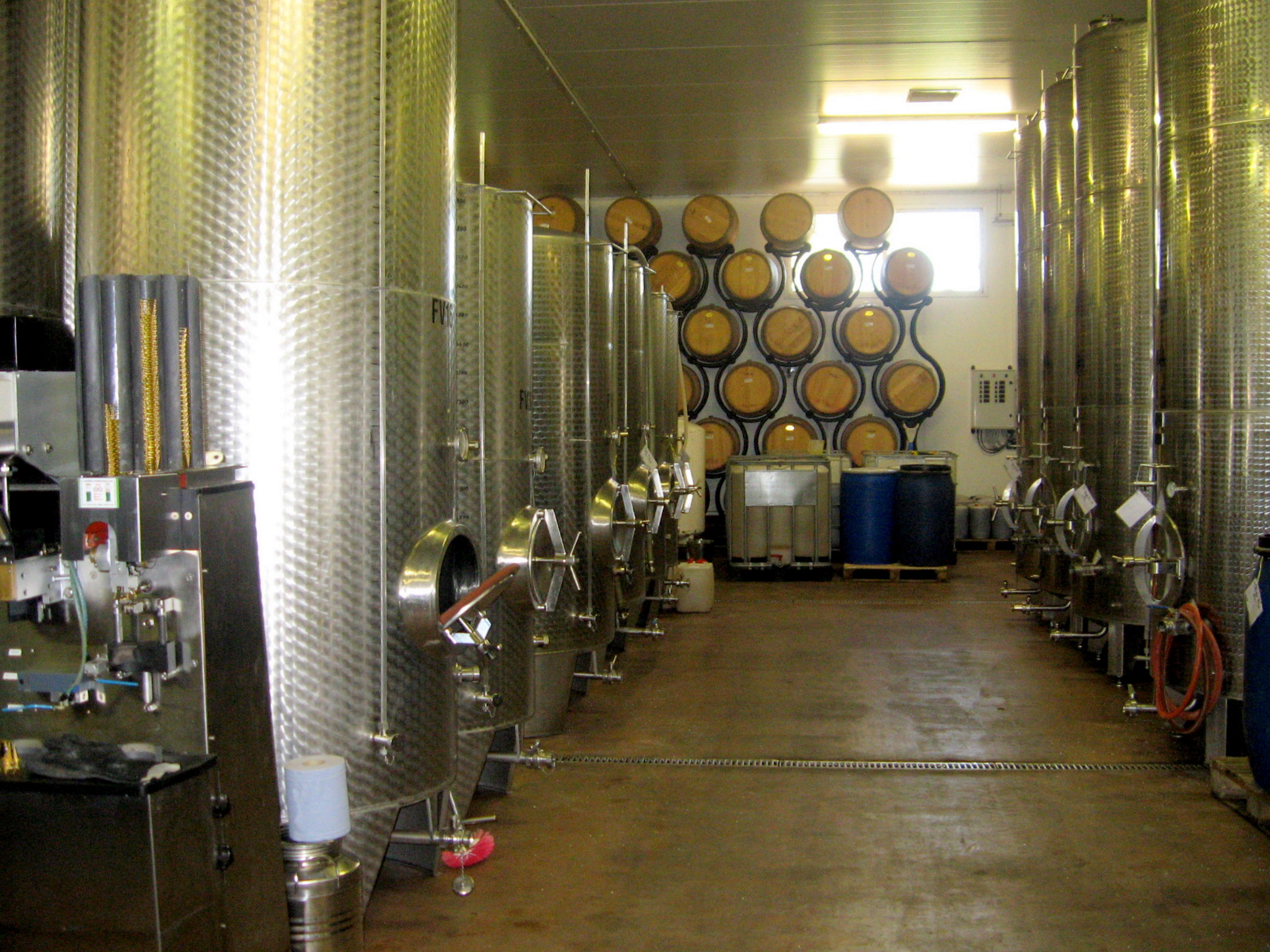
Cuves de fermentation en inox au Royaume-Uni.

Le moût est ensuite mis en cuve pour y subir la fermentation alcoolique. Ces cuves de fermentation peuvent se présenter sous plusieurs aspects : en bois de chêne, en ciment revêtu d'époxy, en acier émaillé ou inoxydable ou en résine époxy. Pour les cuves de grand volume, la maîtrise de la température, généralement autour de 18 °C, devient nécessaire. La majorité des éléments aromatiques (acétates d'alcool et esters éthyliques d'acides gras) est synthétisée par les levures lors de la fermentation de jus clair au-dessous de 18 °C. Cependant, la limpidité et la température basse constituent des facteurs de ralentissement de la fermentation. Le recours à un levurage avec des levures sélectionnées pour ces conditions de travail difficiles devient alors primordial.À l'inverse, certains producteurs cultivent leurs vignes en bio ou en biodynamie : les bourbes étant de qualité, sans produits chimiques de synthèse néfastes aux levures, elles sont conservées dans le vin. La turbidité du moût garantit une bonne alimentation des levures et la vinification en cuves de petite taille ou en barriques ne nécessite alors pas de maîtrise du froid.[réf. nécessaire]
La fermentation démarre spontanément sous l'action des levures naturelles du raisin. Le vinificateur peut aussi choisir d'utiliser une levure sèche active du commerce. Elle peut contribuer à exprimer les caractéristiques d'un cépage ou d'un mode de vinification particulier. Pour un vin blanc sec, la fermentation se poursuit jusqu'à épuisement des sucres. Le vin est alors généralement soutiré pour éliminer les lies. Lors de la fermentation en barrique, la température dépasse souvent 20 °C, voire 25 °C.
Après la fin de fermentation, le vin peut aussi faire la fermentation malolactique ou FML. Cette seconde fermentation assurée par des bactéries, désacidifie le vin : elle transforme l'acide malique, qui porte deux groupements carboxyles, en acide lactique, qui n'en porte qu'un. Cette opération, qui diminue l'acidité mordante d'un vin, n'est toutefois pas toujours souhaitable, ni pratiquée. En zone méridionale, l’acidité est précieusement conservée pour conférer au vin sa vivacité destinée à rafraîchir les arômes du vin. Lors de cette fermentation, les arômes variétaux du cépage sont atténués au profit d'une augmentation de la rondeur et du volume en bouche des vins lors du vieillissement en barrique. Elle confère une meilleure stabilité biologique aux vins de champagne.
Dans le cas d'un vin doux naturel, la fermentation alcoolique est arrêtée avant sa fin pour conserver une partie du sucre par mutage. L'arrêt peut être provoqué par ajout de SO2 (aseptisation du vin), par refroidissement brutal (anesthésie des levures), par filtration stérilisante (capture des levures dans un filtre à maille très fine), ou par la combinaison de plusieurs de ces méthodes. Un règle empirique pour déterminer le point de mutage, et qui permet d'avoir un bon équilibre alcool acquis / sucre résiduel, consiste à laisser autant de degrés potentiels que de degrés acquis au-dessus de 10 % vol. Pour les vins liquoreux les plus sucrés, la fermentation s'arrête spontanément par excès de sucre et d'alcool : l'alcool étant un déchet pour les levures, elles sont empoisonnées à forte dose. Dans le cas des vins doux naturels, c'est un ajout d'alcool vinique qui arrête la fermentation. La FML n'est pas faite sur les vins doux car les bactéries lactiques dégraderaient préférentiellement le sucre ce qui donnerait une piqûre lactique (vin aigre doux). De plus, l'équilibre acidité/sucre du vin supporte une bonne vivacité.
Une vinification dite « réductrice », ou encore « technologique » a été mise au point. Très à la mode en Australie et en Nouvelle-Zélande, cette technique vise à obtenir des vins blancs très aromatiques ; elle est très intéressante sur des cépages aromatiques comme le sauvignon B, le colombard B ou le riesling B, moins pour des cépages comme le chardonnay B. Elle agit par la limitation des phénomènes oxydatifs du moût ou du vin à tous les stades de l'élaboration : l'usage de gaz inertes comme le CO² isole le raisin de l'oxygène de l'air, le froid inhibe partiellement l'action des enzymes oxydatives du moût : la tyrosinase, enzyme naturelle du raisin, et la laccase, enzyme issue de la pourriture grise, très active dans l'oxydation. Cette dernière peut être éliminée par le tri du raisin. La forte limitation de la quantité de polyphénols dans le vin par réduction du temps entre récolte et pressurage est une autre technique qui vise à garder un vin très pâle, protégé du jaunissement.

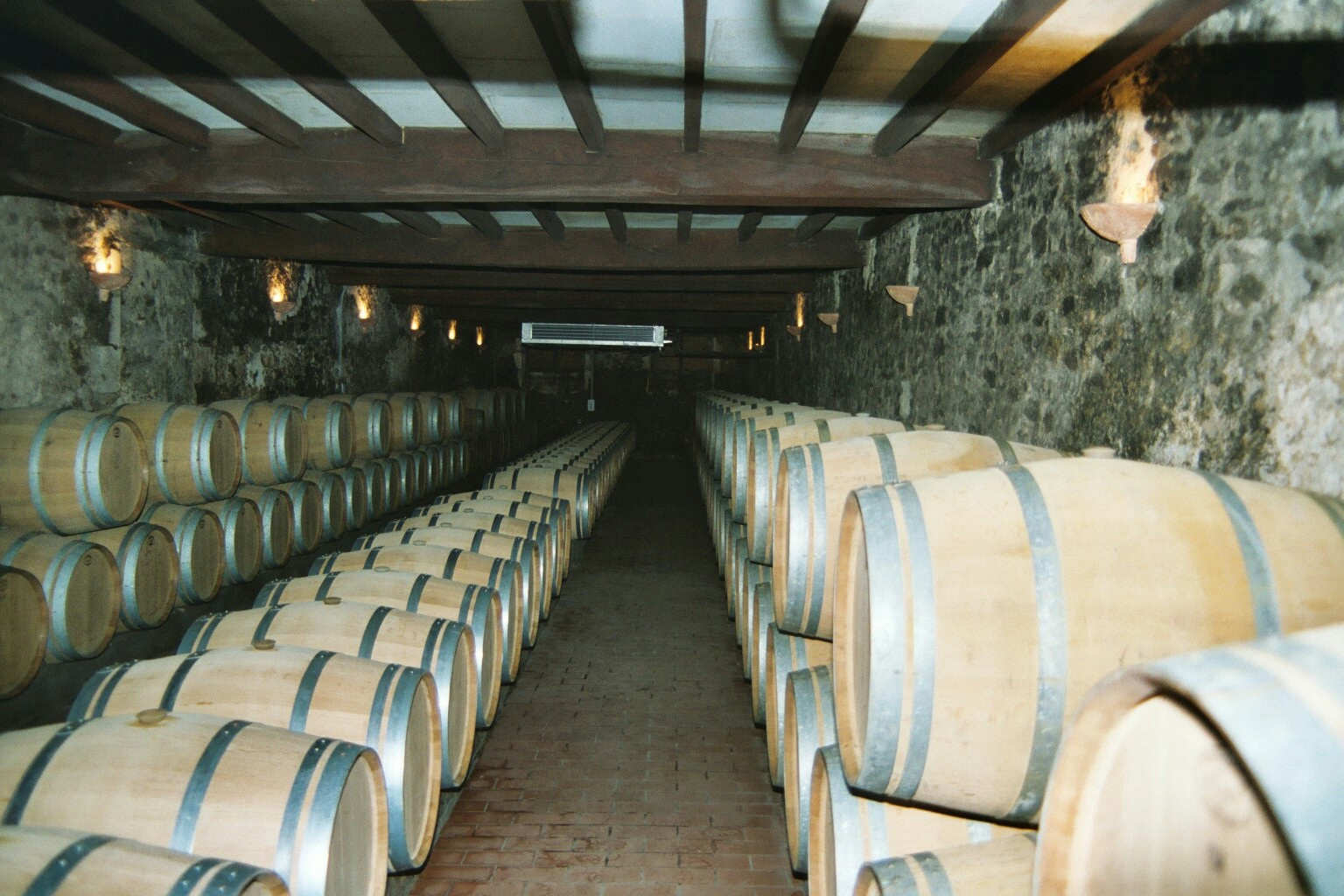
Chai d'élevage de vin blanc liquoreux (sauternes).

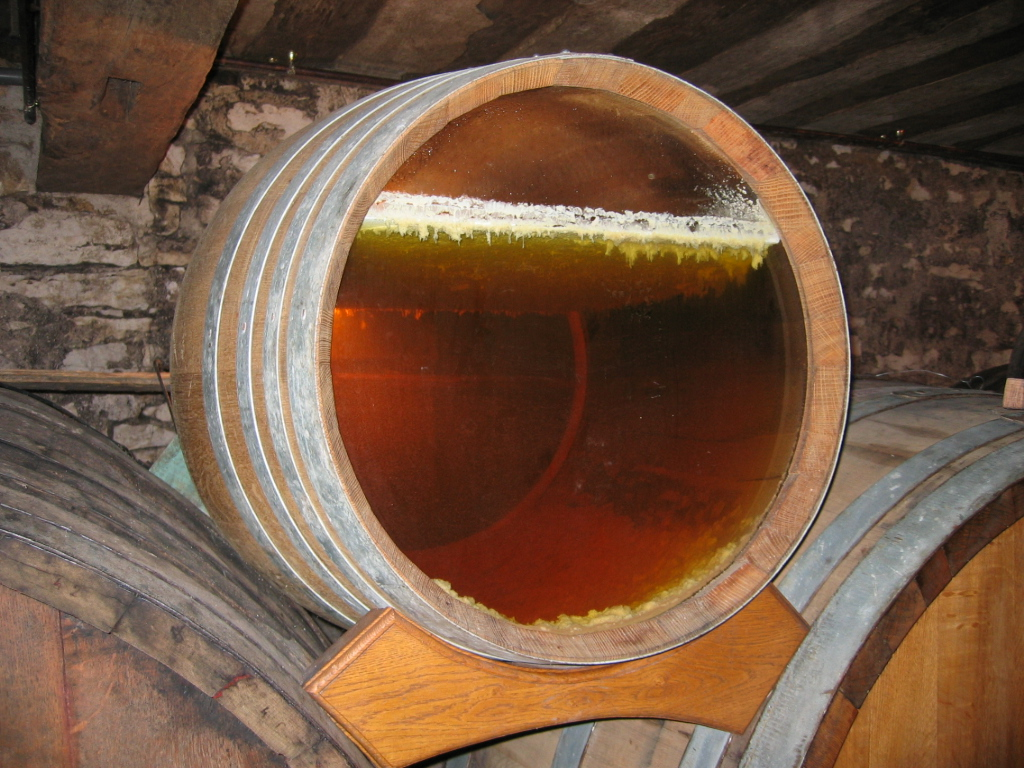
Vieillissement d'un vin très spécial, le vin jaune sous un voile de levure.

Tout vin, après ses fermentations, nécessite des soins constants pour être apte à la consommation. C'est l'ensemble de ces pratiques qui est connu sous le nom d'élevage, avant la mise en bouteille.

### Élevage
L'élevage peut se faire en cuve. Il dure alors juste le temps nécessaire à la clarification et à la préparation au conditionnement (mise en bouteille ou en caisse-outre), mais peut être prolongé par un élevage sur lie. Ce type d'élevage consiste à remettre régulièrement en suspension les lies fines du vin. Les levures mortes constituant les lies fines se désagrègent (autolyse), donnant au vin du volume et du gras pour soutenir le fruité. Cette opération est le bâtonnage, agitation des lies au fond de la barrique à l'aide d'un bâton. Cependant, cette technique demande à être bien maîtrisée, sinon le vin risque de prendre un goût de réduit du fait de l'activité sulfite réductase des levures. Cette opération peut avoir lieu en cuve, comme dans le muscadet, en barrique comme en Bourgogne et pour beaucoup de chardonnay élevés en barrique, ou en bouteille comme pour le champagne.
L'élevage peut aussi se faire en barrique. Le vin y est logé après la fermentation, mais la fermentation elle-même peut aussi y avoir lieu. La barrique a un double rôle : elle aromatise le vin en lui donnant des parfums de pain grillé, de beurre, de vanille, mais elle aide aussi à l'élever en lui apportant une quantité très faible et régulière d'oxygène qui traverse la paroi en bois. Cet oxygène contribue à polymériser les composés du vin, le rendant moins agressif et mieux équilibré.

### Assemblage
L'assemblage consiste à mélanger des vins différents dans le but d'obtenir la cuvée finale désirée. Il peut s'agir d'assemblage de cépages (cas des vins de Bordeaux ou des vins du Languedoc-Roussillon) ou d'assemblage de millésime et de cuvées (cas des champagnes).
Cet assemblage peut être purement quantitatif : différentes cuvées sont assemblées pour arriver au volume désiré. Il peut aussi être qualitatif ; le dégustateur ou une équipe de dégustateurs (maître de chai, œnologue, propriétaire du domaine, etc.) déterminent la quantité de chaque vin à assembler dans la cuvée finale pour en obtenir l'optimum qualitatif. En vinification, l'assemblage est encore empirique ; on ne peut prévoir que l'assemblage de deux cuves ou plus donnera le produit espéré. Les seules valeurs sûres sont les valeurs analytiques (titre alcoométrique, acidité, pH, etc.),.

### Clarification

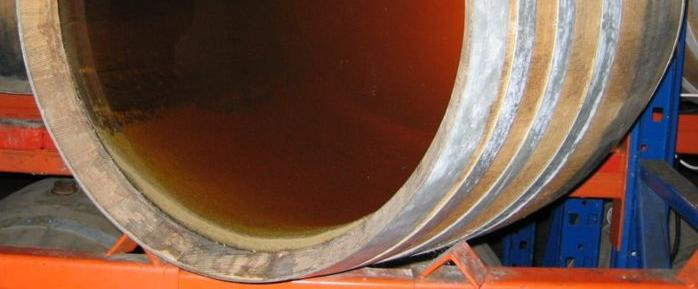
Dépôt de lie au fond d'une barrique.

La clarification consiste à retirer les éléments non solubles en suspension dans la solution hydroalcoolique que constitue le vin et la stabilisation vise à conserver leur solubilité aux éléments dissous dans le vin durant toute la période de conservation en bouteille et de consommation à table du vin.
Pour clarifier un vin, on attend le dépôt des particules au fond du récipient vinaire; cependant, cette opération peut être accélérée par l'utilisation de colles œnologiques. Ces additifs se fixent sur les particules insolubles et les entraînent vers le fond.
L'acide tannique (ou gallotannique) C76H52O46 est utilisé pour la clarification du vin blanc, comme la caséine, la gélatine ou l'ichtyocolle.

### Stabilisation
La majorité des composés du vin sont à l'état dissous dans le vin ; certains peuvent toutefois reprendre une forme insoluble au cours du vieillissement ou de la conservation du vin, c'est le cas de l'acide tartrique. Avec le potassium, il constitue un sel, le bitartrate de potassium qui se présente sous la forme de petits cristaux au fond de la bouteille. Ce phénomène est naturel, mais de nombreux producteurs cherchent à éviter ce phénomène : les revendeurs et les consommateurs non avertis prennent ces cristaux pour un défaut. Or, il est provoqué ou accéléré par un stockage au froid : la basse température diminue sa solubilité. L'habitude de rafraîchir le vin blanc rend ce vin particulièrement sensible à ce phénomène.
Plusieurs solutions s'offrent pour stabiliser ce vin. La première est de refroidir le vin à une température négative proche du point de congélation pendant plusieurs semaines. Le sel de bitartrate de potassium précipite et les cristaux peuvent être éliminés par filtration avant le conditionnement, en bouteille ou bag-in-box. Cette solution est coûteuse en énergie de réfrigération et peut modifier négativement les qualités organoleptiques du vin. Une autre solution consiste à introduire dans le vin de l'acide métatartrique, polymère de l'acide tartrique. Son mode d'action encore méconnu, empêcherait les cristaux microscopiques de grossir, mais l'effet n'est pas durable à long terme (entre six et dix-huit mois) car il s'hydrolyse à la chaleur. Une troisième voie est l'électrodialyse : un courant électrique entre deux plaques attire les ions du vin et permet de les éliminer. Cette solution agit non sur l'acide tartrique, mais aussi sur le potassium et le calcium responsable de la formation du bitartrate insoluble. Elle permet une stabilisation définitive. Le constat d'une meilleure stabilité tartrique des vins blancs élevés sur lie fine a conduit à faire des recherches dans ce domaine. Une protéine issue de l'hydrolysat des levures (mannoprotéines) permettrait aux sels de tartre de conserver leur solubilité. L'addition de ce composé obtenu industriellement permet d'envisager une stabilisation de bonne qualité. Cette solution moins coûteuse en énergie et équipement de réfrigération ne modifie pas la perception aromatique du vin. Cependant, des essais menés par l'Institut Coopératif du Vin en Languedoc-Roussillon ne montrent pas une efficacité probante. Enfin, l'étude de l'adjonction de gomme de cellulose ou carboxyméthylcellulose (CMC), menée depuis quelques années a abouti à son autorisation depuis 2009 (Règlement CE 606/2009). Quelques producteurs qui vendent eux-mêmes leur production directement au consommateur, expliquent ces phénomènes naturels à leurs clients ; ces derniers, informés, servent le vin délicatement de manière à garder au fond de la bouteille les cristaux formés.
La présence de protéines instables susceptibles de créer un trouble visuel (casse protéique) dans le vin demande aussi une stabilisation. Un traitement à la bentonite permet de précipiter les protéines instables qui peuvent alors être éliminées par soutirage et filtration. Les protéines peuvent également réagir avec l'acide métatartrique ajouté au vin pour prévenir les précipitations tartriques : le vin perd alors sa brillance et devient opalescent comme du petit lait. Certains cépages sont naturellement plus riches en protéines (muscat...), les teneurs varient également en fonction des millésimes et des niveaux de maturité.
Enfin certains vins blancs peuvent être victimes de rosissement. Ce phénomène se manifeste par la légère coloration rosée du vin qui prend ainsi l'apparence d'un vin « taché », c'est-à-dire qui serait contaminé par la présence d'anthocyanes des vins rouges. Pourtant il n'en est rien. Le phénomène est dû à la présence d'un polyphénol dissous normalement incolore, mais qui devient rose sous l'effet de l'oxydation. Un collage à la PVPP permet généralement d'éliminer le substrat d'oxydation. Certains cépages sont plus particulièrement sensibles au rosissement : sauvignon B, viognier, grenache B...

### Sulfitage
Le SO2, anhydride sulfureux ou dioxyde de soufre est utilisé lors de toutes les opérations œnologiques, de la récolte au conditionnement. Il joue un rôle protecteur sur le vin vis-à-vis des phénomènes d'oxydation, de l'action enzymatique oxydasique (enzymes qui oxydent les polyphénols du vin) et de la maîtrise des populations microbiennes, levures et bactéries (effet antiseptique).
Les doses maximales admises tiennent compte de la teneur en sucre du vin : en effet, le sucre résiduel est susceptible d'être attaqué par des microorganismes, provoquant un redémarrage de la fermentation. En France, la dose est limitée à 150 mg/litre pour les vins sous IGP, 185 pour les vins effervescents, 200 pour les vins doux naturels, 200 pour les vins blancs secs, 250 pour les vins blancs dont le taux de sucre résiduel est supérieur à 5 g/litre (vin moelleux) et 300 pour les vins liquoreux.

### Filtration
Pour la vente aux particuliers ou aux restaurants, le vin est filtré, si nécessaire, puis conditionné. La filtration consiste à faire passer le vin à travers un élément filtrant destiné à retenir les particules fines en suspension dans le vin. Il peut s'agir de terre très fine (Kieselguhr), de plaques cartonnées, de membranes ou de filtration tangentielle.

### Conditionnement
Traditionnellement, le vin destiné à la vente de détail était stocké en cuve ou en tonneau chez le marchand de vin, le consommateur étant servi « à la tireuse ». L'apparition de la bouteille en verre a révolutionné le monde du vin. L'absence de transvasement et donc de contact avec l'oxygène de l'air a apporté une nette amélioration à la qualité du produit. D'autres contenants ont vu le jour : « brique » (développée par Tetra Pak), bouteille de polytéréphtalate d'éthylène (PET), canette à boisson, caisse-outre (« cubitainer » ou « bag-in-box »)...

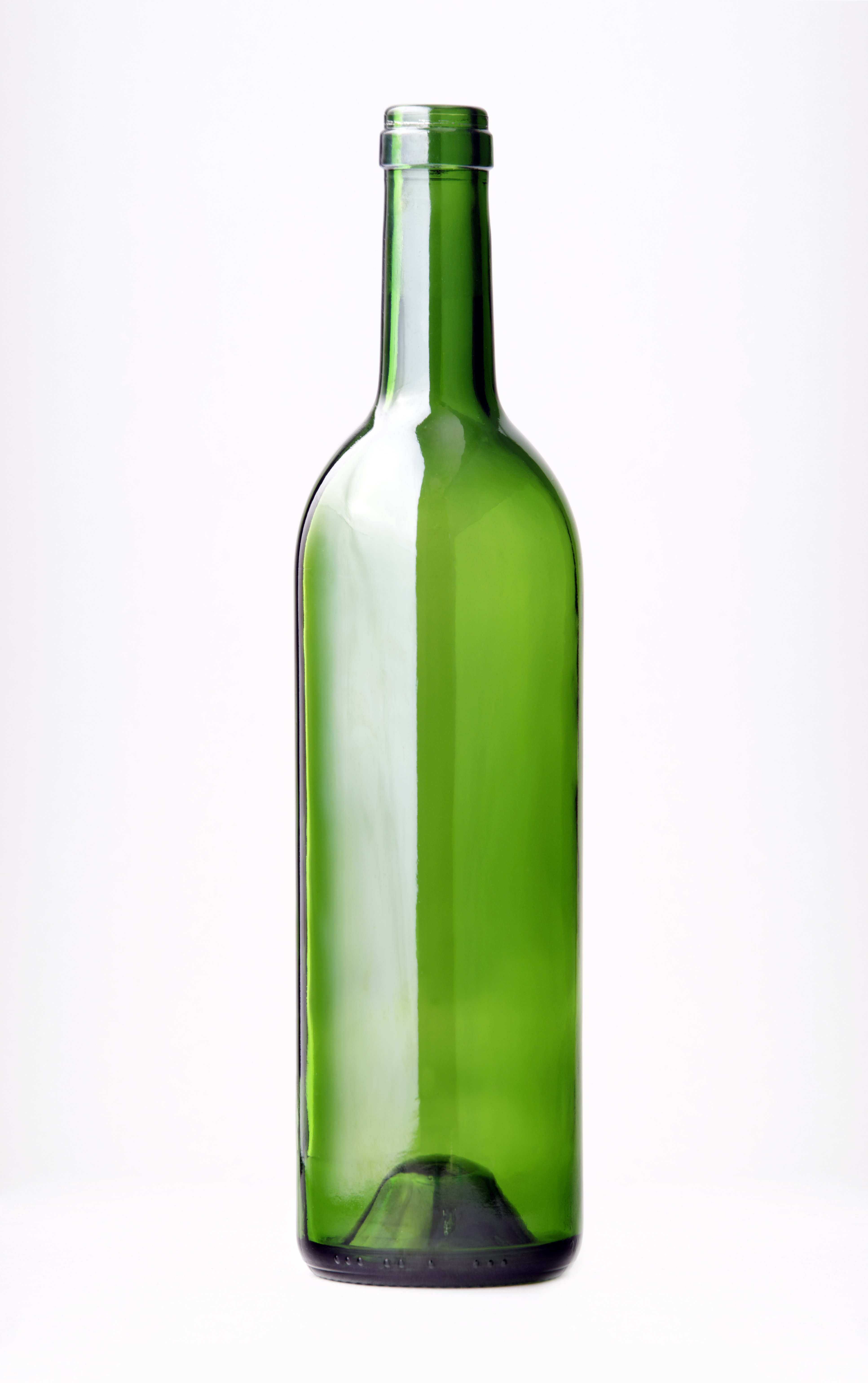
Bouteille de vin traditionnelle.
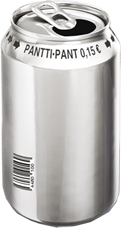
Le vin se conserve très bien en canette en aluminium.
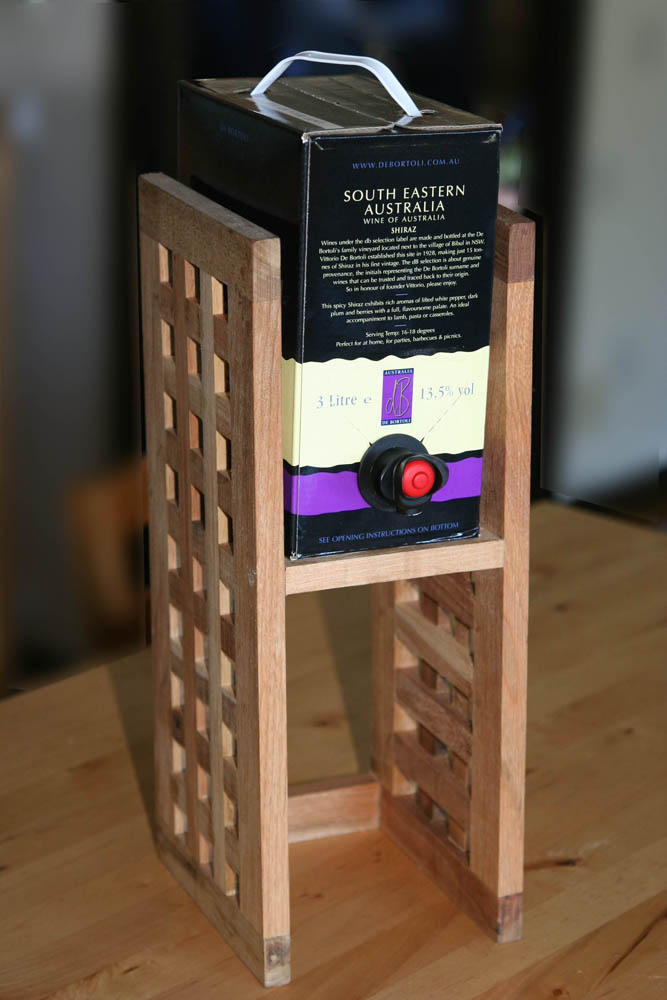
Vin australien en bag-in-box.
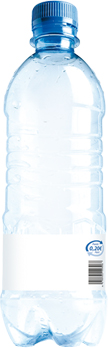
Le PET est un emballage neutre pour le vin.

La bouteille de vin a donné certaines formes qui lui sont dédiées. La plus emblématique est la bouteille à vins effervescents : à cause de la pression qui y règne, c'est un verre assez épais. Nombre de pays ont adopté pour les bouteilles de vin blanc, une forme plus fuselée que celle des bouteilles à vin rouge.

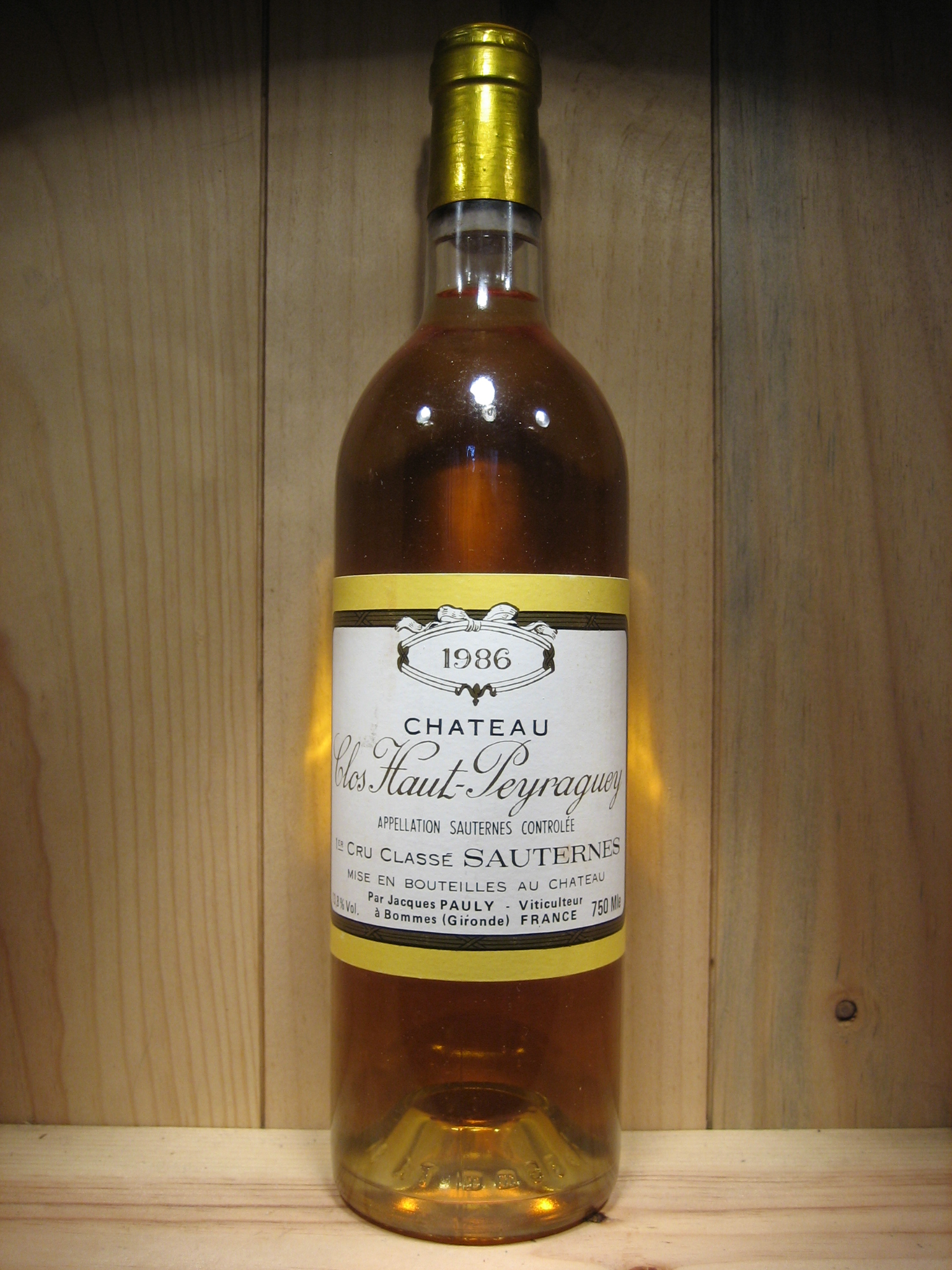
Bouteille de bordeaux (une bordelaise).
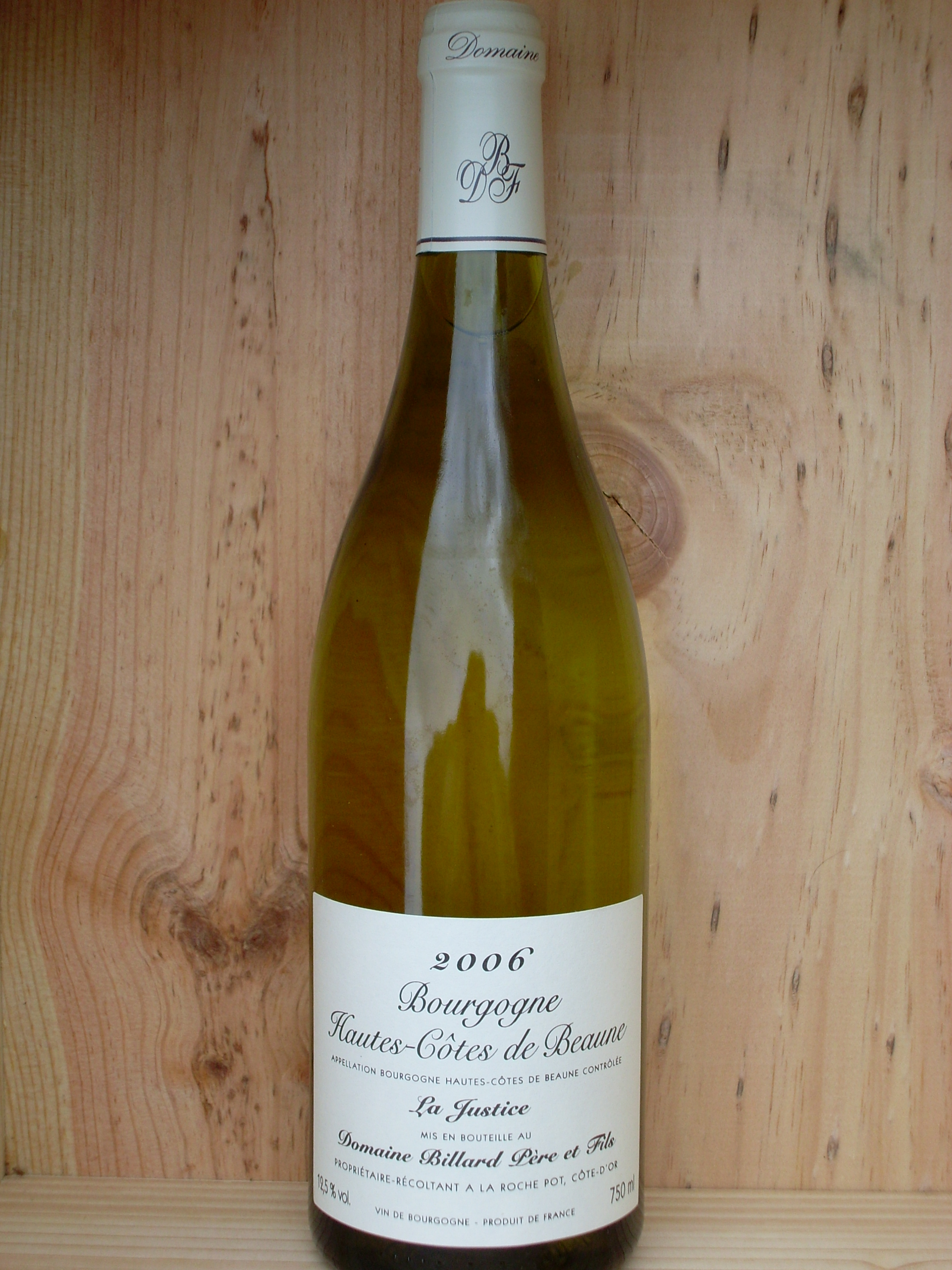
Bouteille de bourgogne (une bourguignonne).
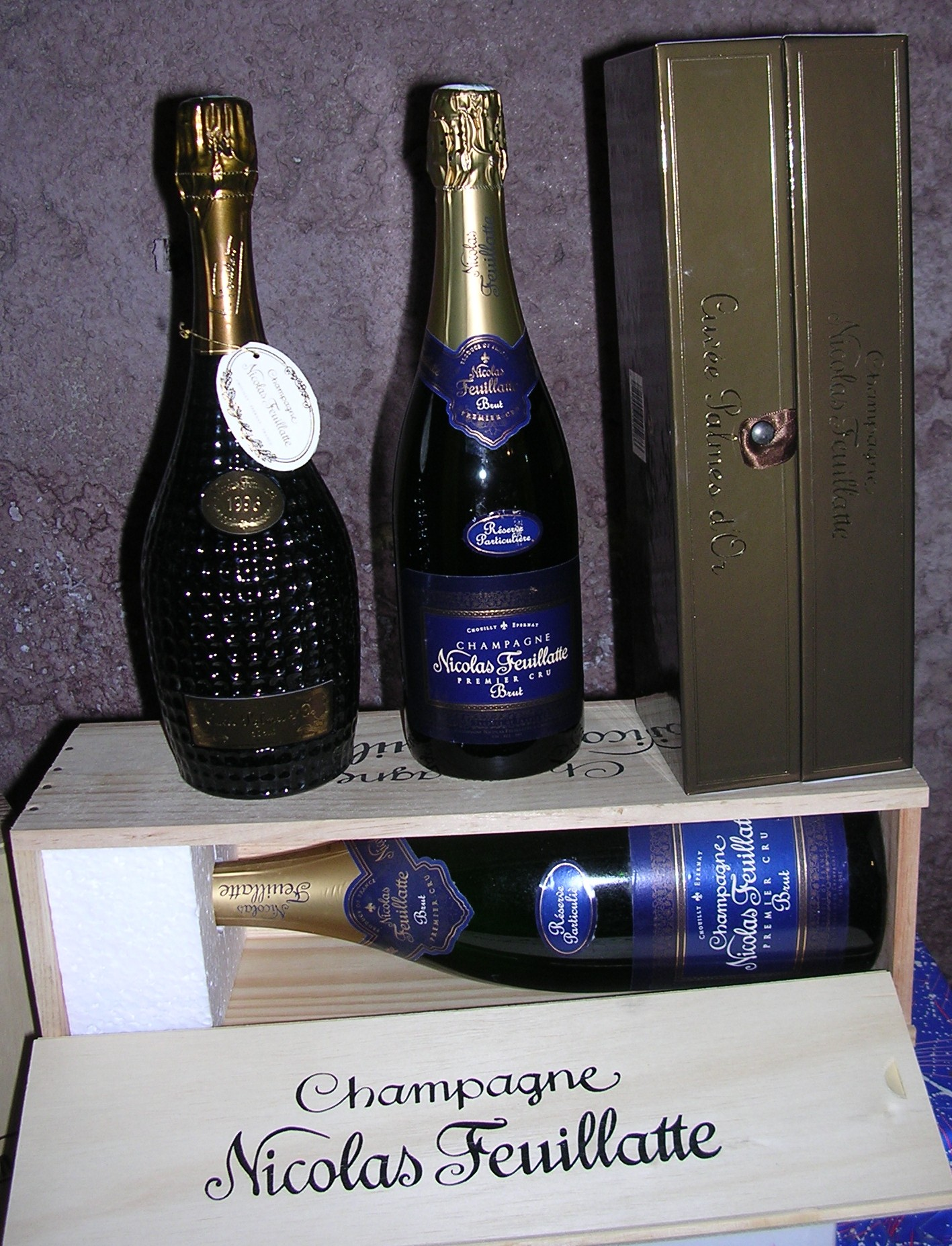
Bouteilles de champagne (des champenoises).
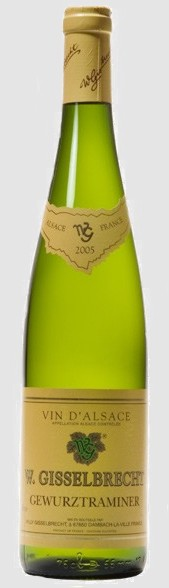
Bouteille d'alsace (une flûte).
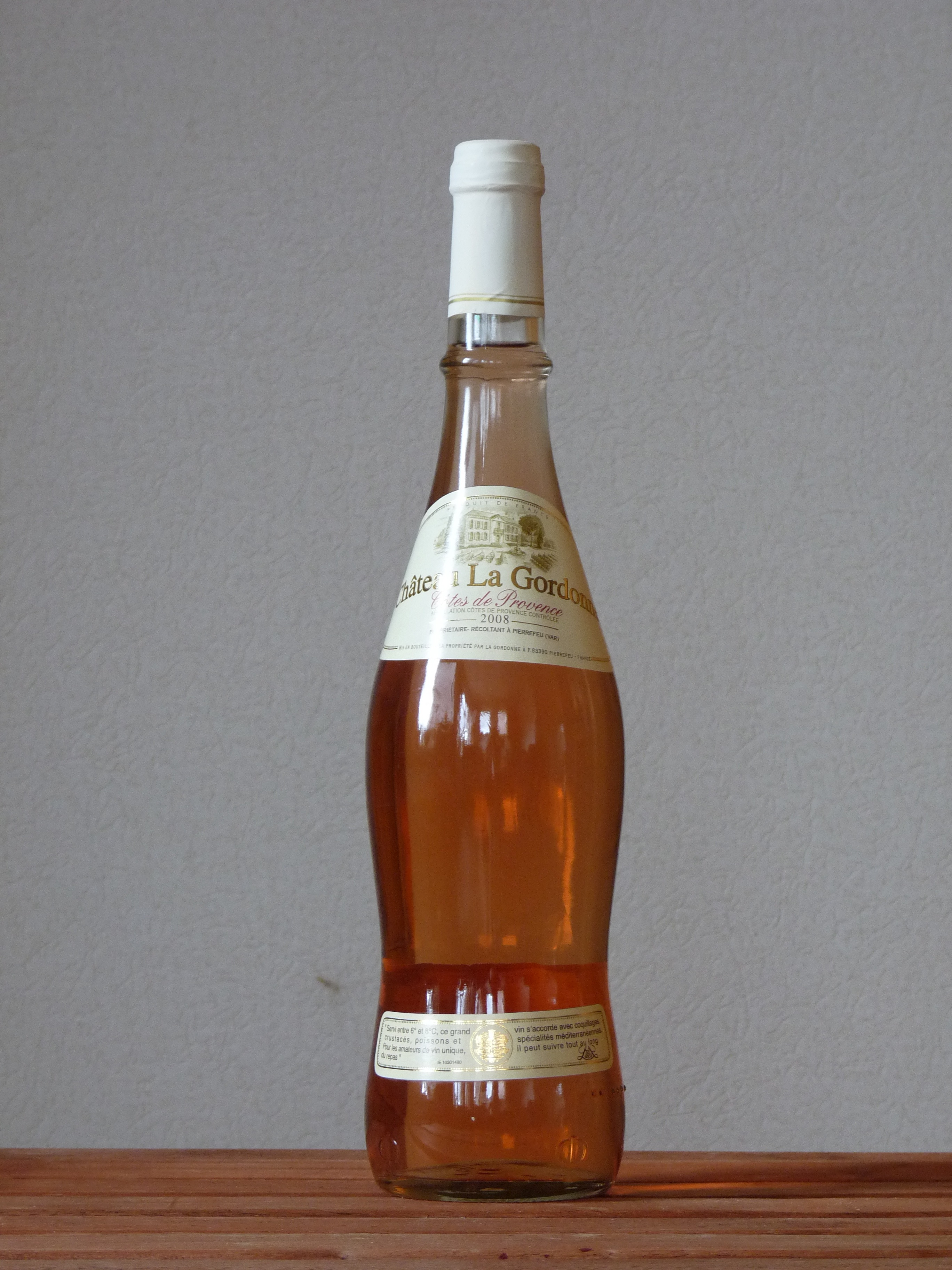
Bouteille de provence (une flûte à corset, ou provençale, ou quille).
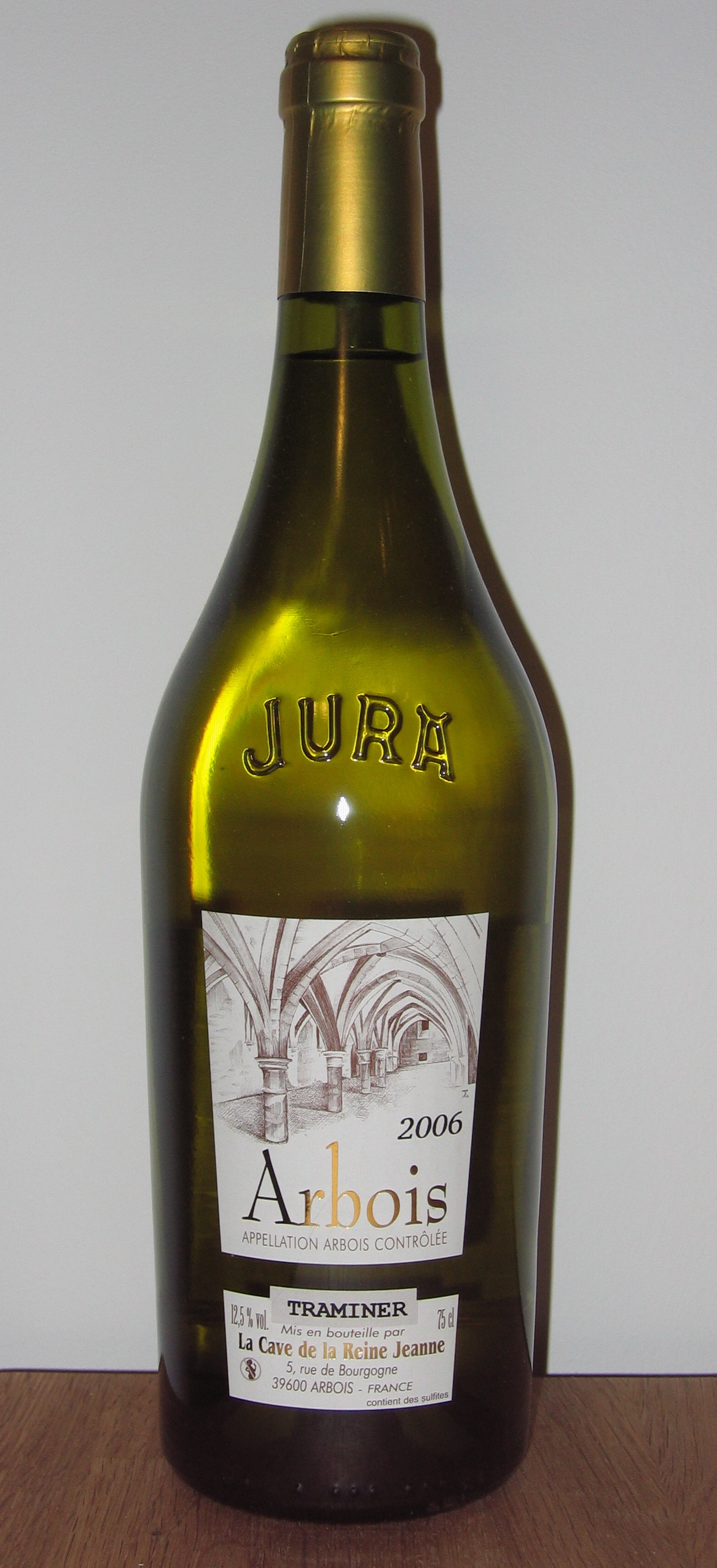
Bouteille de jura (une jurassienne).
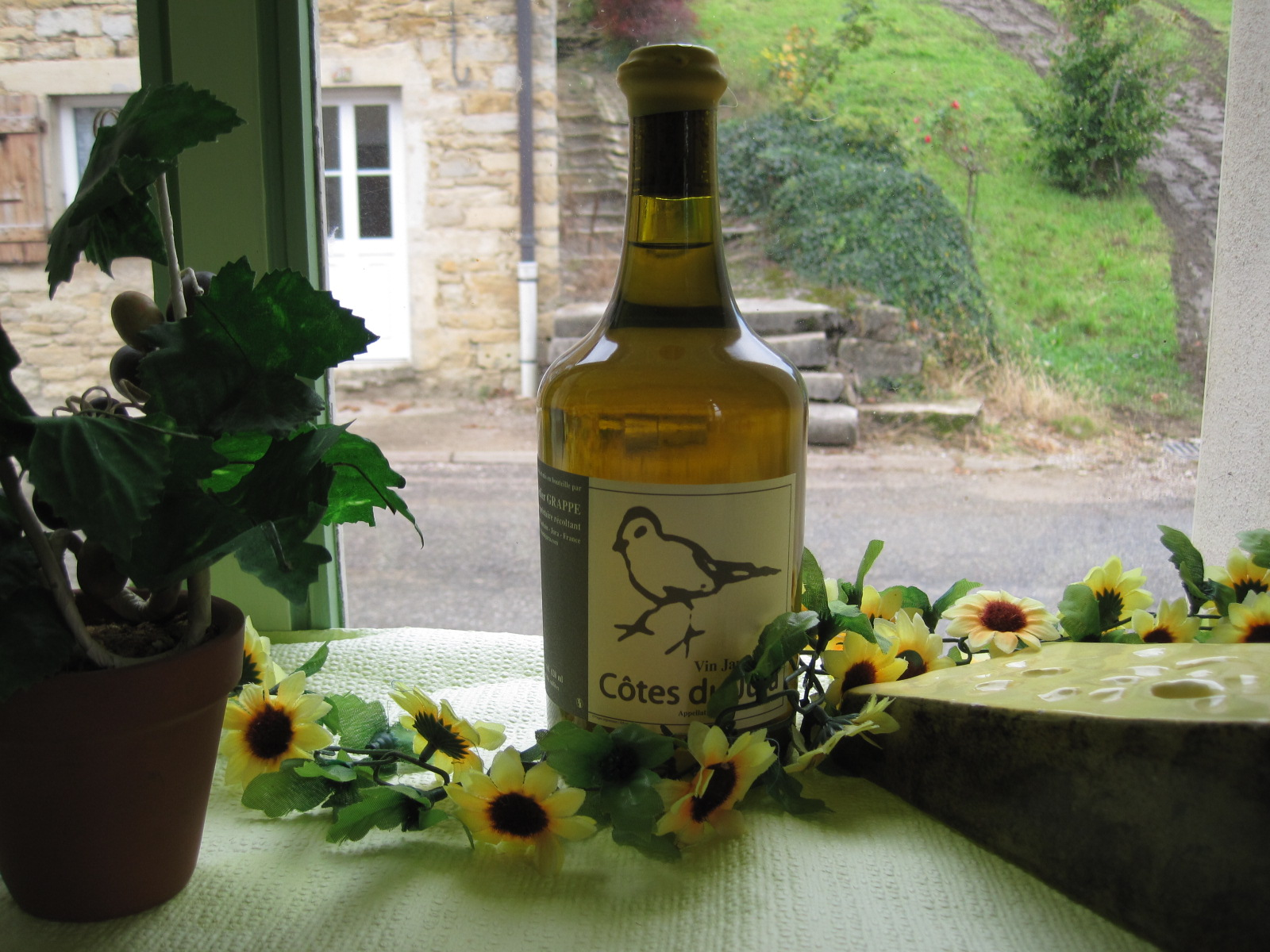
Bouteille de vin jaune du Jura (un clavelin).
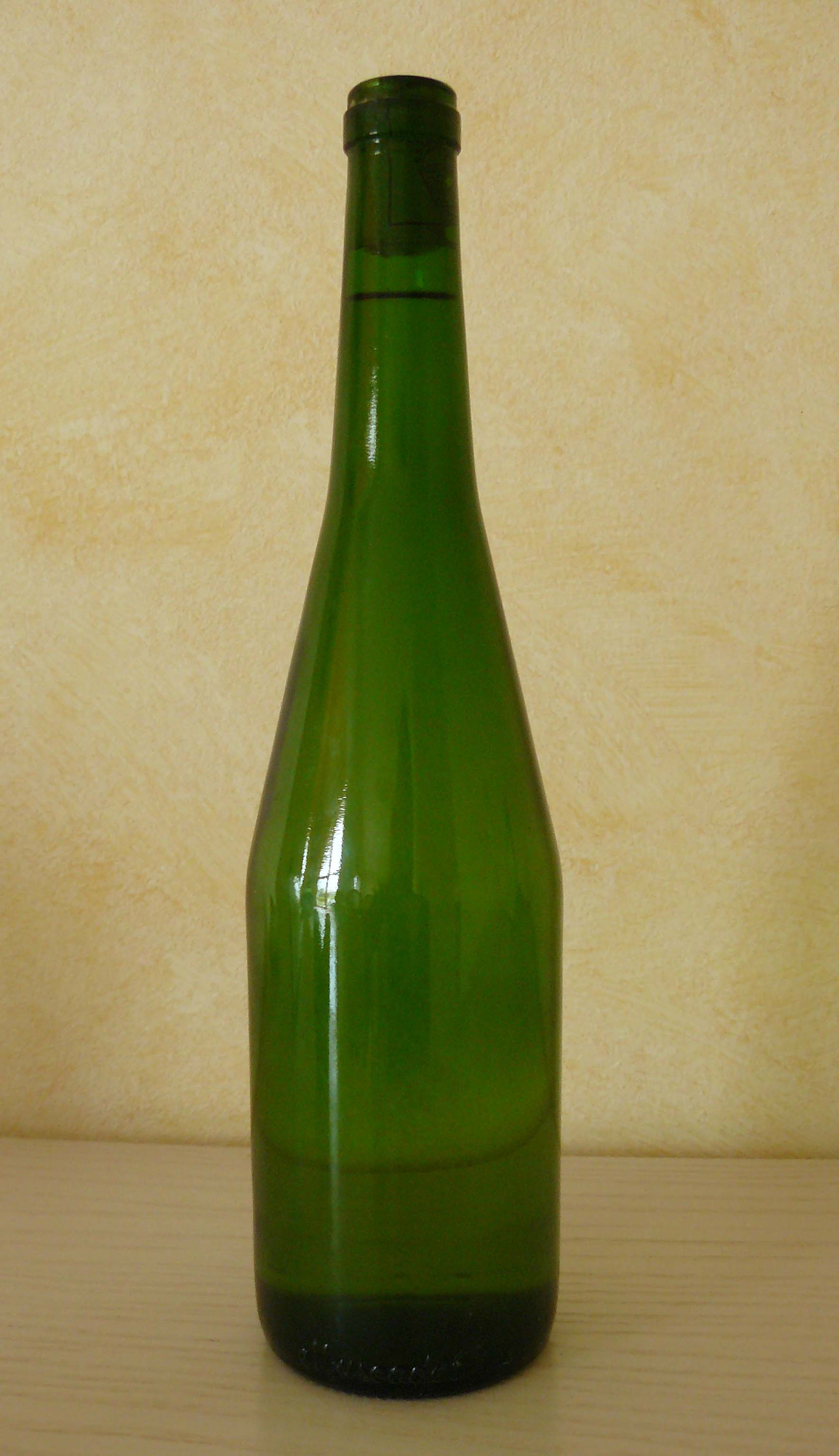
Bouteille de muscadet (une muscadet).
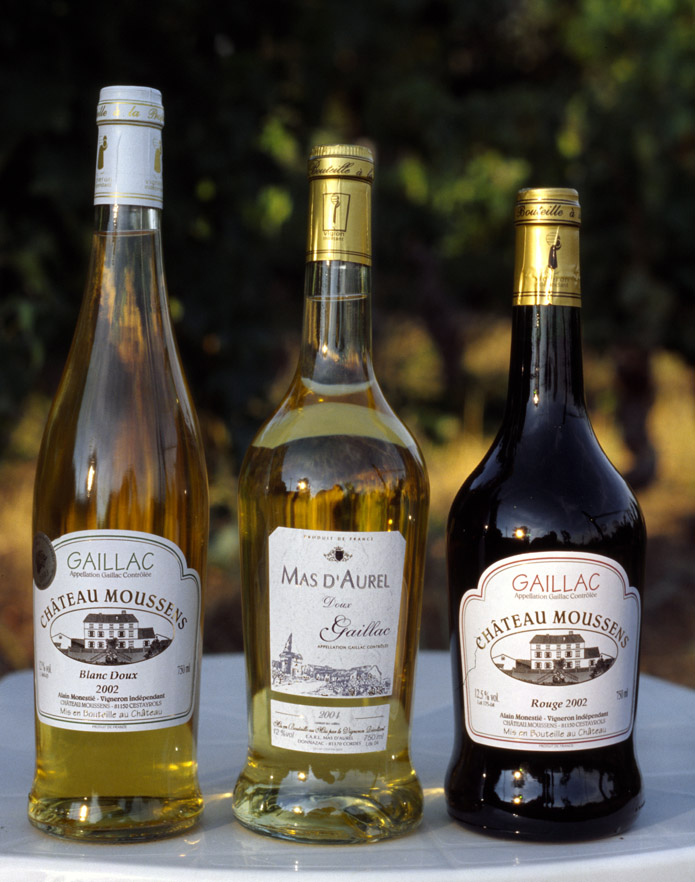
Bouteilles de gaillac (les gaillacoises).
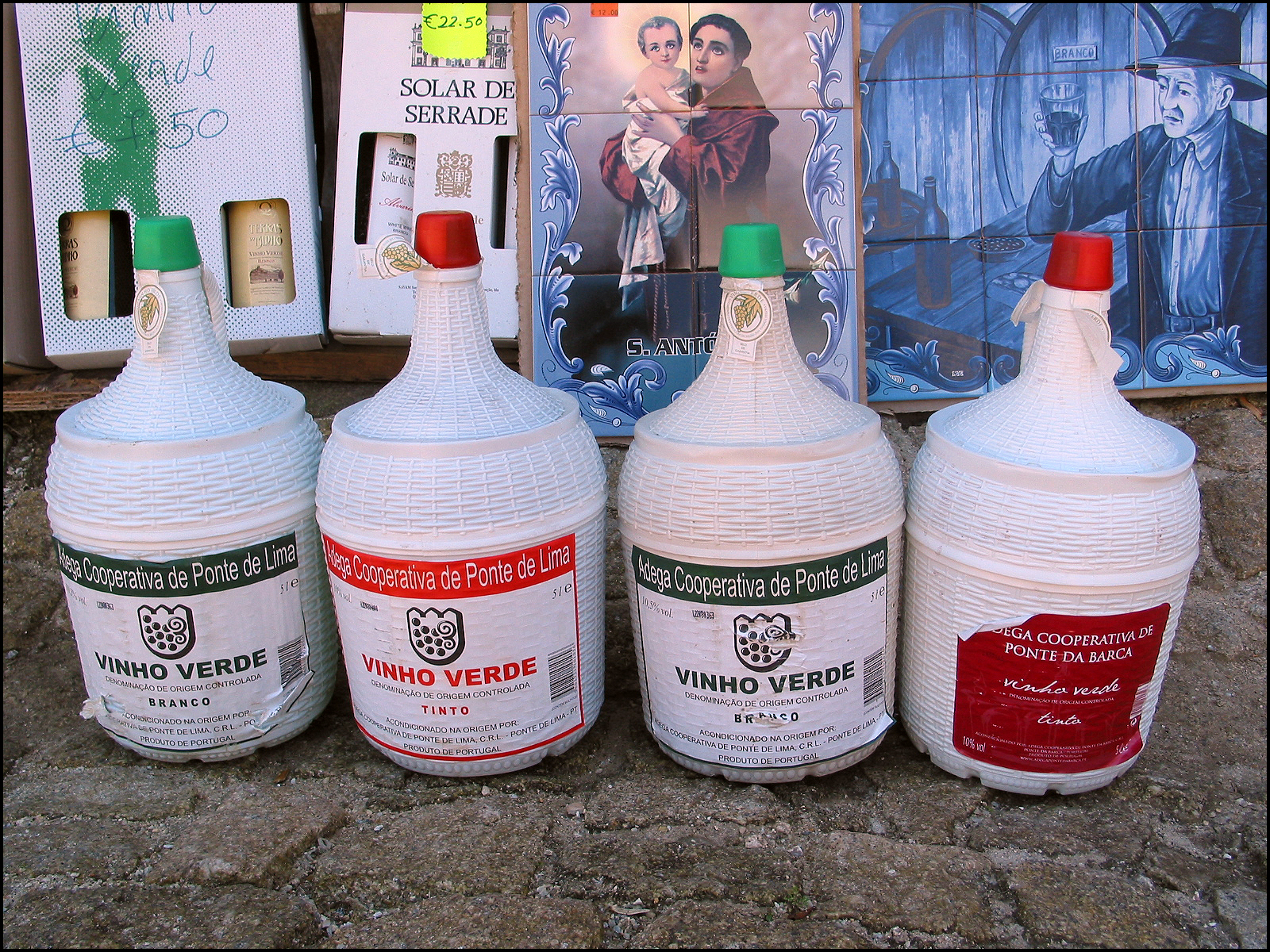
Bouteilles de vinho verde en plastique (des garrafões).
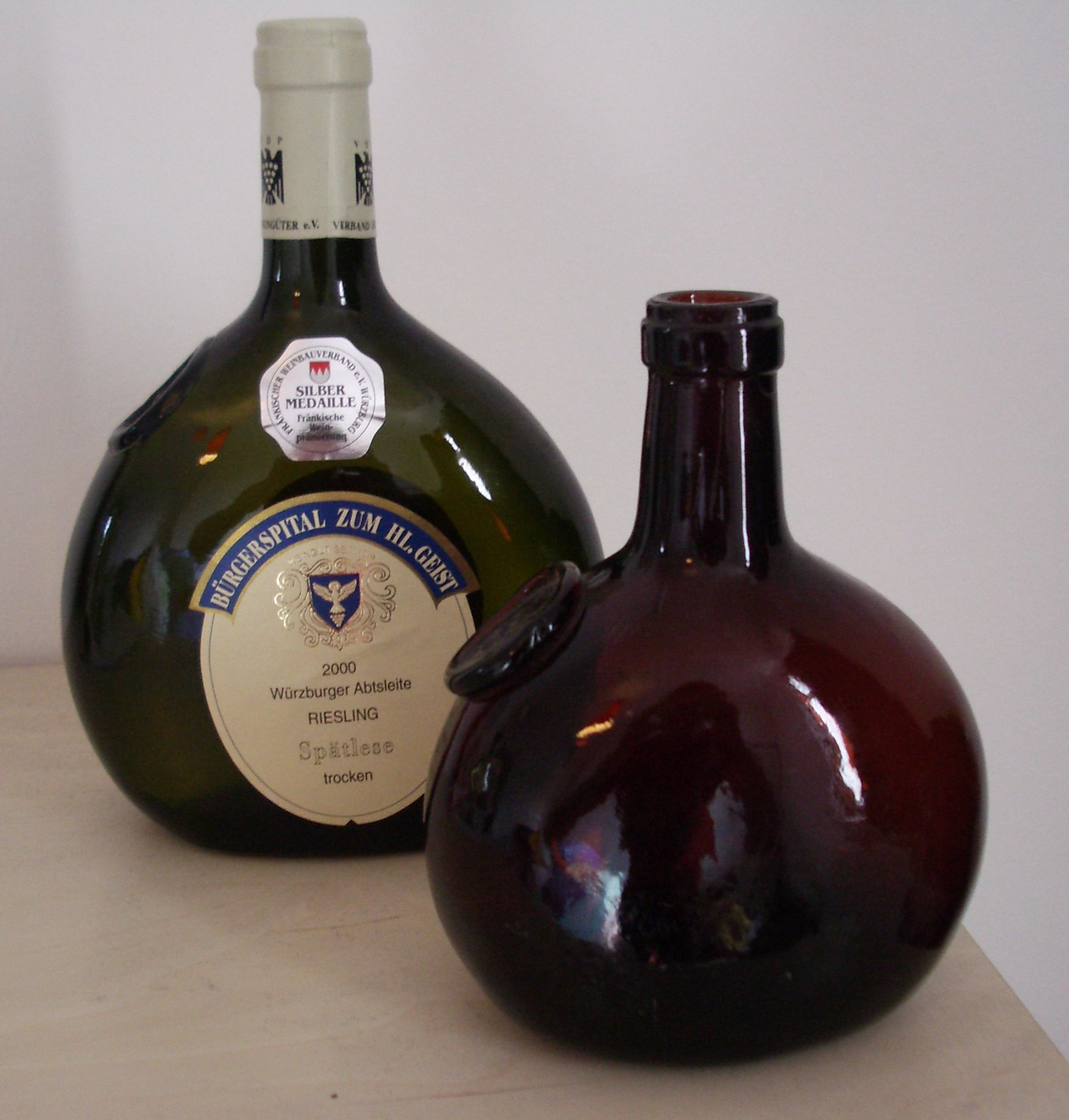
Bouteille de vin de Franconie (une Bocksbeutel).
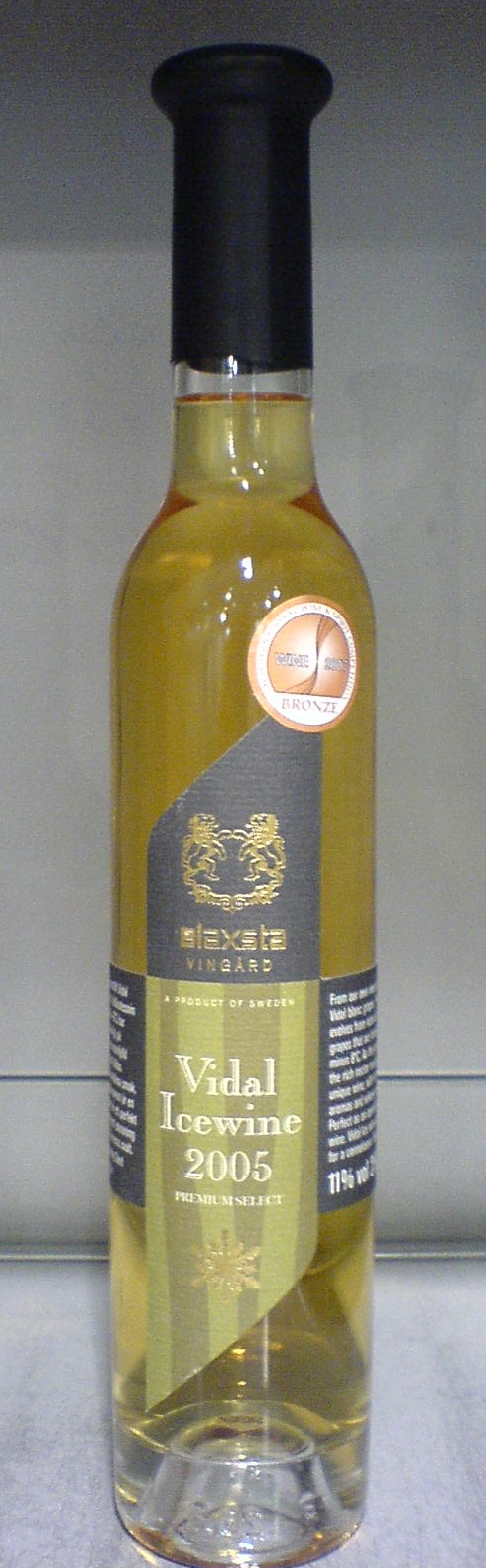
Fine bouteille de vin de glace.

## Dégustation

### Couleur
La couleur du vin blanc est aussi variée que celle des types de vins. Le terme le plus couramment cité est le jaune. La richesse du vocabulaire laisse cependant la place libre aux analyses visuelles, entre la couleur proprement dite et celle de la nuance (disque de couleur souvent différente à la jointure entre le vin et le verre).
À la fin du XXe siècle, les constituants du vin responsables de la couleur n'étaient toujours pas clairement identifiés. Longtemps, les flavones du raisin ont été considérés comme responsables de la couleur jaune ; cependant, leur très faible dissolution dans le vin, à cause d'une macération courte, a conduit à rechercher d'autres molécules. Une thèse de Biau en 1995 évoque l'influence de polysaccharides, de protéines et de quelques acides phénols.
Léglise précise qu'« on utilisera le terme or si l'aspect est très brillant et riche en reflets, en le précisant par les diverses nuances propres à ce métal(…) Si, avec une limpidité correcte, le vin ne jette pas de lumière et n'irradie pas de reflet, on lui donnera seulement le vocable jaune. » Dans une échelle des couleurs, le vin blanc peut être quasi incolore, blanc. Jeune, il prend généralement une teinte verdâtre pâle ou jaune pâle. Sa couleur jaunit et fonce avec l'âge et l'élevage, devenant or, puis cuivre et finissant ambrée. Un des vins les plus sombres au monde est atteint avec un cépage blanc, le pedro ximenez. Le taux de sucre fait aussi évoluer la couleur des vins vers des teintes plus soutenues, comme la nature du cépage ; un sauvignon blanc bordelais ou un melon du muscadet ont une teinte verdâtre alors que le chardonnay ou le traminer cultivés et vinifiés dans des conditions comparables seront jaunes.

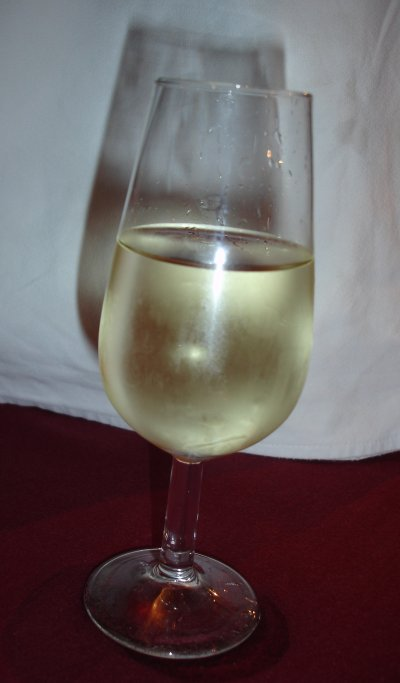
Verre de catavino (xérès).
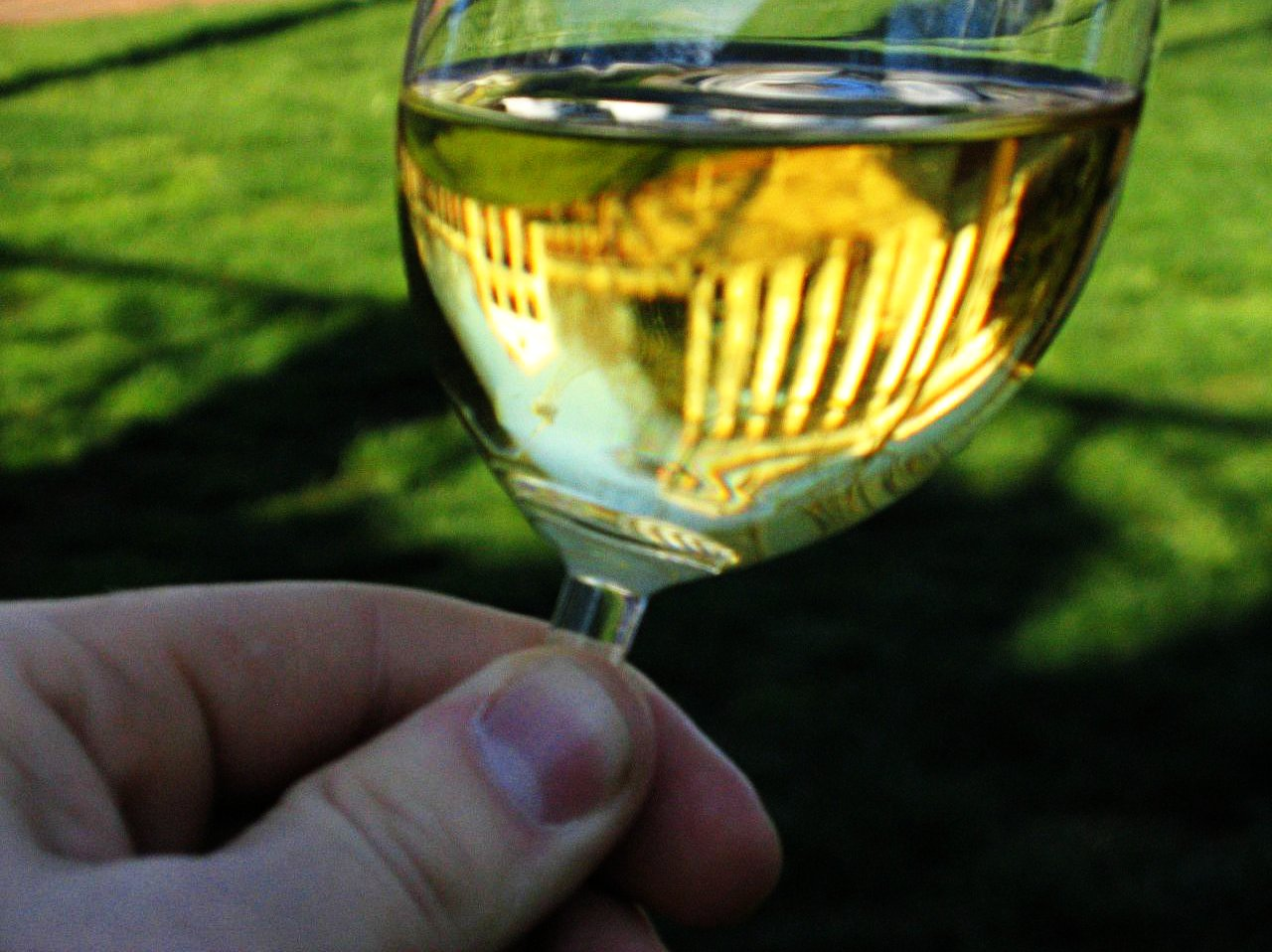
Chardonnay.
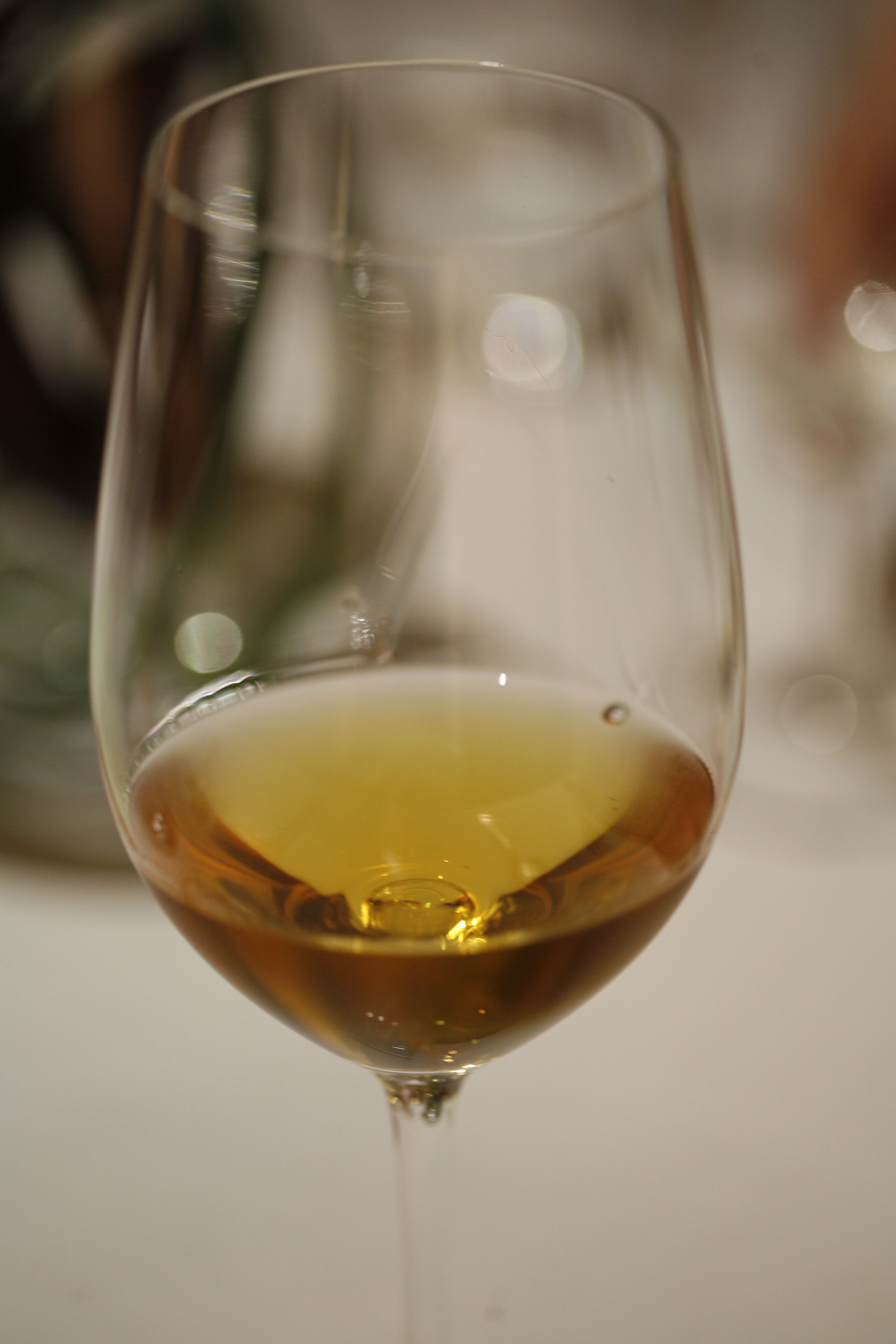
Verre de Tokaij.
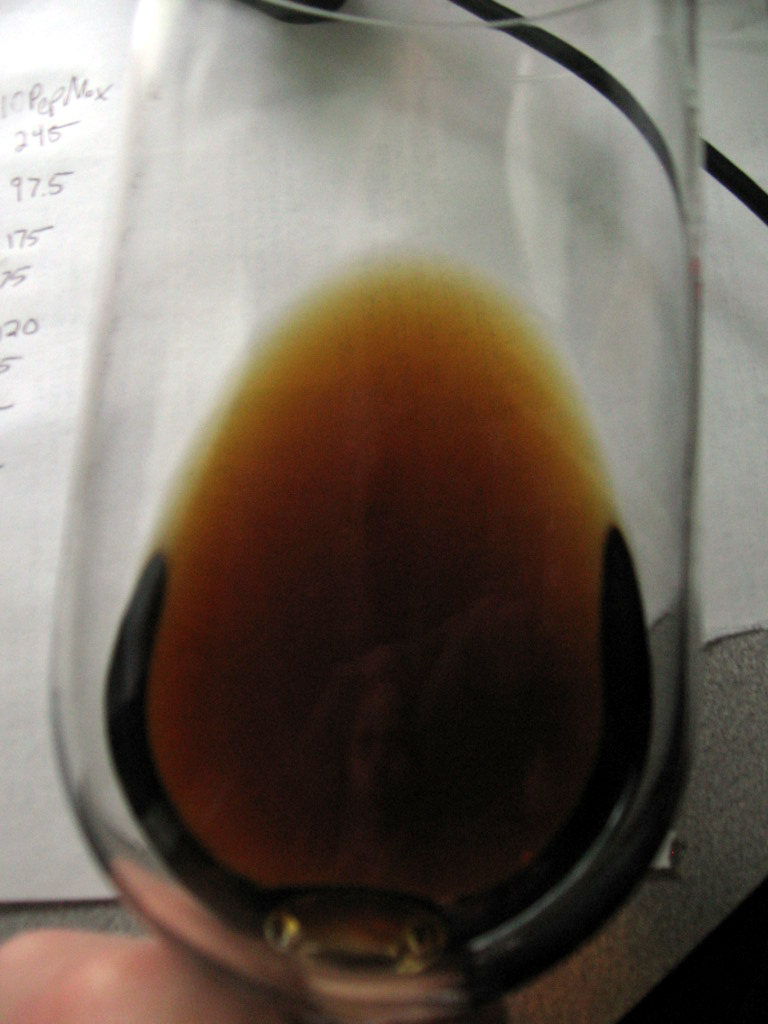
Vieux vin blanc (madère).

### Arômes
Les arômes du vin blanc couvrent presque toute la palette des arômes du vin.
Les arômes fruités comprennent les agrumes, dont le citron et le pamplemousse, les fruits blancs comme la pomme, le coing, la pêche ou l'abricot, ou encore les fruits secs (noix, noisette) ; les fruits exotiques sont aussi présents : ananas, mangue ou litchi. La palette aromatique inclut ces arômes cuits : compote, confiture, fruits confits, etc. Les vins blancs peuvent aussi véhiculer des arômes floraux d'acacia, de chèvrefeuille, de verveine, de violette, etc. (les senteurs de miel peuvent y être assimilées).
Le vieillissement amène également d’autres arômes au vin. L'élevage en barrique apporte des senteurs de vanille, beurre, brioche, pain grillé, caramel, etc. L'élevage long des vins comme le vin jaune ou le xérès donne des arômes typiques de noix fraîches, d'amande ou de noisettes,.
Enfin, le terroir peut donner un arôme caractéristique d’une région. Ainsi, les arômes minéraux de pierre à fusil (odeur de silex ou de pierre de briquet) sont-ils bien exprimés par le chardonnay B ou le sauvignon B, comme les senteurs de pétrole sont typiques des rieslings B alsaciens vieux.
Même des arômes que l'on pourrait croire réservés aux vins rouges sont présents dans les vins blancs ; c'est le cas de ceux que l'on trouve en particulier dans certains vins de champagne blancs élaborés à partir de raisins noirs et qui rappellent les fruits rouges, (fraise, framboise, myrtille, groseille(et)).

### Goût
Lors de la mise en bouche, le vin blanc possède un équilibre du vin différent du vin rouge duquel on a ôté la structure tannique. L'équilibre n'est plus fondé que sur l'alcool et l'acidité ; c'est un facteur qui explique la difficulté de vinifier un vin blanc.
Pour les vins blancs moelleux et liquoreux, la présence de sucres ajoute un paramètre, permettant d'équilibrer l'alcool et l'acidité.
L'élevage en barrique apporte une touche boisée au vin ; les tanins du chêne lui donnent de la structure. Les vins les plus puissants, comme certains grands crus de Sauternes (Château d'Yquem par exemple), supportent même le vieillissement en bois neuf.

### Verres à vin blanc
Depuis que les récipients en verre existent, des verres spécialisés pour chaque type de vin ont été créés. Ainsi, de nombreux verres, spécifiques aux vins blancs, existent dans de multiples régions productrices de ce vin. Le verre doit être parfaitement transparent et incolore si on veut correctement apprécier la couleur du vin. Toutefois, les designers et fabricants de vaisselle ont créé des verres à vin blanc à pied vert ou bleu. Ces couleurs flattent celle du vin ; elles donnent une couleur artificielle à la nuance (cordon de reflet qui souligne la séparation entre le verre et le vin), rajeunissant l'impression perçue.
Les vins effervescents sont eux, servis dans les récipients particuliers que sont la flûte et la coupe. La flûte est le contenant préféré des professionnels de la dégustation : sa forme concentre les arômes vers le nez du dégustateur et sa hauteur permet d'apprécier la finesse des bulles qui remontent à la surface. La coupe, elle, est déconseillée par sa forme trop évasée : elle ne conserve pas le cordon de mousse et le gaz et les arômes s'échappent trop vite. Selon une légende, cette forme de verre a été mise au point d'après la forme du sein de la Marquise de Pompadour. Elle date d'une époque où les vins étaient majoritairement plus doux et moins aromatiques. Depuis les années 1930 et avec l'habitude de consommer des vins effervescents plus secs, la flûte lui a ravi la place. La coupe est aussi utilisée pour les mélanges où elle permet de recevoir une olive piquée qui baigne dans un cocktail moussant, et pour les spectaculaires pyramides de verres qui couronnent les fêtes.
Outre cette variété de verres, le travail d'une équipe de dégustateurs, dont Jules Chauvet de l'INAO en France, a abouti à la création, en 1970, du verre INAO. C'est un verre à la paroi fine et au galbe calculé pour être apte à la dégustation de tous les vins. Ce verre est utilisé, entre autres, lors des dégustations d'agrément, passage obligé pour que les vins puissent prétendre à porter le nom d'une appellation d'origine contrôlée. Ce verre simple mais élégant peut aussi être utilisé pour servir les vins à table.

Les verres à vin blanc sont généralement plus hauts et fins que les verres à vin rouge.
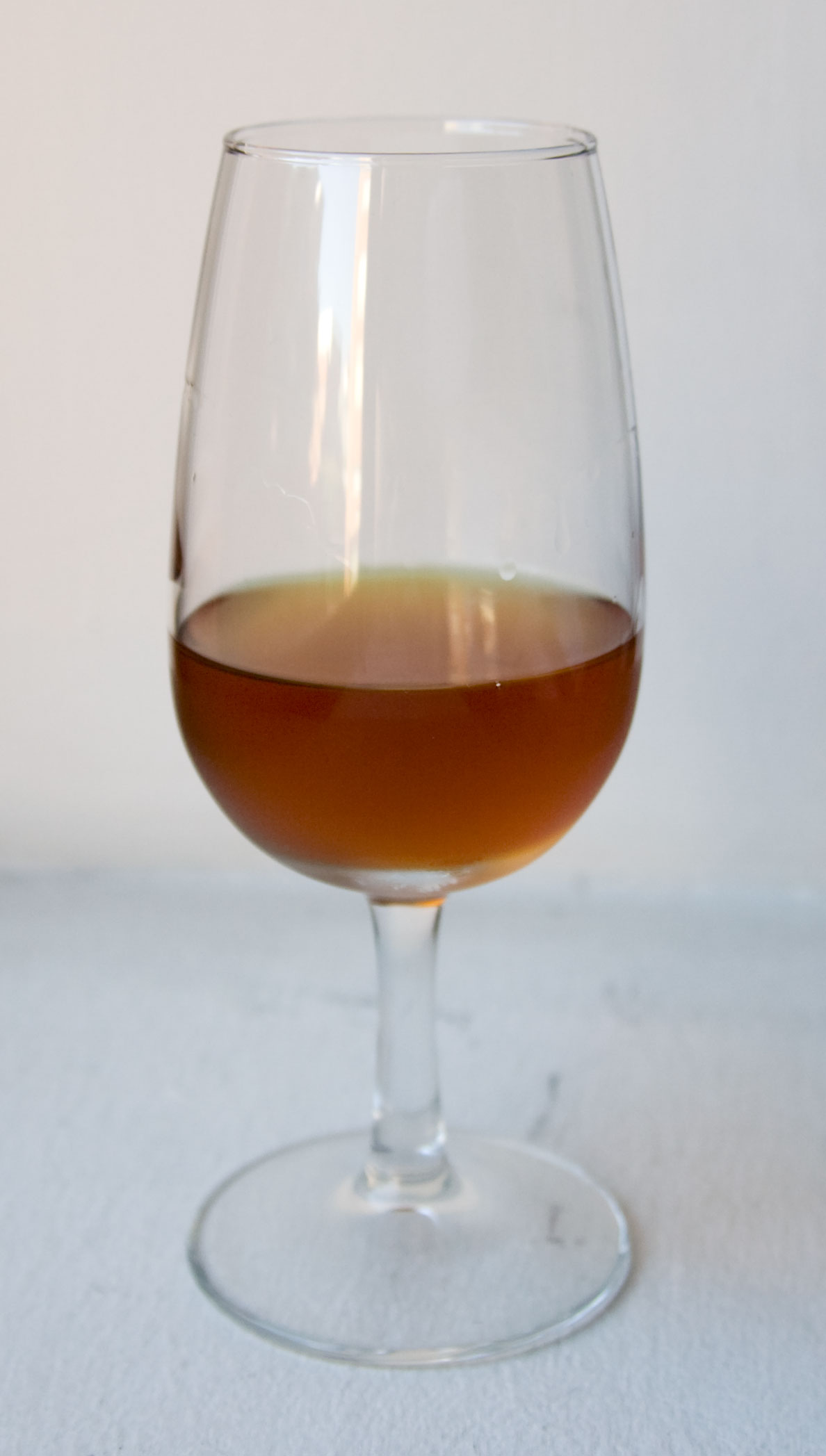
Verre INAO de xérès amontillado.
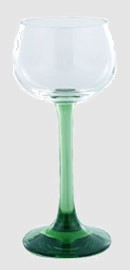
Verre alsacien ; le pied coloré est déconseillé pour évaluer correctement la couleur du vin.
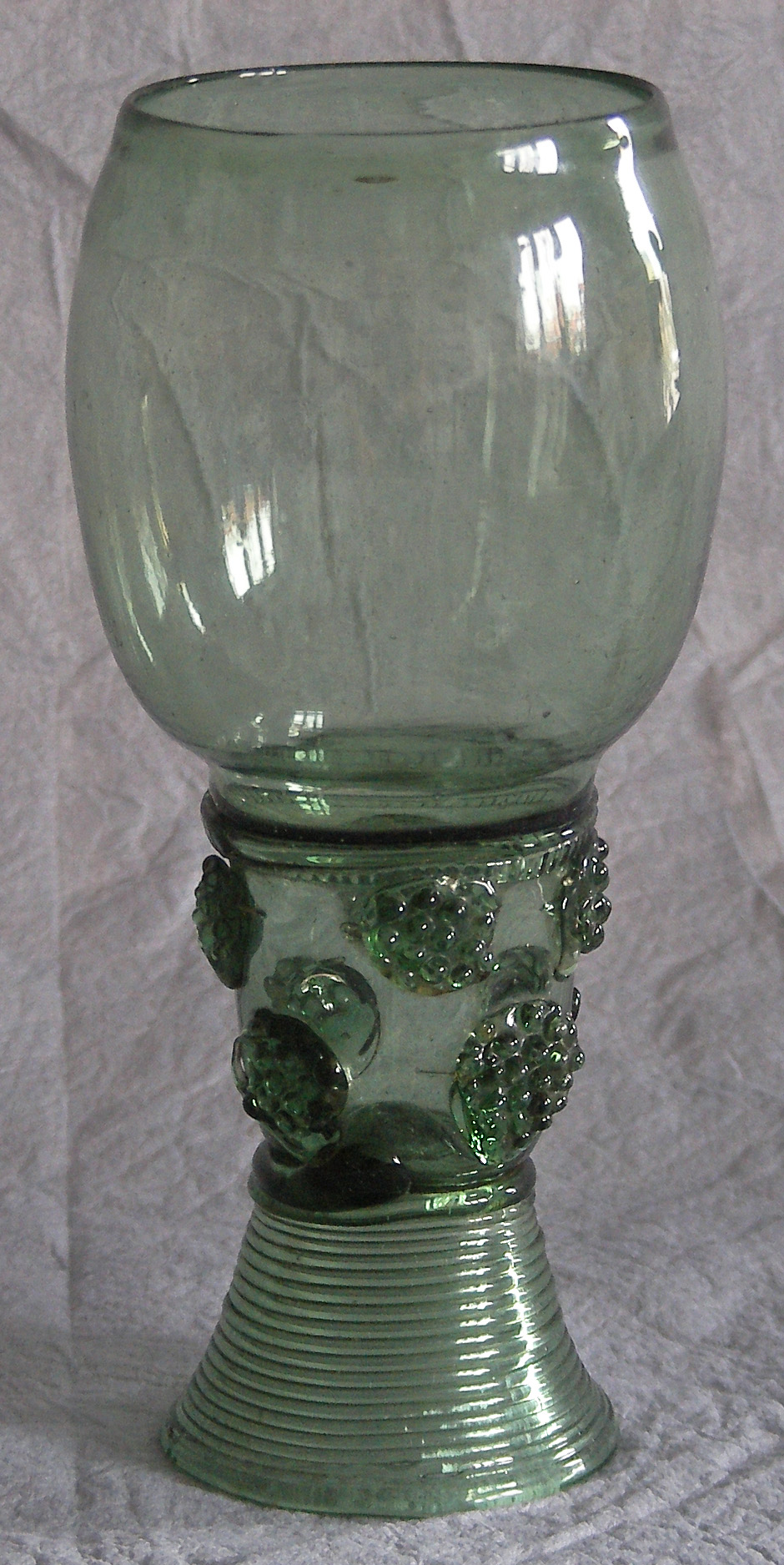
Verre à vin allemand (römer) du XVIIe siècle.
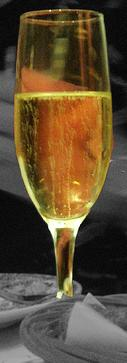
Flûte de cava.
Flute à vin effervescent.
Coupe à cocktail pouvant être utilisée pour un vin effervescent.
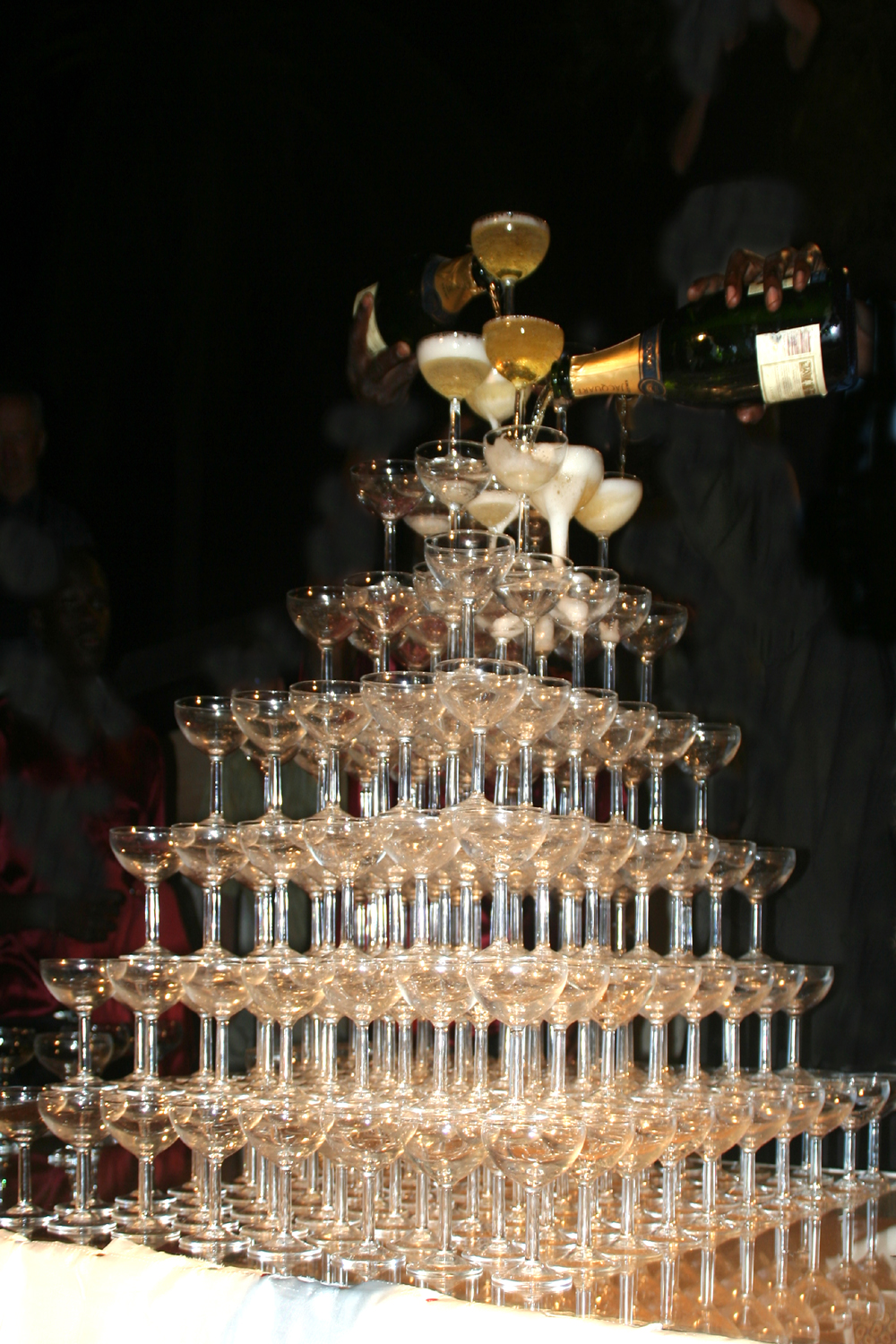
Effet spectaculaire d'une pyramide.

## Types de vins blancs

### Vin blanc sec
Le vin blanc sec est un vin sans sucre (taux de sucre généralement inférieur à 4 grammes par litre). C'est un vin très délicat à élaborer. En effet, l'équilibre du vin ne repose que sur deux paramètres, l'acidité et l'alcool. C'est à ce vin que le consommateur se réfère lorsqu'il parle de vin blanc sans autre précision.
Avant les années 1950, la vinification européenne traditionnelle se faisait en petits récipients où la température ne montait pas assez haut pour gêner les fermentations ; mais ce mode de vinification donnait des vins structurés et ronds, mais peu aromatiques. En Californie et en Australie, le besoin de refroidir la vendange et le vin en cours de fermentation, a conduit les vinificateurs à équiper leurs chais de matériel adéquat : groupe de froid (centrale de réfrigération), circuit de fluide frigo-porteur et cuves thermorégulées par serpentin dans la paroi de la cuve ou drapeau (serpentin soudé en forme de plaque mince à échange thermique élevé). Ce mode d'élaboration est arrivé en Europe au même moment que de nouvelles techniques de traitement du moût (débourbage plus poussé, usage de levures sélectionnées, ajout de colles et d'enzymes, pratique de la macération pelliculaire). Dans le jargon technique vinicole, l'ensemble de ces pratiques donne un « vin technologique ». C'est un vin très parfumé, vif en bouche et qui ne nécessite pas de vieillissement. Le type de vins blancs européens « à l'ancienne » s'est bien adapté à ce mode de vinification ; c'est le cépage sauvignon B qui a le premier bénéficié de cet engouement, lui permettant de se passer de l'assemblage avec le sémillon B. Ce dernier a d'ailleurs vu ses surfaces diminuer depuis une trentaine d'années. En Bourgogne, ces pratiques se heurtent parfois à un phénomène d'oxydation prématurée. Le chardonnay est l'archétype du grand vin que l'on peut produire avec la vinification à l'ancienne mode.
La photo ci-dessous comparant les couleurs de deux chenins B illustre la différence visuelle entre un vin sud-africain « technologique » et un vin français du Val de Loire « classique ».

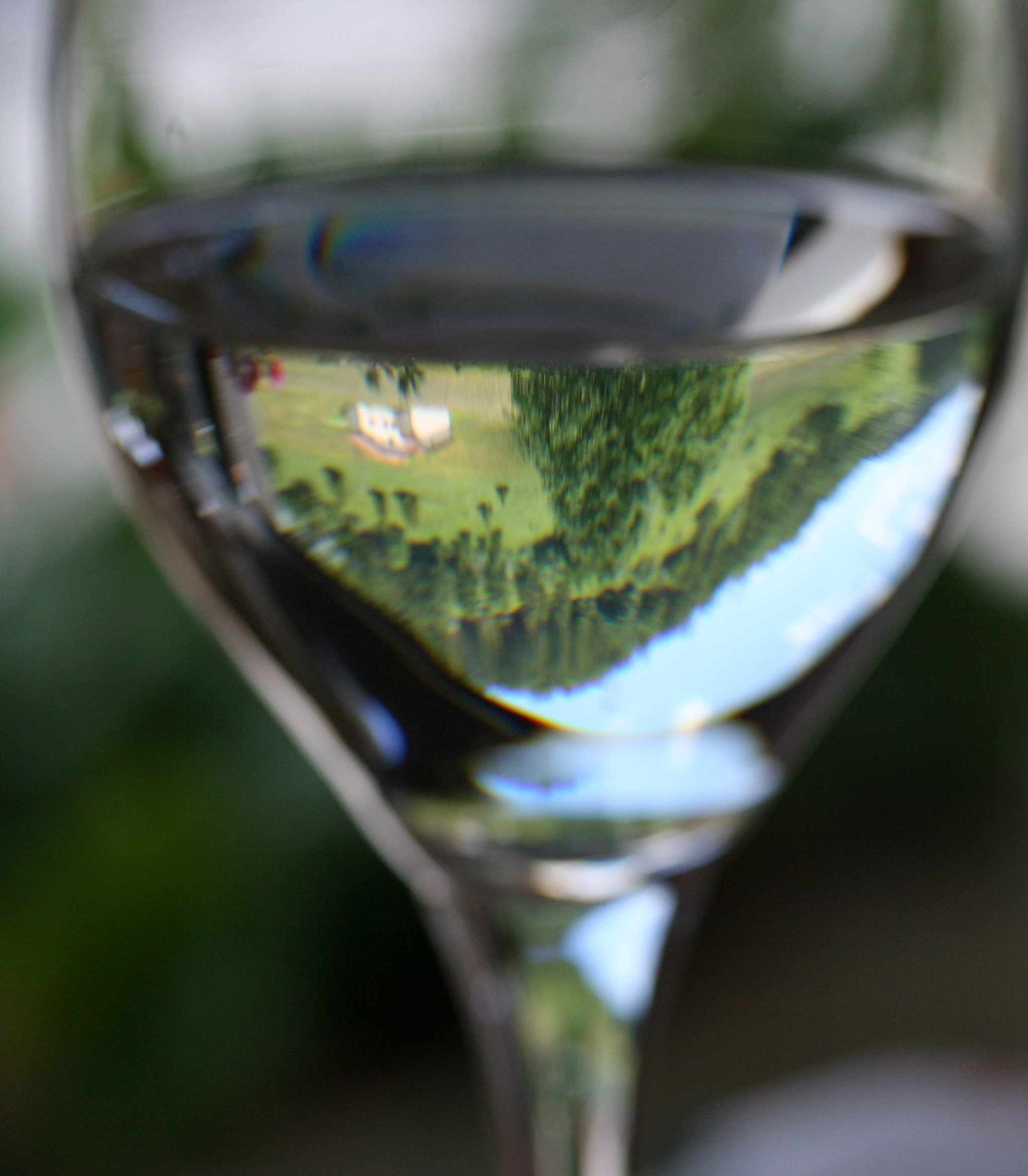
Verre de chablis, à l'éclat cristallin.
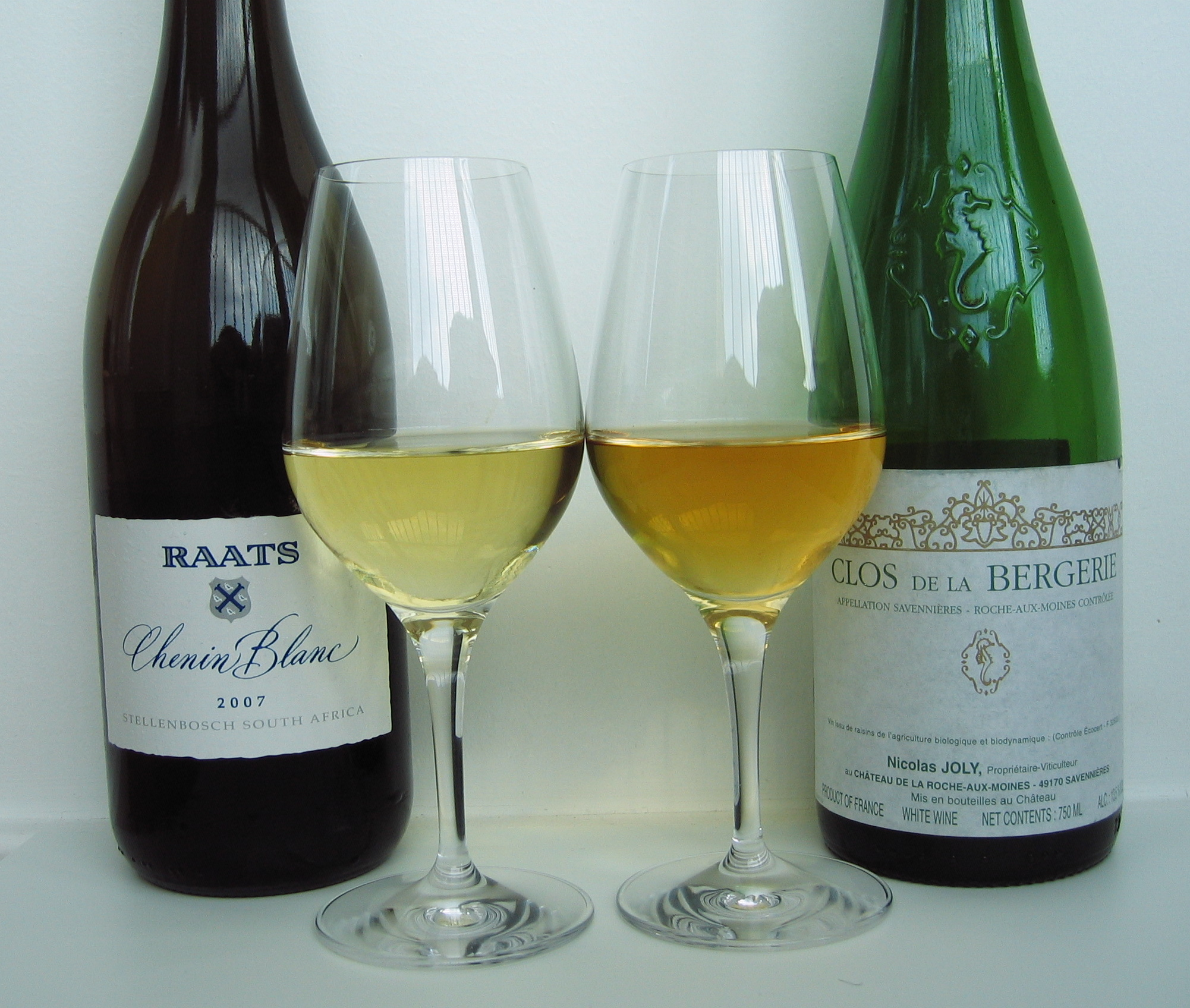
Comparaison de couleur entre un chenin sud-africain (un stellenbosch à gauche) et français (un savennières à droite).
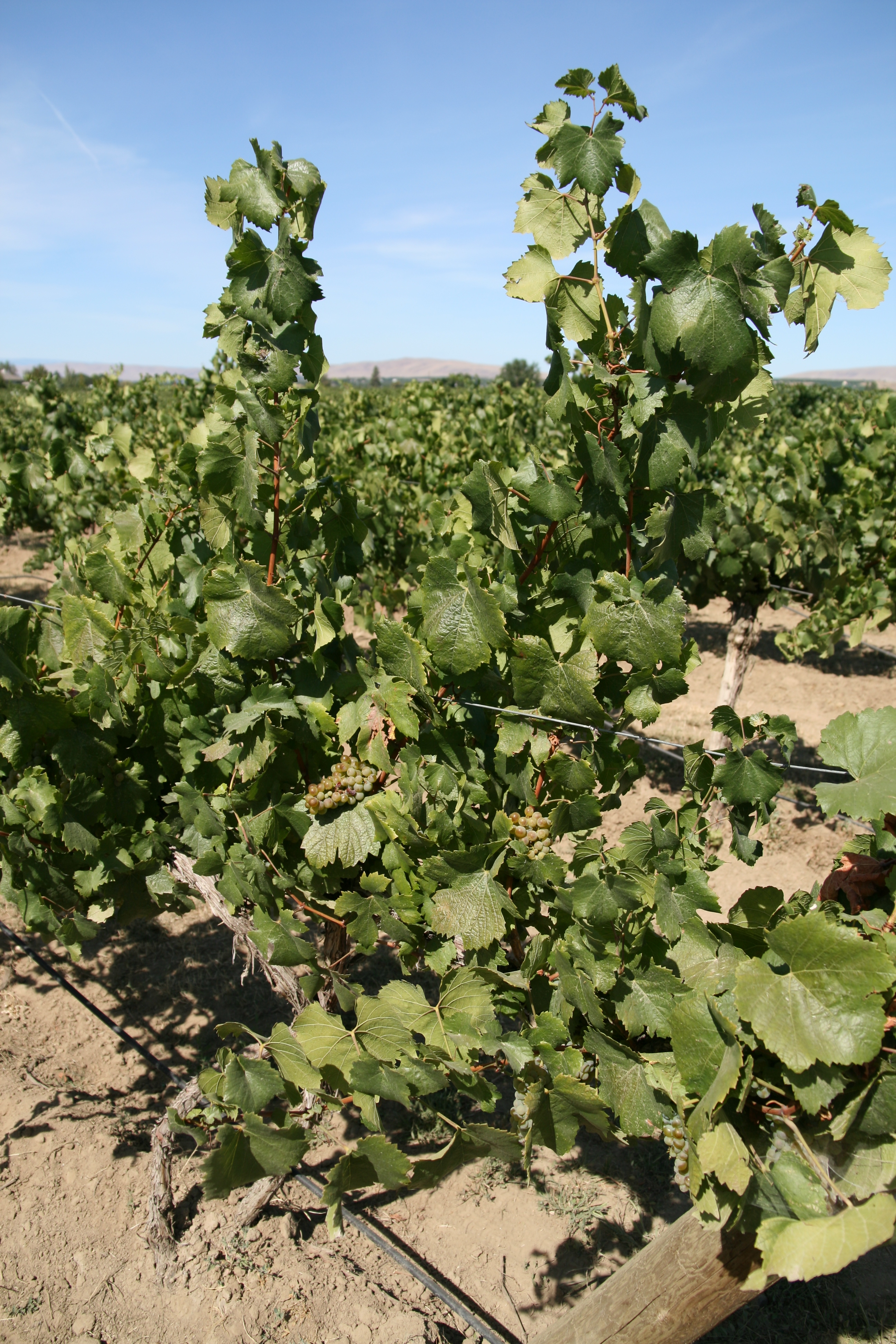
Vigne de riesling aux États-Unis (État de Washington).
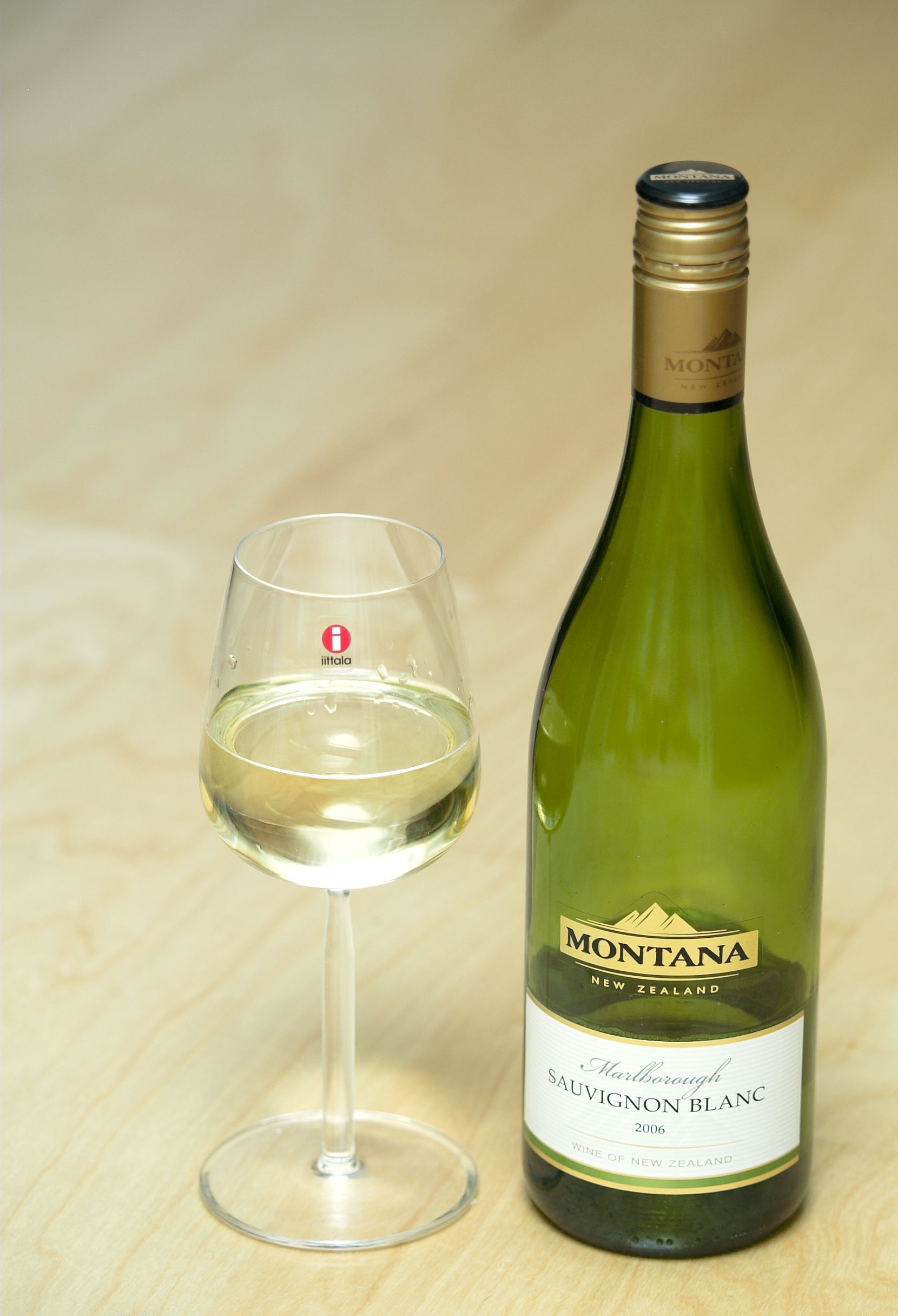
Sauvignon de Nouvelle-Zélande.

### Vin blanc moelleux ou liquoreux
Parmi les vins sucrés, il existe une grande variété de vins, du vin légèrement sucré au vin liquoreux à la consistance sirupeuse.
L'origine du sucre provient du raisin, la fermentation étant stoppée avant sa fin, même si la pratique de la chaptalisation a modifié la pratique vinicole de certaines régions. De nombreuses techniques de concentration du sucre existent :
- le « passerillage sur souche » ou « vendange tardive » consiste à laisser le raisin sur la vigne se concentrer au soleil. Le sucre ne s'accumule plus une fois la maturité atteinte, mais l'eau s'en évapore, faisant baisser le rendement et monter le taux de sucre. C'est la méthode la plus ancienne et la plus courante. Elle peut être améliorée par le pincement de la rafle : le vigneron empêche la sève d'arriver à la grappe qui se dessèche plus vite. L'incision annulaire, plus longue à pratiquer, consiste à enlever un anneau d'écorce sur le rameau au-dessous des grappes ; la sève élaborée sucrée ne peut descendre et se concentre dans les raisins, tandis que la sève brute continue d'alimenter le haut du rameau. Une autre méthode, rapide à effectuer, consiste à couper une partie de la baguette ; le raisin en amont est passerillé, celui en aval de la section évolue normalement. L'assemblage en cuve ou dans le pressoir des deux types de raisins améliore le résultat final[86] ;
- le « passerillage hors souche » est une pratique de concentration du raisin avant pressurage. Le raisin est suspendu dans un grenier ou étendu sur des claies, le temps qu'une partie de l'eau qu'il contient s'évapore. Cette méthode constitue la matière première du vin de paille ;
- la « pourriture noble » est une méthode de concentration tributaire de conditions climatiques particulières. Le Botrytis cinerea crée des perforations microscopiques sur la pellicule du raisin qui laisse s'évaporer l'eau tout en conservant les autres composants. L'action du botrytis induit des arômes différents de ceux du raisin, liés à des réactions chimiques dans le grain. La précocité du duo cépage-terroir et la faible vigueur de la vigne sont des facteurs favorables à l'action de la pourriture noble et contribuent à éviter que la pourriture noble ne devienne pourriture grise[c 1]. Ce type de raisin est utilisé pour la production du Tokay hongrois, des liquoreux aquitains (sauternes, barsac, loupiac, monbazillac, etc.) ou des sélections de grain noble d'Alsace et d'Allemagne : Trockenbeerenauslese ;
- la « congélation du raisin » et son pressurage à froid permettent de ne presser que la partie liquide des grains. Les paillettes d'eau congelée restent dans le pressoir et seul le jus sucré s'écoule[87]. C'est le principe du vin de glace. La cryoextraction est une technique récente inventée pour reproduire le phénomène dans les régions trop peu froides : le raisin est congelé artificiellement avant d'être pressé. La méthode permet de s'affranchir du climat, de travailler sans attendre les gelées (risque de perte du raisin par accident climatique ou attaque de passereaux affamés), mais le raccourcissement de la maturation ne donne pas les mêmes arômes.

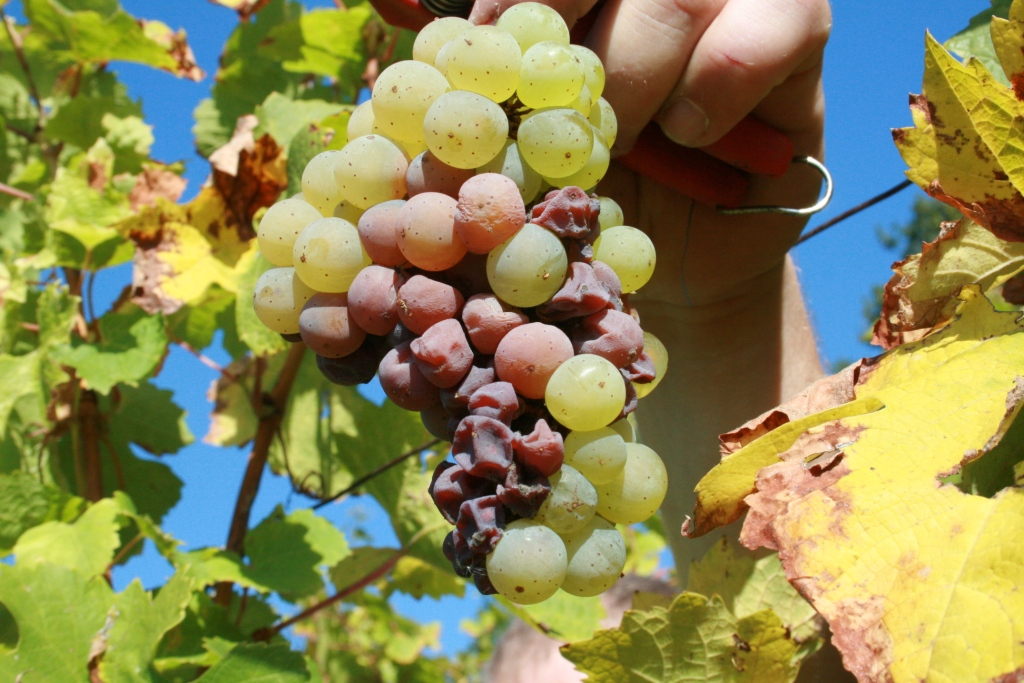
Pourriture noble sur grappe de riesling B.
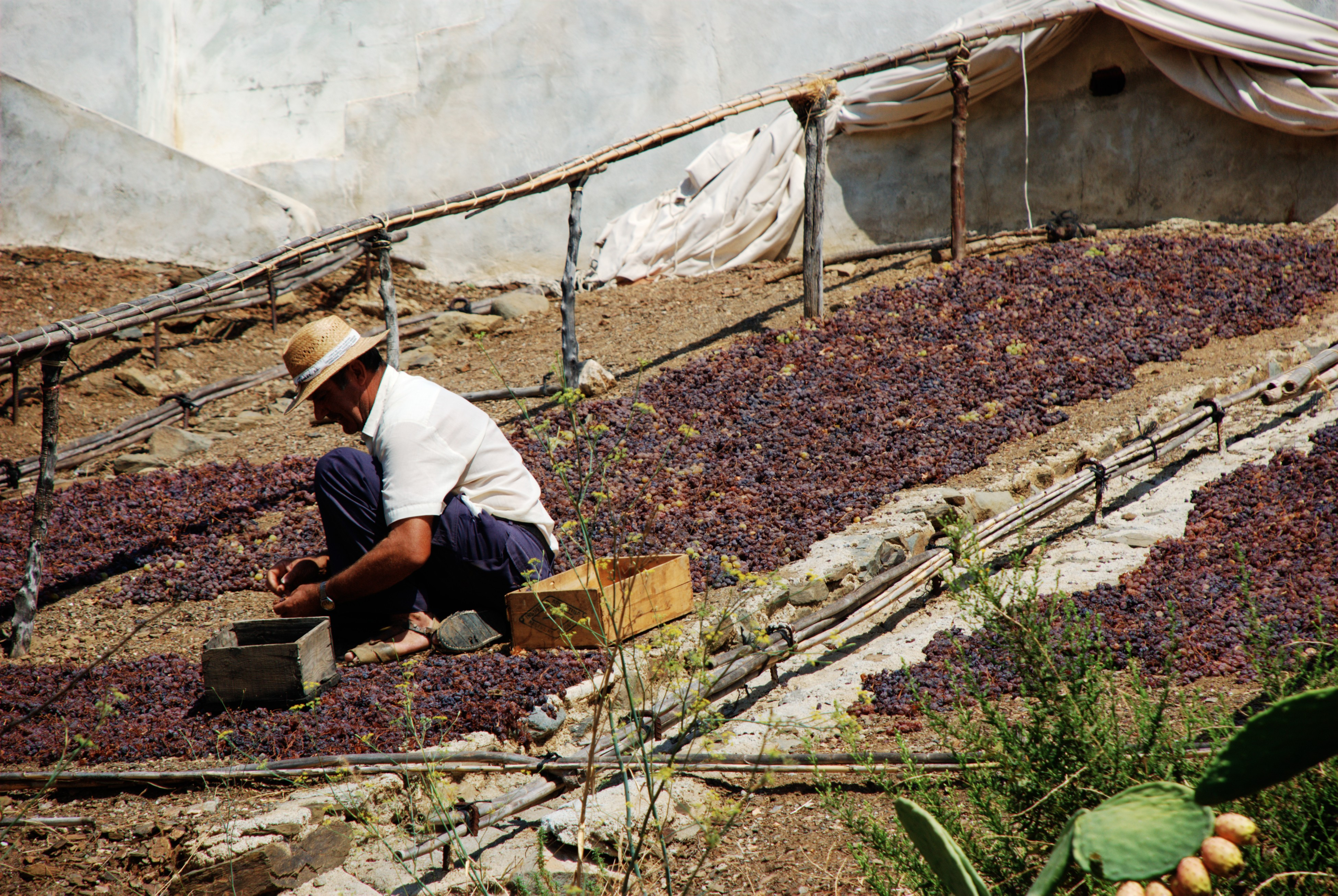
Passerillage hors souche à Málaga ; le séchage donne une couleur brun rouge au raisin blanc.
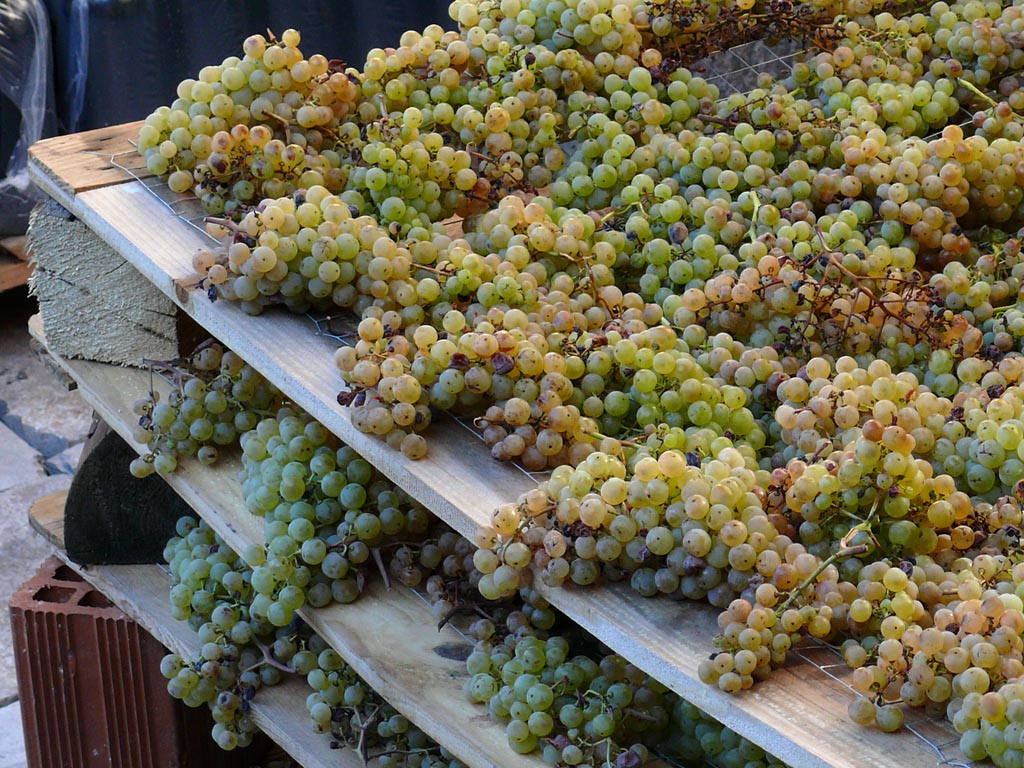
Passerillage hors souche de raisin en Slovénie.
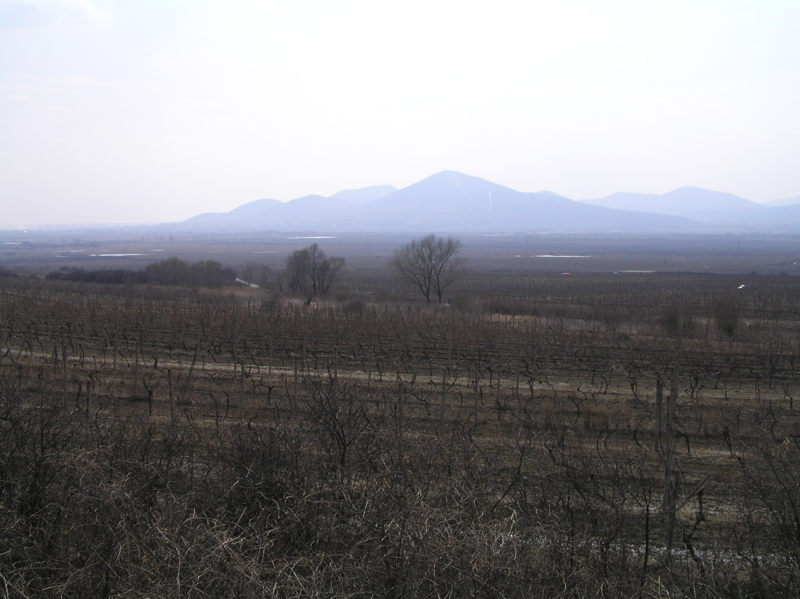
Vignoble brumeux de tokay slovaque.
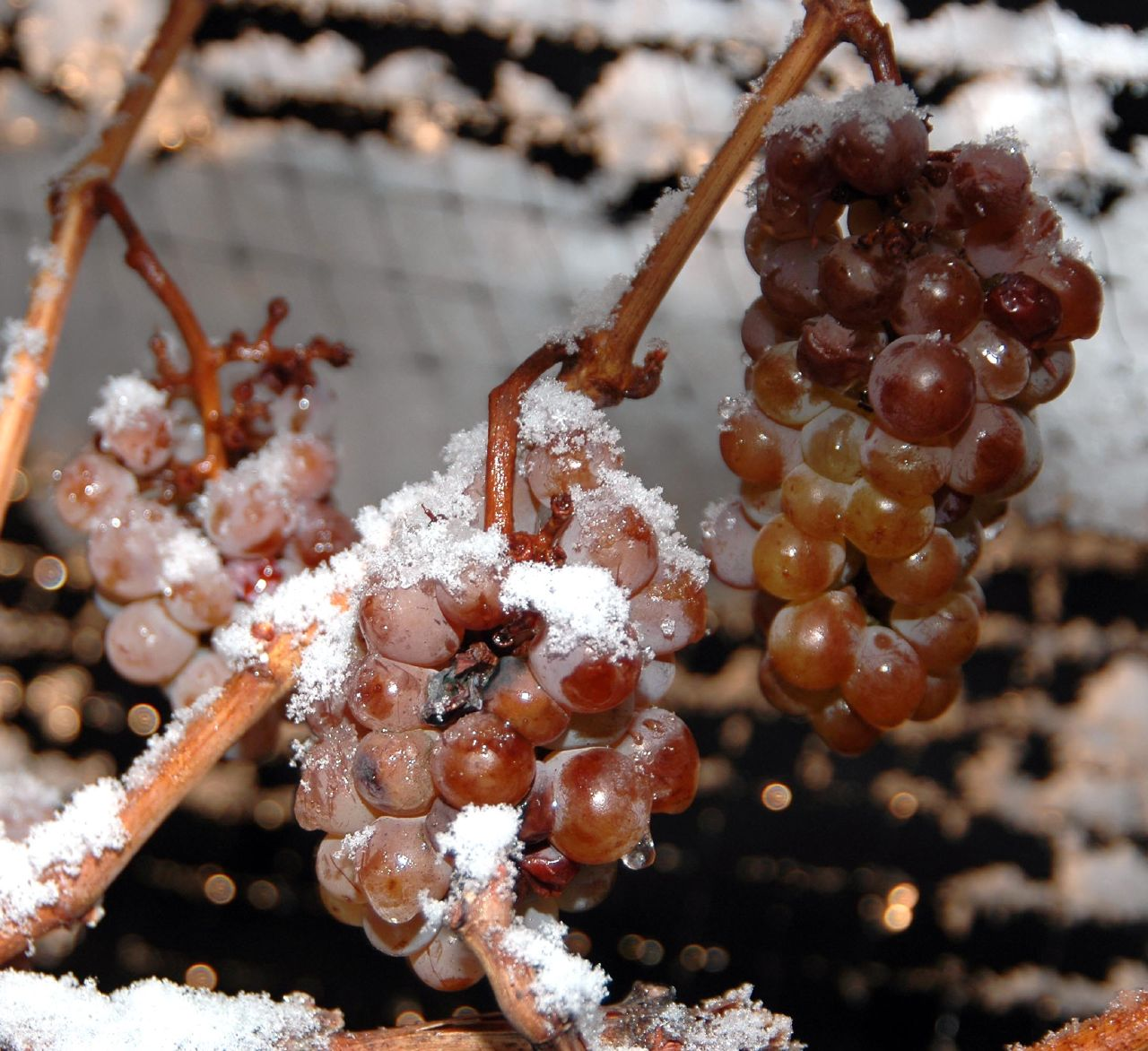
Grappes de raisin gelées destinées à l'élaboration de vin de glace.
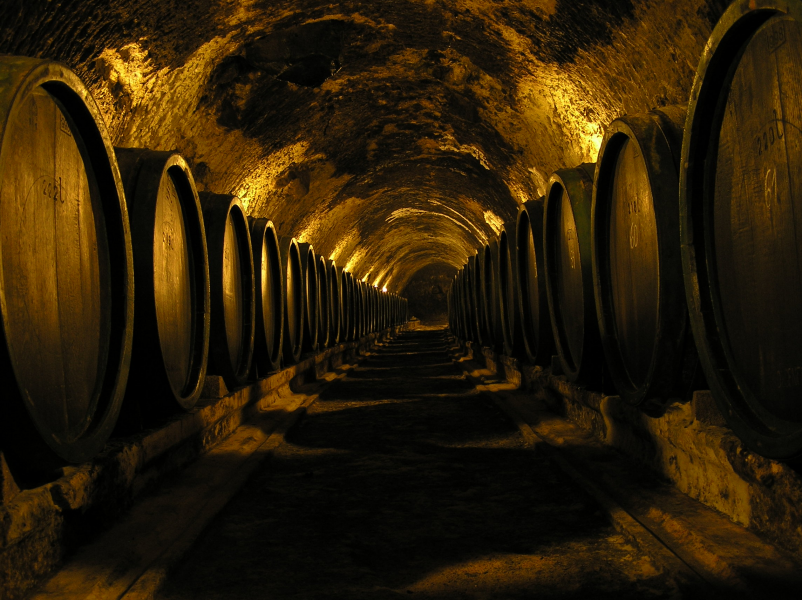
Cave de vieillissement de tokay en Slovaquie.
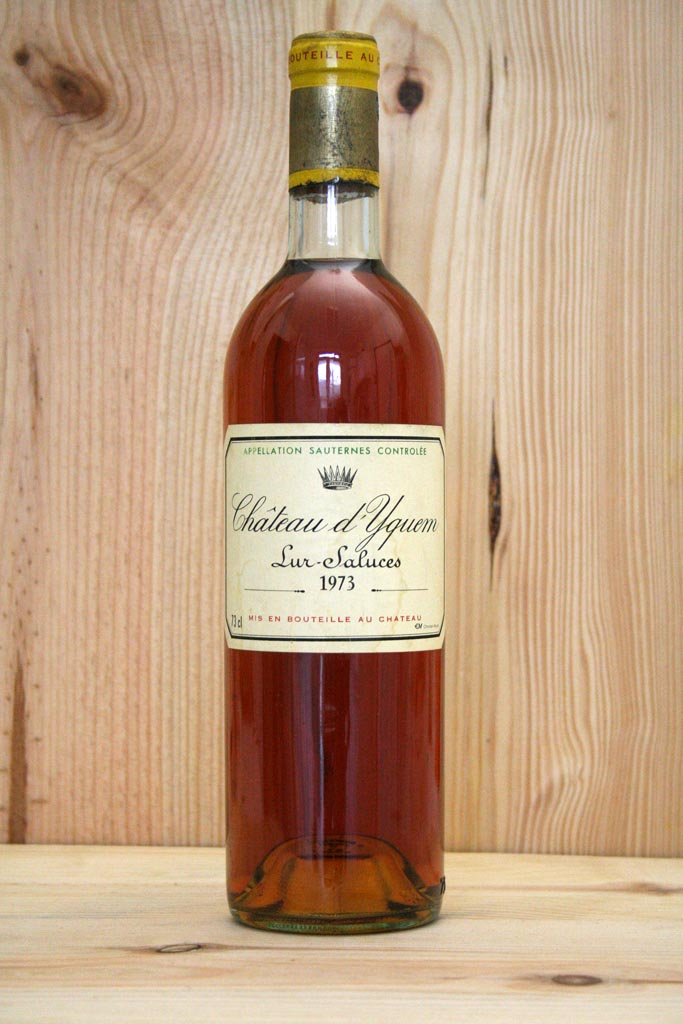
Bouteille d'un sauternes, grand vin liquoreux.
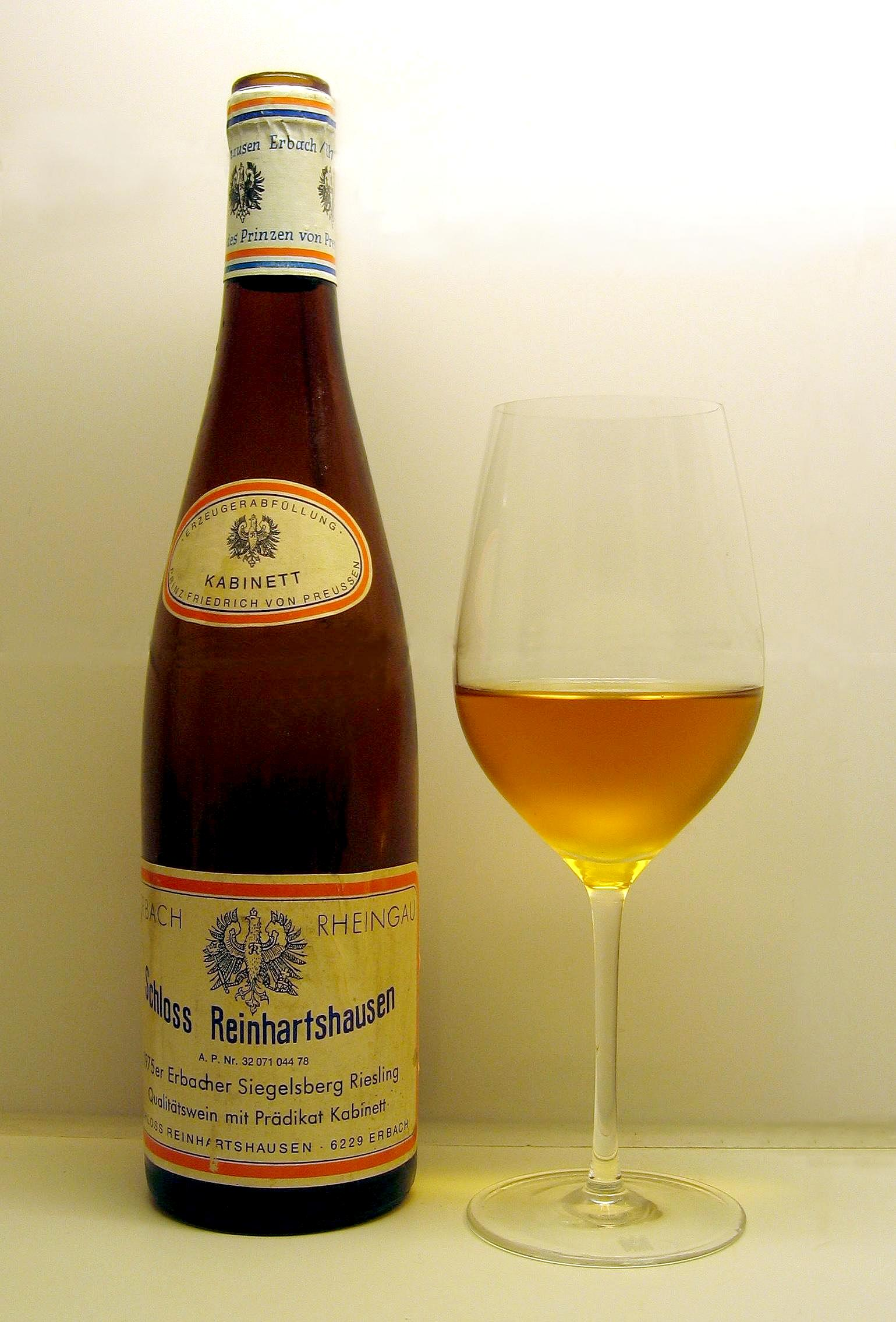
Couleur ambrée pour ce vieux riesling allemand ouvert après 32 ans en bouteille.

### Vin blanc effervescent
Vins de fête par excellence à l'image prestigieuse véhiculée par le champagne, les effervescents sont issus de pratiques très différentes. Par opposition aux effervescents, les vins sans mousse sont des « vins tranquilles ».
Le vin effervescent ou mousseux est un vin, majoritairement blanc, qui contient du gaz de fermentation (dioxyde de carbone). Le premier vin effervescent date de la première vinification ; en effet, lors de la fermentation alcoolique de tous les vins, les levures produisent du dioxyde de carbone. En cours de fermentation, tous les vins sont effervescents. Pour la majorité d'entre eux, le gaz s'échappe et ne reste pas dissous. Les modes de production des vins mousseux visent donc à conserver dissous dans le vin, le CO2 responsable des bulles de mousse :
- la « méthode traditionnelle » qui fut un temps appelée « méthode champenoise », consiste à vinifier le vin blanc ou rosé comme pour un vin tranquille. Le vin est ensuite additionné d'une liqueur de tirage et embouteillé ; une seconde fermentation se produit en bouteille grâce aux levures et au sucre de la liqueur de tirage. Le vin est ensuite dégorgé, puis additionné de la liqueur de dosage (liqueur plus ou moins sucrée selon le produit final désiré : brut, demi-sec, doux).
- la « méthode rurale » ou « méthode artisanale » concerne un vin sur lequel la fermentation a été interrompue par le froid (autrefois, c'est l'arrivée de l'hiver qui bloquait la fermentation). Le sucre restant finit de fermenter dans la bouteille, produisant du gaz dissous. C'est la méthode mise au point par les producteurs de gaillac[89] et blanquette de limoux[90] ;
- la « méthode par transfert » reprend la méthode traditionnelle ; après la prise de mousse, les bouteilles sont débouchées et le vin est assemblé en cuve close sous pression. Il y est filtré avant d'être remis en bouteille ;
- la « méthode dioise » : après prise de mousse de type méthode rurale, le vin est filtré en cuve close comme pour la méthode par transfert ;
- la « méthode de la cuve close » : la seconde fermentation a lieu en cuve close. Le vin est filtré puis embouteillé sous pression[91] ;
- la « méthode continue » ou « méthode russe » : le vin passe de cuve close en cuve close. Dans ces dernières, les levures sont fixées sur des copeaux de chênes. Après filtration, le vin est embouteillé sous pression ;
- la « méthode par gazéification » : le vin de base est additionné de la liqueur de dosage, puis du dioxyde de carbone alimentaire est injecté dans la cuve. Le vin est embouteillé sous pression. C'est la méthode d'élaboration des vins mousseux aromatisés.

| Les majeurs producteurs mondiaux de vins effervescents |                                |
| Pays                                                   | Millions d'hectolitres (Fonti) |
| France                                                 | 4,8                            |
| Italie                                                 | 2,9                            |
| Allemagne                                              | 2,5                            |
| Russie                                                 | 2,25                           |
| Espagne                                                | 1,6                            |
| États-Unis                                             | 1,3                            |
| Thaïlande                                              | 70-80                          |
| Ukraine                                                | 50-70                          |
| Pologne                                                | 40-54                          |

Rendu célèbre par le champagne, utilisé pour baptiser les grands navires lors de leur lancement, produit dans presque tous les pays viticoles, le vin effervescent est devenu aujourd'hui une référence pour apporter une image festive et commémorative à un évènement. Ce côté exceptionnel se retrouve dans l'habillage de la bouteille. D'abord, la pression du gaz exige une bouteille plus lourde ; ensuite le bouchon avec sa forme de champignon est retenu par un muselet métallique ; enfin, le haut de la bouteille est recouvert d'une enveloppe métallisée, dorée ou argentée.

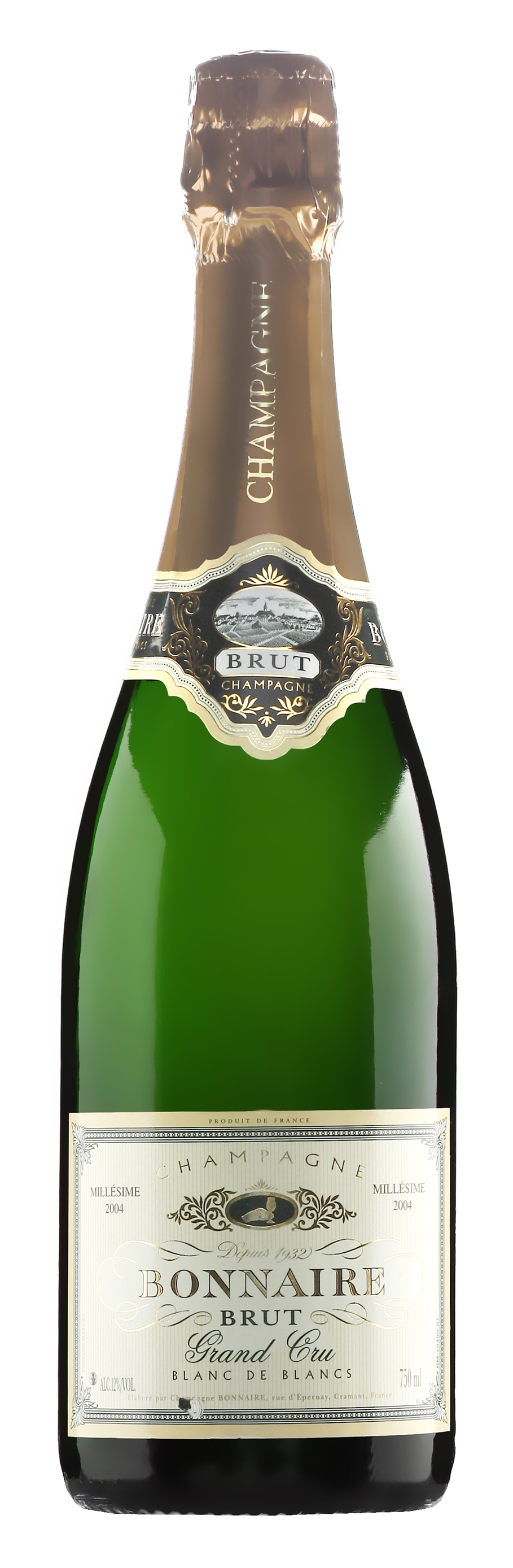
Bouteille de vin effervescent avec son habillage particulier.
Vin effervescent, vin de fête. Peder Severin Krøyer, 1888, Konstmuseum de Stockholm.
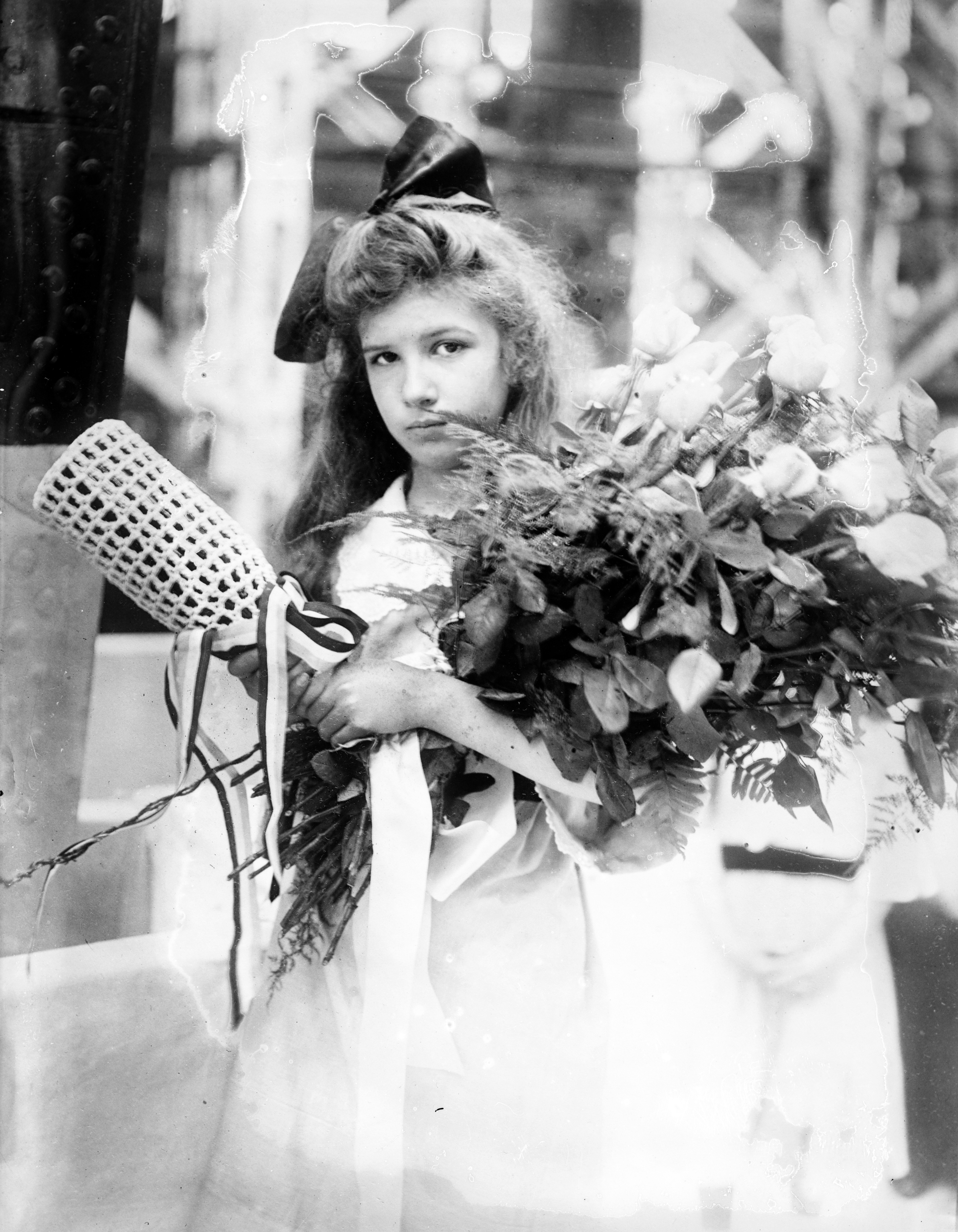
Baptême du destroyer USS Wainwright en 1915[N 6].
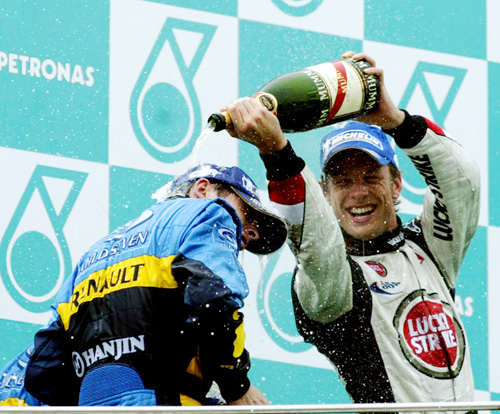
Image conventionnelle des effervescents, vins de célébration (ici, victoire automobile).

### Vin blanc muté
Un vin muté est un vin dans lequel a eu lieu une adjonction d'alcool. Dans cette catégorie entrent trois types de produits viniques, selon le stade fermentaire auquel le mutage a eu lieu :
Les mistelles, ou vins de liqueur, sont des jus de raisin dont la fermentation est empêchée par un mutage à l'alcool. Même si l'absence de fermentation peut prêter à discussion sur leur appartenance au vin, il s'agit de produits alcoolisés issus du raisin. Le pineau des Charentes, le floc de Gascogne ou le macvin du Jura sont trois AOC françaises de mistelles.
Les vins doux naturels sont des vins où la fermentation est stoppée avant son achèvement. L'alcool ajouté permet de conserver du sucre du raisin, garant de sa douceur à la dégustation. La majorité des vins de muscat entrent dans cette catégorie (muscat de Beaumes-de-Venise, muscat de Rivesaltes, muscat de Mireval, moscatell catalan, moscato d'Asti...), comme les porto blanc ou madère.

### Vin blanc fortifié
Les vins blancs fortifiés sont des vins dont la fermentation est achevée. Une quantité d'alcool est ajoutée pour augmenter leur degré alcoolique. Ils vieillissent ainsi plus longtemps, donnant des vins à la capacité de garde très rallongée. Parmi ces vins, sont le xérès ou certains portos blancs secs.

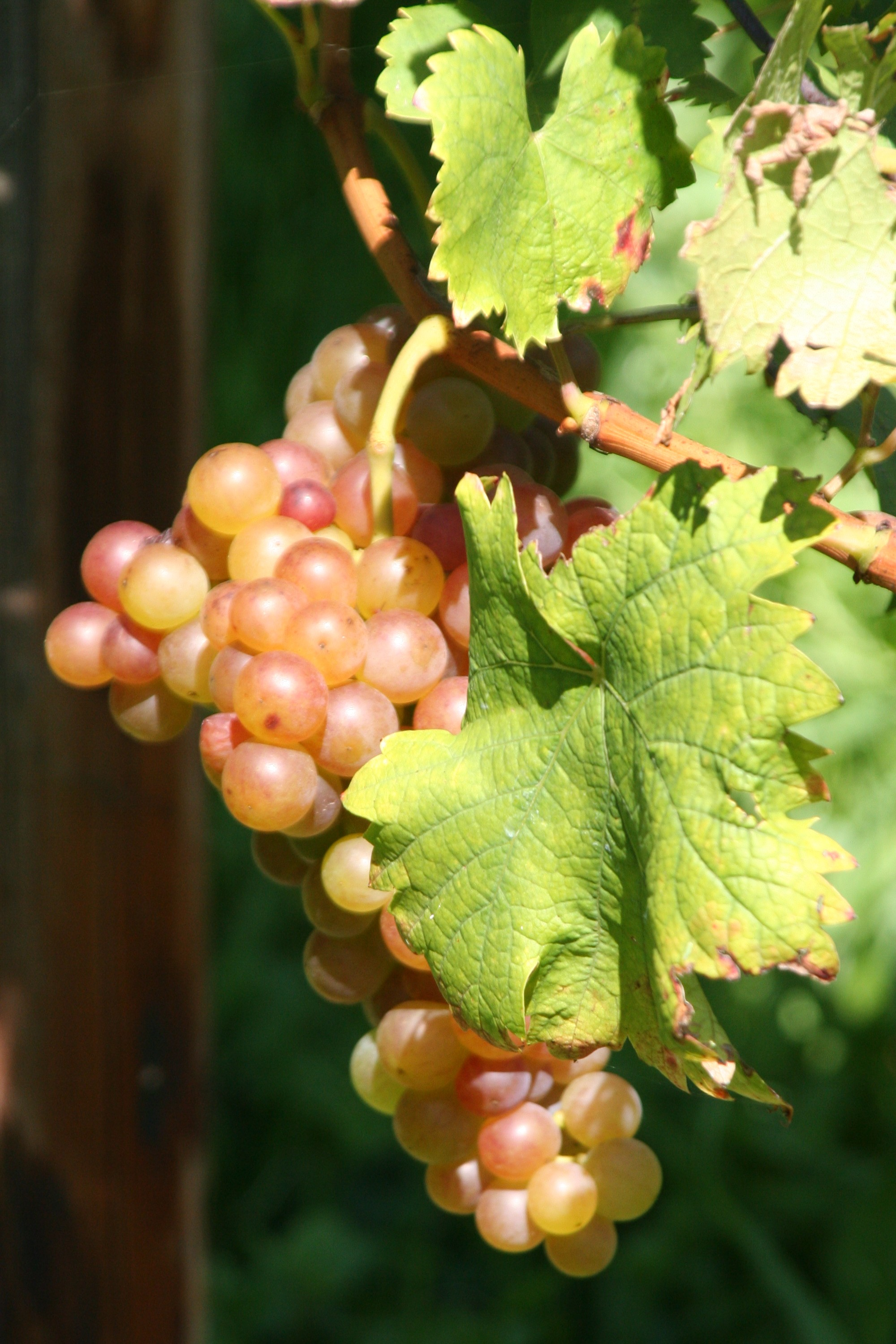
Muscat rose à petits grains Rs.
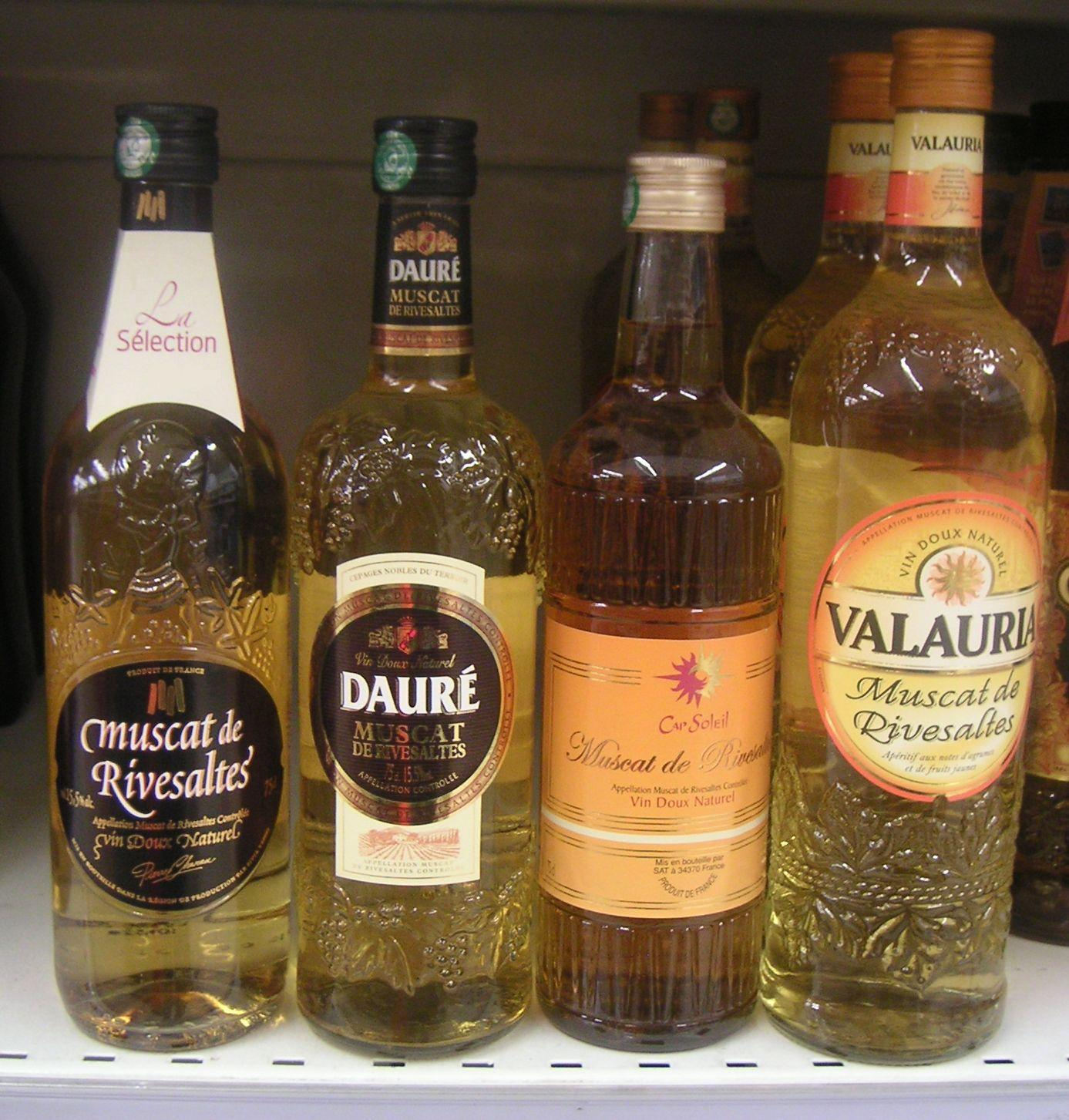
Bouteilles de muscat de Rivesaltes.
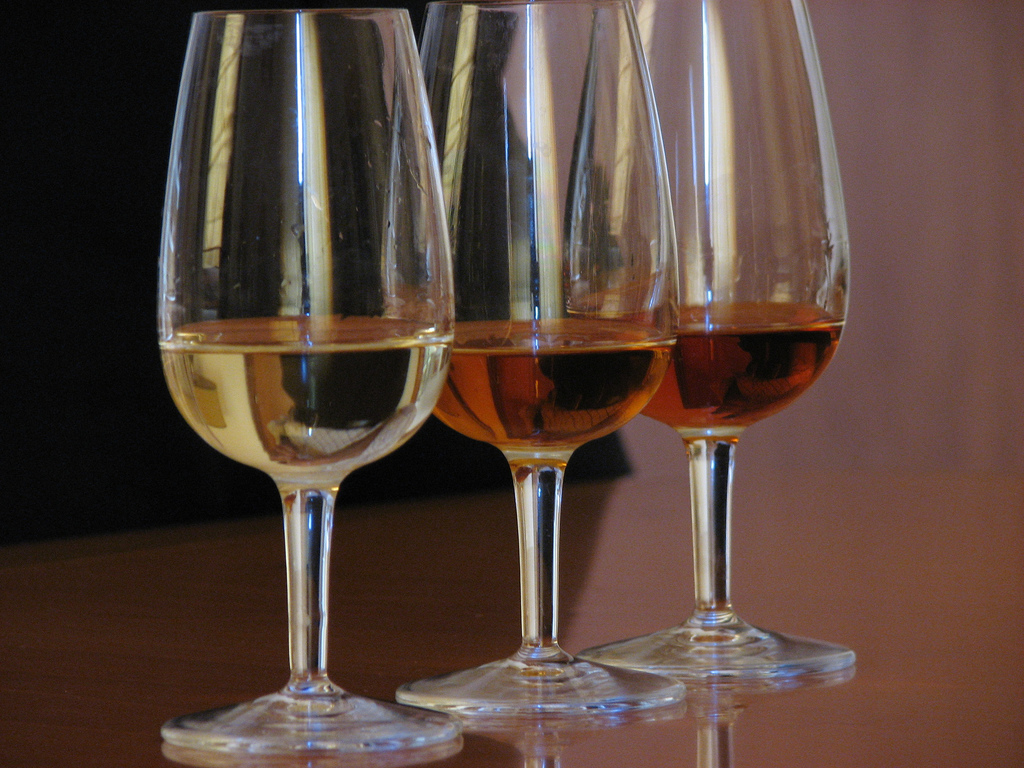
Nuances dans la couleur des marsala.
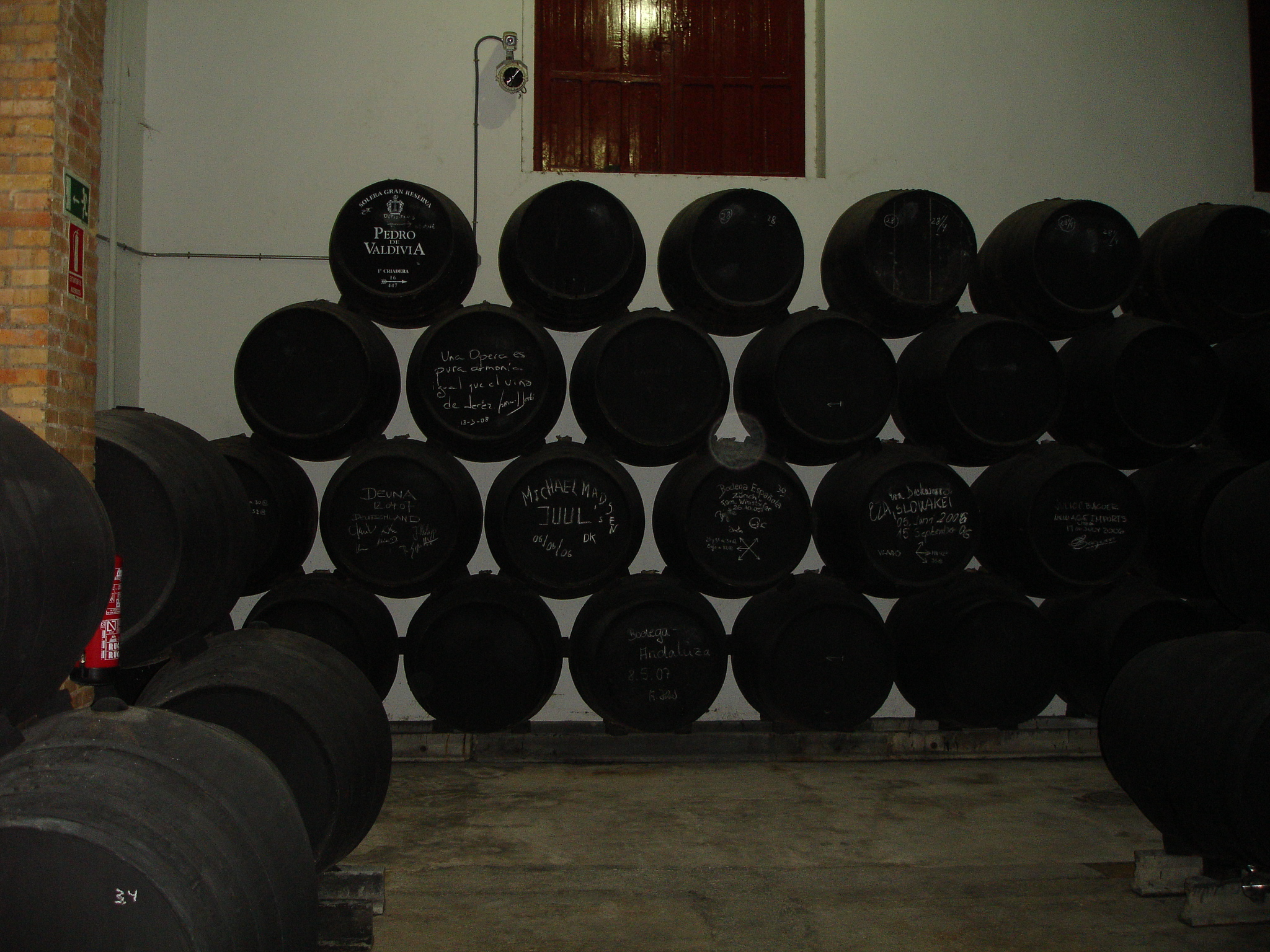
Vieillissement du xérès en solera.

## Aspect culinaire

### Service du vin blanc

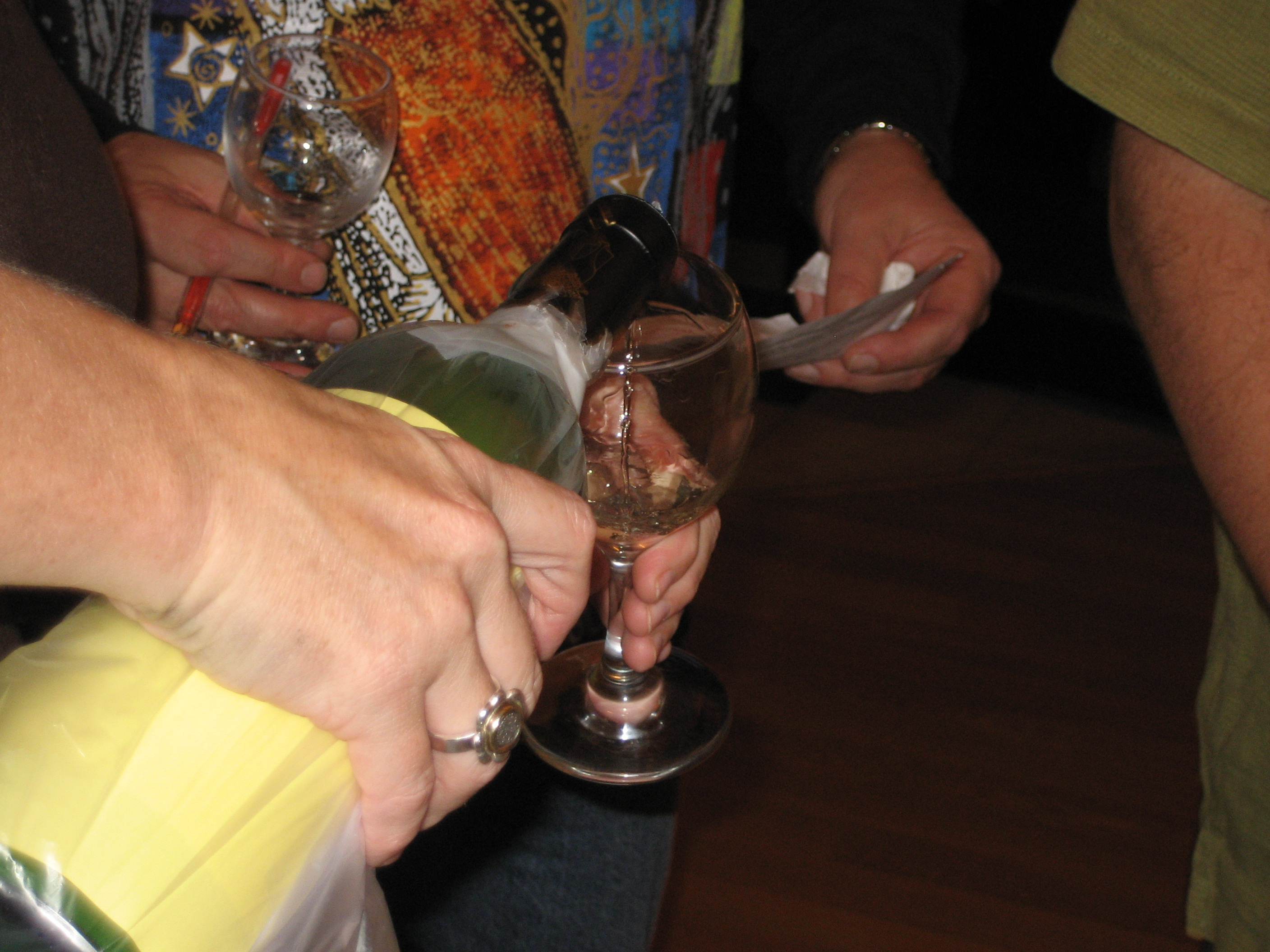
Service du vin blanc

La température de service est un critère permettant de mettre un vin dans les meilleures conditions de dégustation. Le vin doit être rafraîchi, mais ne pas être servi glacé. Entre 8 et 9 °C, la fraîcheur accentue la vivacité des bulles d'un vin effervescent et atténue la sucrosité d'un vin moelleux ou liquoreux. Pour un vin sec aromatique, le service entre 10 et 12 °C stimule la vivacité et donne de la fraîcheur aux arômes. Enfin, les grands vins blancs supportent une température entre 12 et 14 °C, permettant aux arômes et à la structure de se révéler.

### Mariages du vin blanc et des mets
L'acidité du vin blanc sec est atténuée par les plats salés ou légèrement sucrés, alors que le vin accentue le côté salé de la nourriture et tempère la lourdeur des mets gras. Le vin doux accompagne bien les plats sucrés et les mets salés atténuent la lourdeur du sucre et stimulent le fruit.
À l'apéritif, le vin sec parfumé ou le vin effervescent s'accorde avec les mises en bouches. Les spécialistes de la dégustation, considèrent que le sucre ou l'alcool de certains vins a un effet saturant sur les papilles gustatives ; la vivacité fruitée les éveille au contraire au repas à venir.

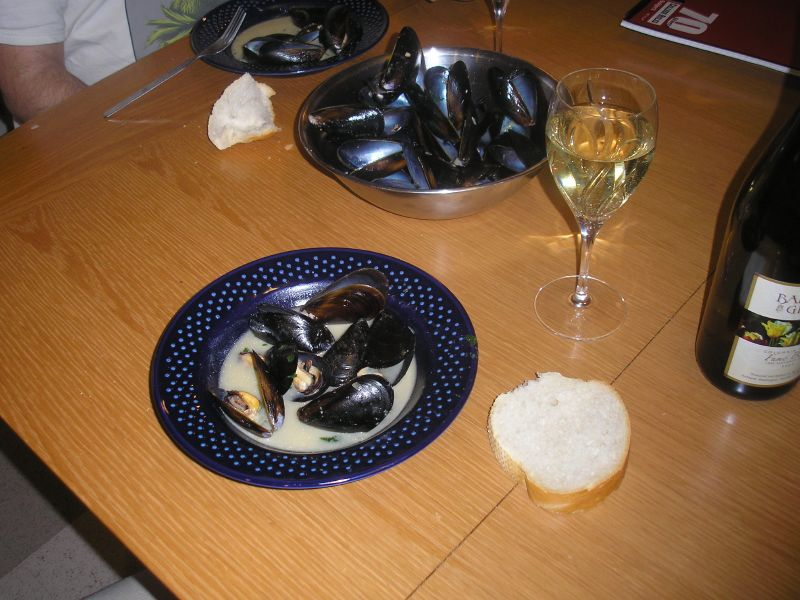
Moules et vin blanc

À table, les vins très secs, un peu minéraux, sont recommandés avec les huîtres et les fruits de mer : leur acidité révèle la salinité des coquillages. Les vins plus parfumés accompagnent bien les crustacés, les poissons ou viandes blanches pochées. Pour les plats en sauce, l'acidité du vin blanc contrebalance la lourdeur du gras. Si la sauce est bien équilibrée par un ingrédient vif (jus de citron ou moutarde), un vin plus opulent peut être conseillé : moelleux ou vin sec élevé en barrique. Les vins sucrés, moelleux ou liquoreux sont une bonne option pour les plats exotiques aux épices douces (tajine, cuisine à la cannelle, à la vanille...). Les vins blancs liquoreux sont préconisés avec le foie gras. Les vins effervescents peuvent intervenir à tous les niveaux du repas, leur diversité l’autorise. Ce choix permet par ailleurs de garder le même vin du début à la fin du repas.
Les gastronomes préfèrent généralement le vin blanc au rouge pour accompagner le fromage, son acidité s'accordant très bien aux matières grasses du laitage. Les vins secs aux arômes minéraux comme le sauvignon ou certains chardonnay révèlent le goût lacté des fromages de chèvre. Les vins aromatiques, tels le gewurztraminer et certains effervescents supportent le goût puissant des fromages à pâte molle à croûte lavée (maroilles, époisses, munster, etc.). Les vins blancs secs neutres (Castille la Manche, trebbiano italien) conviennent bien aux fromages de brebis gras et un peu piquant que sont le manchego ou le pecorino romano. Les fromages à pâte pressée cuite requièrent un vin gras, boisé ; l'accord parfait entre le comté et le vin jaune du Jura souligne ce mariage. Les vins liquoreux sont recommandés avec les fromages à pâte persillée (Bleus ou Roquefort). Dans ce cas, la moisissure du fromage (Penicillium roqueforti) et celle du vin (pourriture noble) formant un ensemble très harmonieux.
Le vin blanc est aussi un vin de dessert. Tous les choix sont permis, même si les moelleux et liquoreux sont plus à l'aise dans cet exercice. Les vins parfumés (gewurztraminer, muscats), effervescents ou moelleux s'accordent bien avec les desserts aux fruits (salade, tarte). Les liquoreux et les effervescents supportent la richesse des desserts à base de crème ou de beurre. Les crèmes brûlées ou caramel qui allient sucre et crème, peuvent être consommées avec un vin doux et vif, comme le jurançon ou une vendange tardive. Le chocolat nécessite un vin très puissant ; le choix en vin blanc est assez limité : un vin doux naturel ambré étant le meilleur compromis.
Plus que pour les autres vins, le vin blanc est aussi un vin qui peut être consommé entre les repas. Cette habitude anglo-saxonne et germanique requiert un vin moelleux ou un vin sec et fruité.

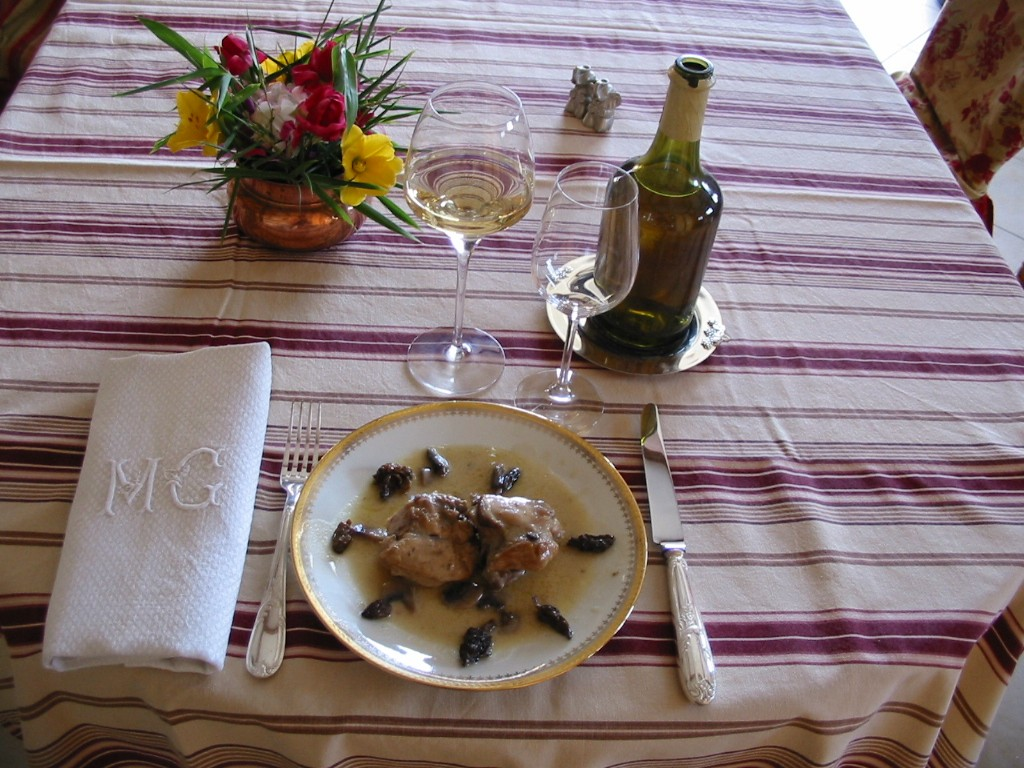
Poulet de Bresse aux morilles et au vin jaune.
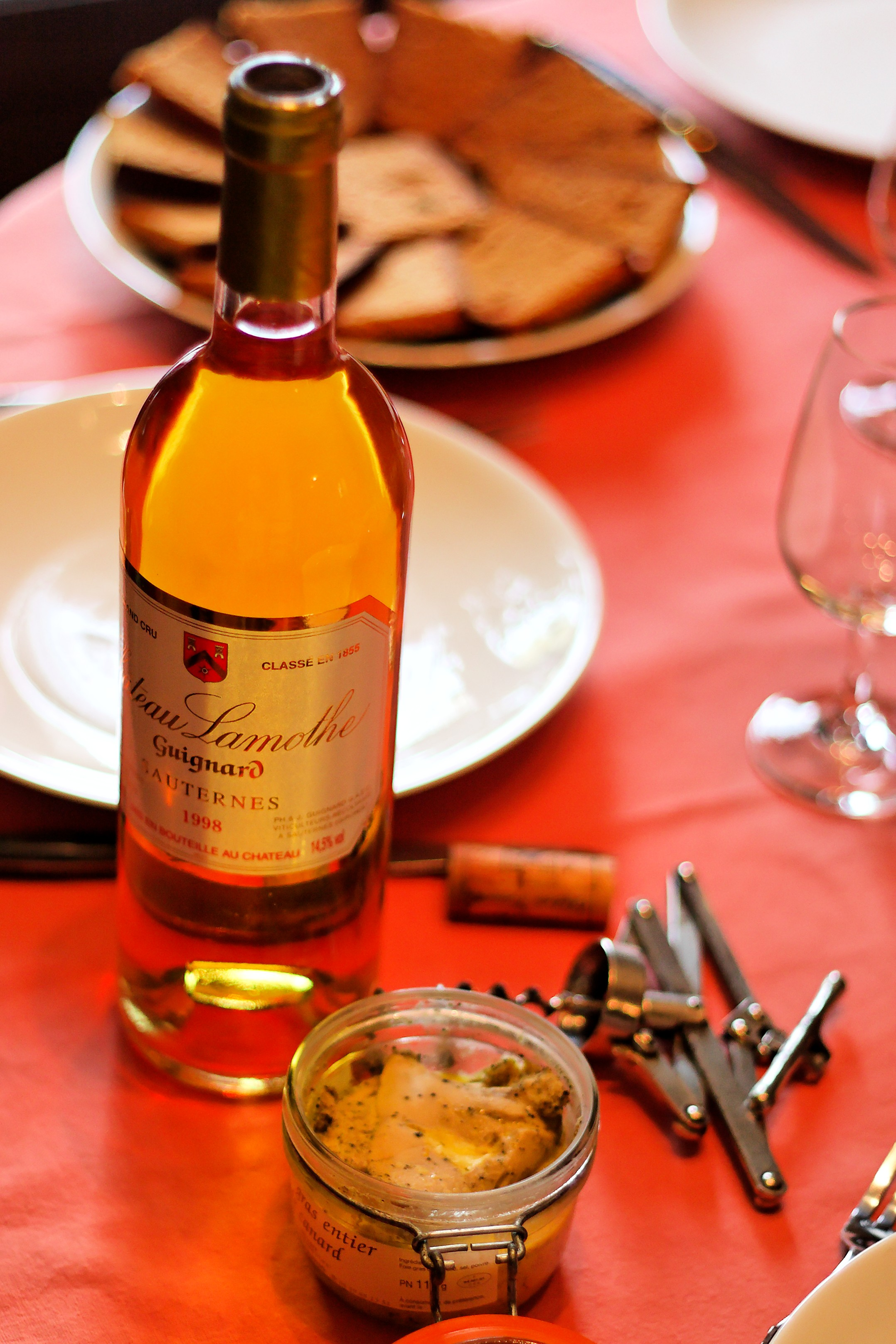
Foie gras et liquoreux.
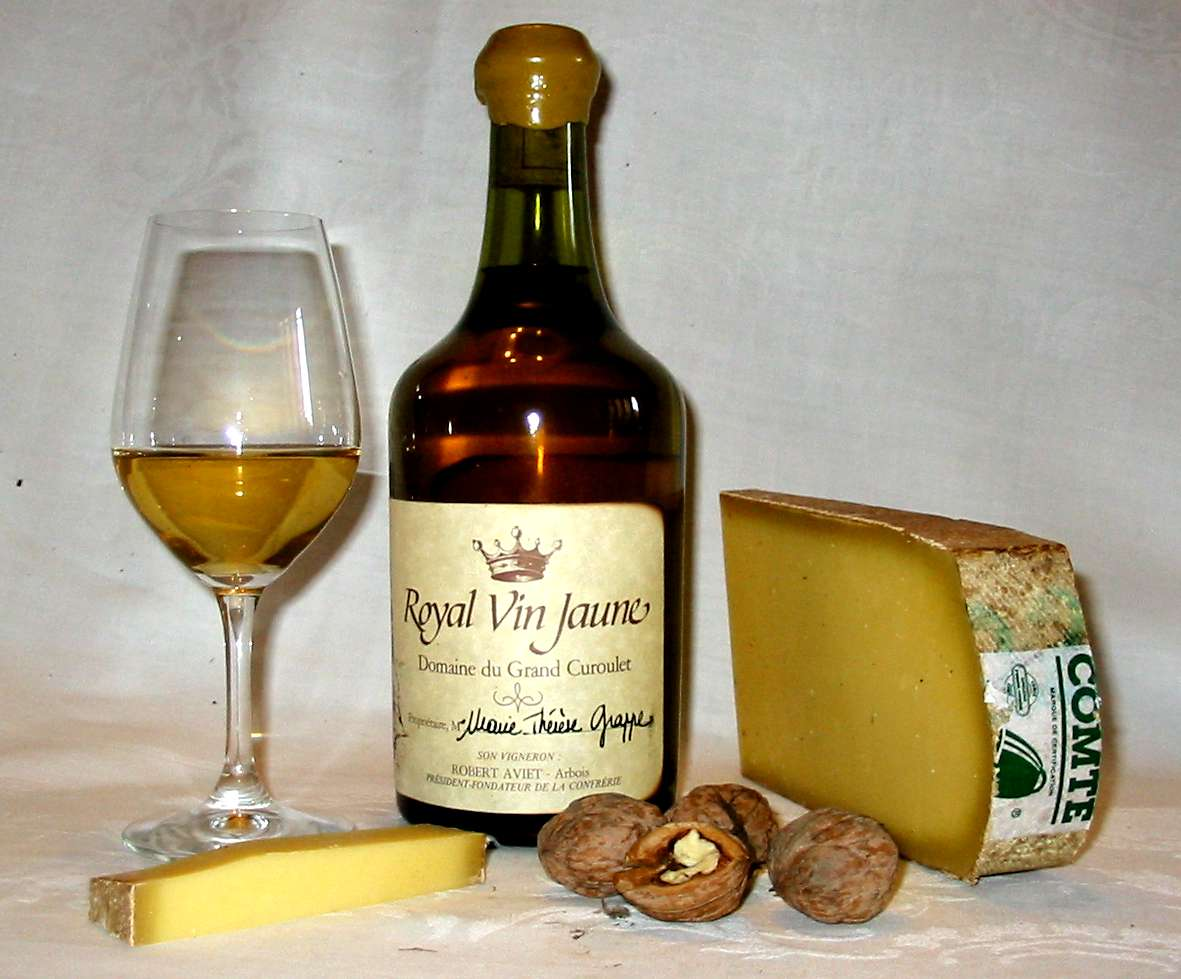
Vin jaune, comté et noix.
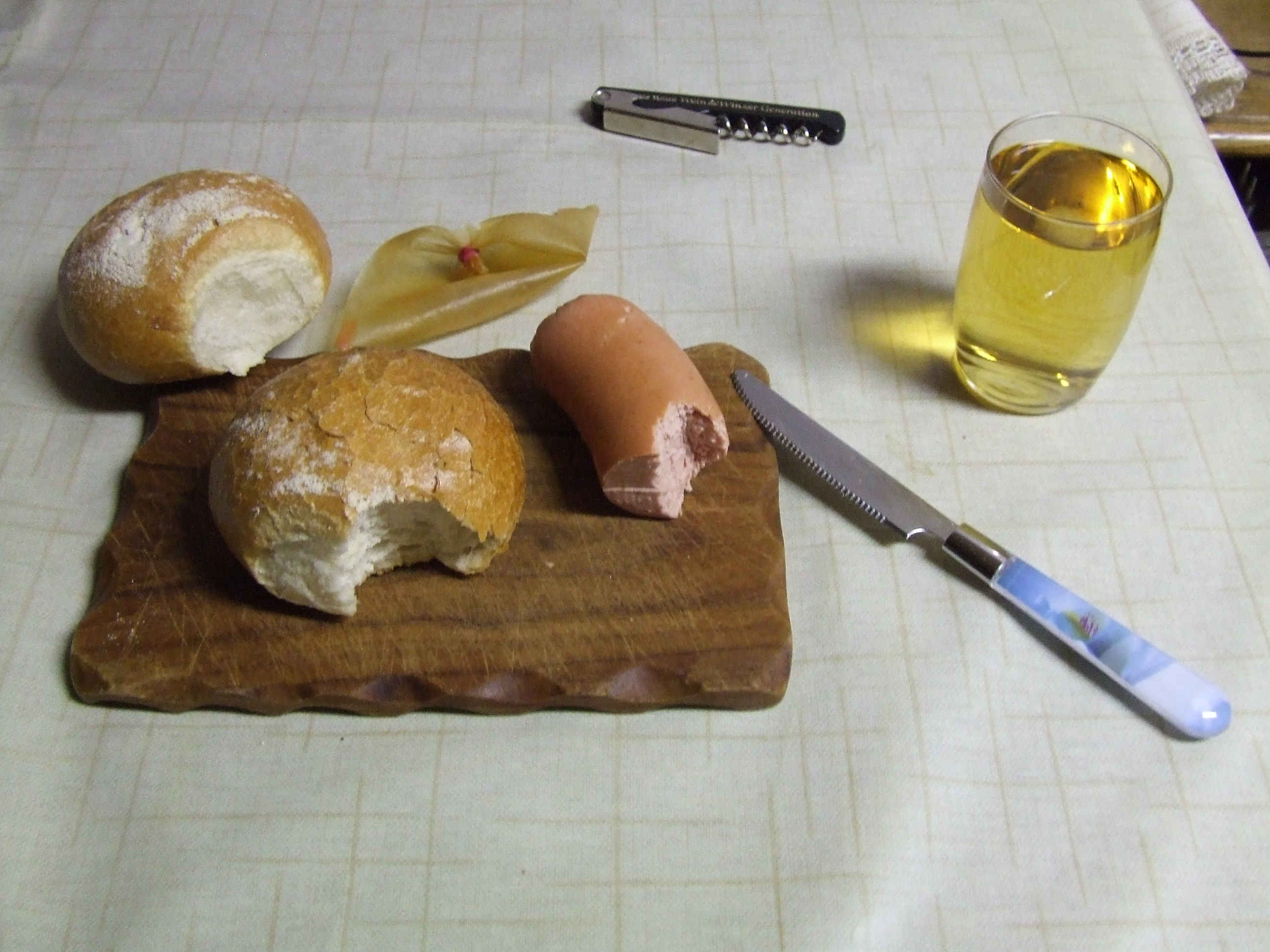
Même sur le pouce…

### Vin blanc comme ingrédient de plat
Le vin blanc est régulièrement utilisé comme ingrédient. Son acidité s'équilibre bien avec le gras, lui ôtant un excès de lourdeur. Cette acidité affine aussi la viande ou le poisson ; elle permet de briser les fibres de la chair pour la rendre plus tendre. Le rôle du vin blanc est similaire à celui du jus de citron utilisé dans les mêmes conditions ; autrefois, le verjus a aussi rempli cette mission. Le vinaigre combine l'acidité avec une sensation brûlante qui confère aux recettes où il est employé un côté aigre-doux caractéristique.
Comme moyen d'équilibrer le gras, le vin blanc intervient dans la préparation de sauces, comme pour la sauce ravigote, la sauce béarnaise, la sauce marinière, etc. Le déglaçage des sucs de cuisson est aussi un rôle que le vin blanc peut remplir parfaitement ; réalisé avec un vin blanc sucré, il donnera une sauce aigre-douce ou sucrée-salée. Dans la fondue au fromage, la vivacité du vin blanc sec s'équilibre avec le gras du fromage. La fraîcheur du vin comme boisson de table s'oppose aussi à la chaleur de la fondue.
Dans les marinades, c'est son pouvoir d'attendrir les fibres protéiques qui est utilisé. Parfois, il permet même de se passer de cuisson, comme dans le carpaccio de thon à l'italienne.
Le vin blanc est aussi utilisé comme mouillant pour une cuisson lente. Dans ce type de plat, il combine l'assouplissement de la viande et l'équilibre du gras de la sauce. Il joue ce rôle dans le cas de la choucroute, du baeckeoffe ou du risotto et dans les fonds de sauce de préparations de viandes blanches comme dans l'osso buco ou la blanquette de veau, la poularde aux morilles et ses variantes, le poulet à la comtoise et le coq au vin jaune, le lapin ou avec la charcuterie comme pour les diots, les tripoux. Il est aussi utilisé pour préparer les plats de poissons et fruits de mer qu’il accompagne à table, comme la pôchouse de Bourgogne, le navarin de lotte, la blanquette de limande, les moules au vin blanc ou un pot-au-feu de la mer.
Une règle communément admise par les gastronomes est de servir à table le même vin que celui qui a été utilisé en cuisine.

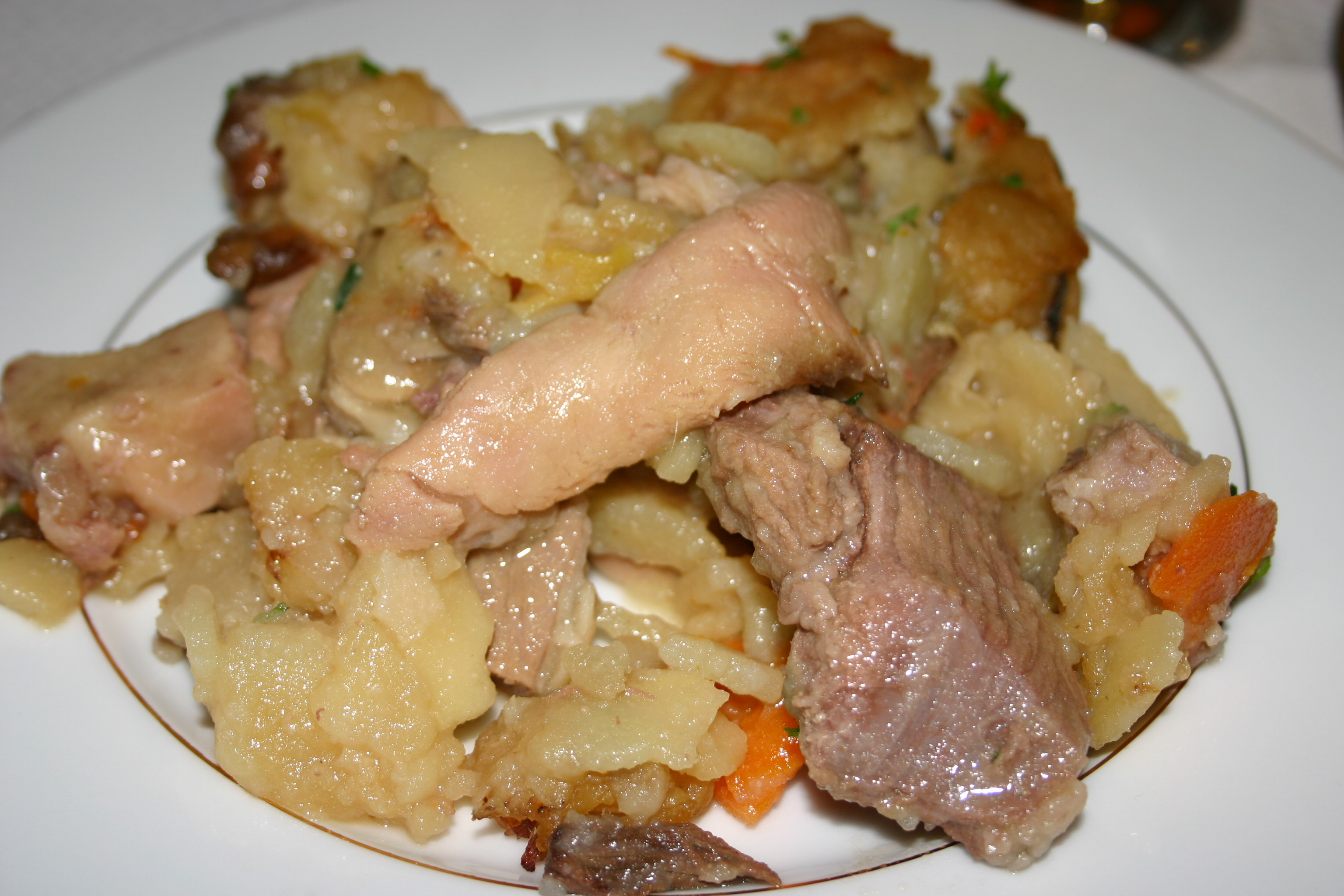
Baeckeoffe cuisiné au vin blanc.
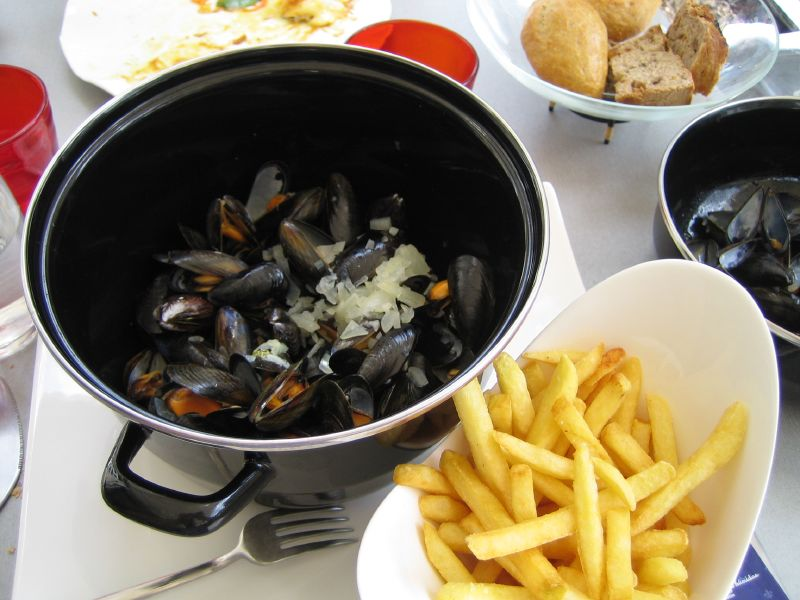
Moules au vin blanc et frites.
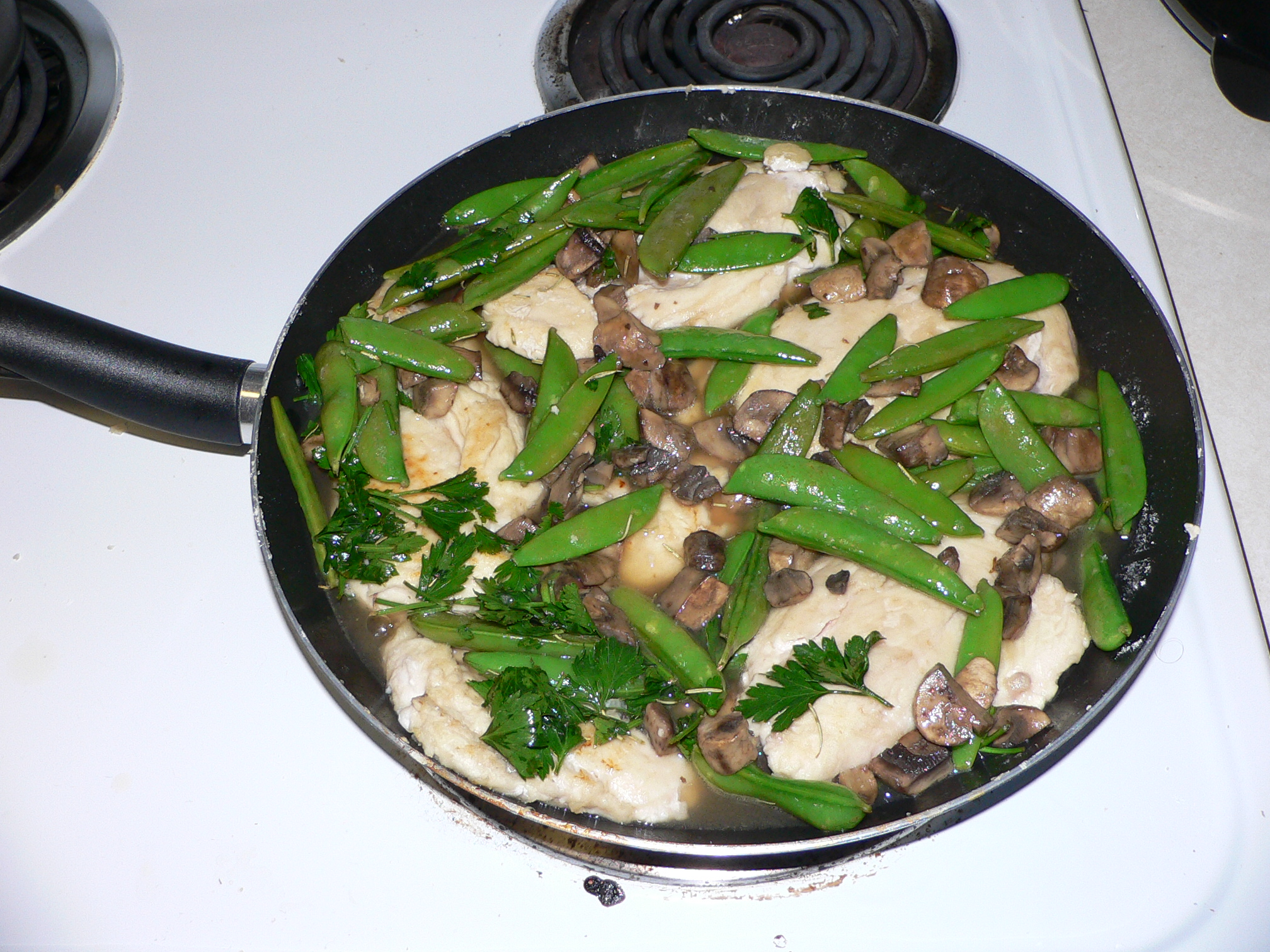
Poulet au marsala.
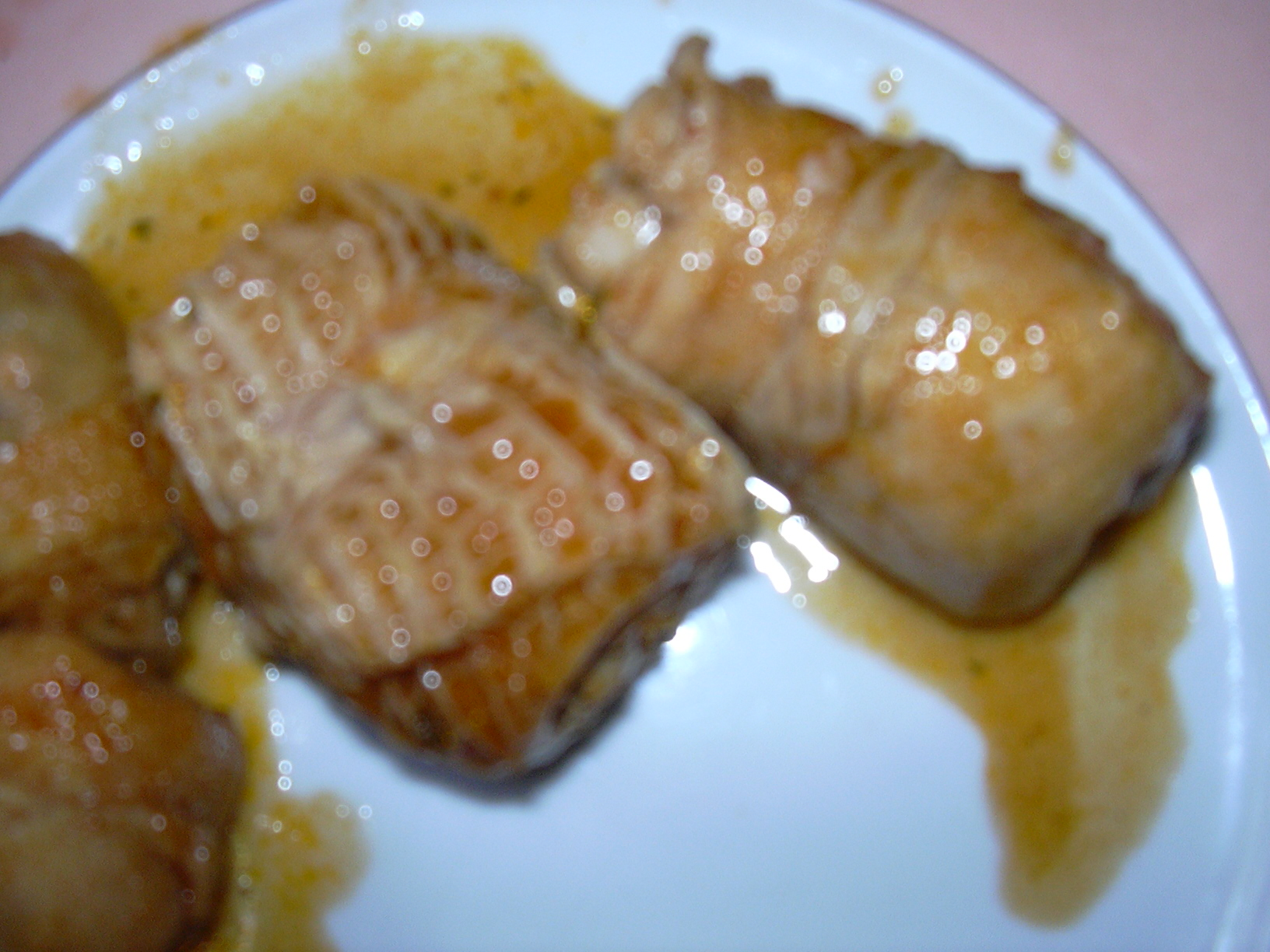
Tripoux aveyronnais.
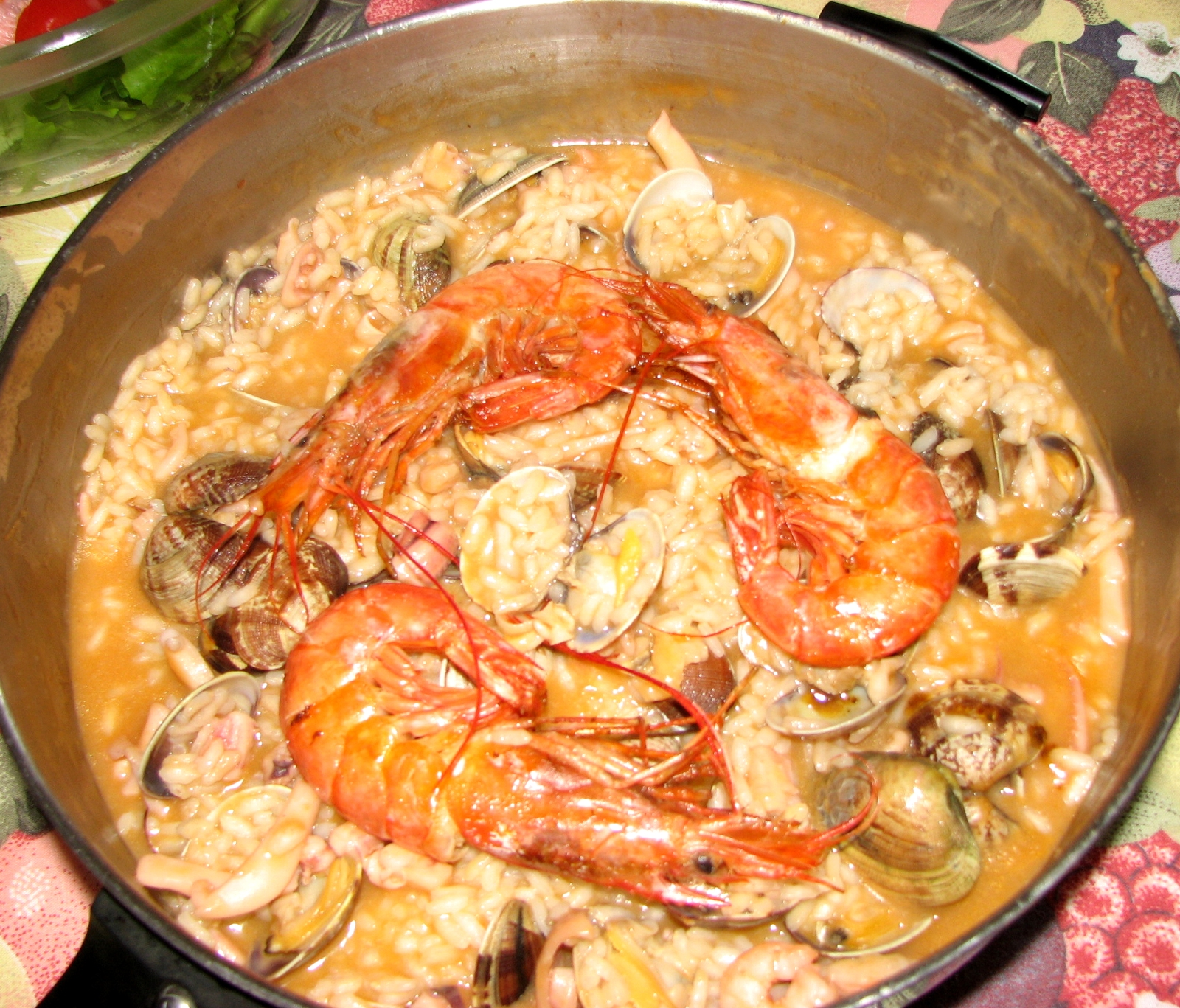
Risotto aux gambas.
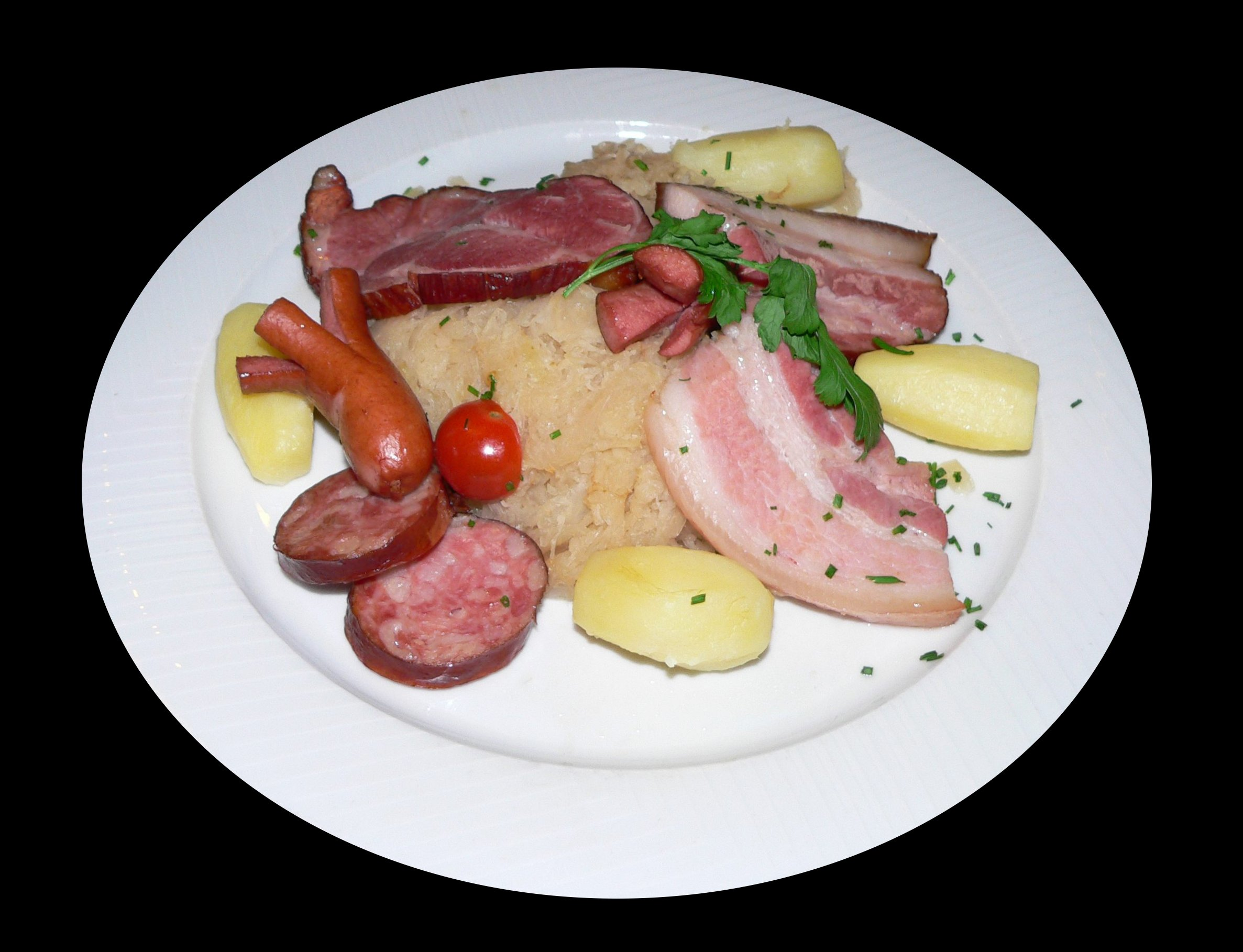
Choucroute garnie alsacienne.
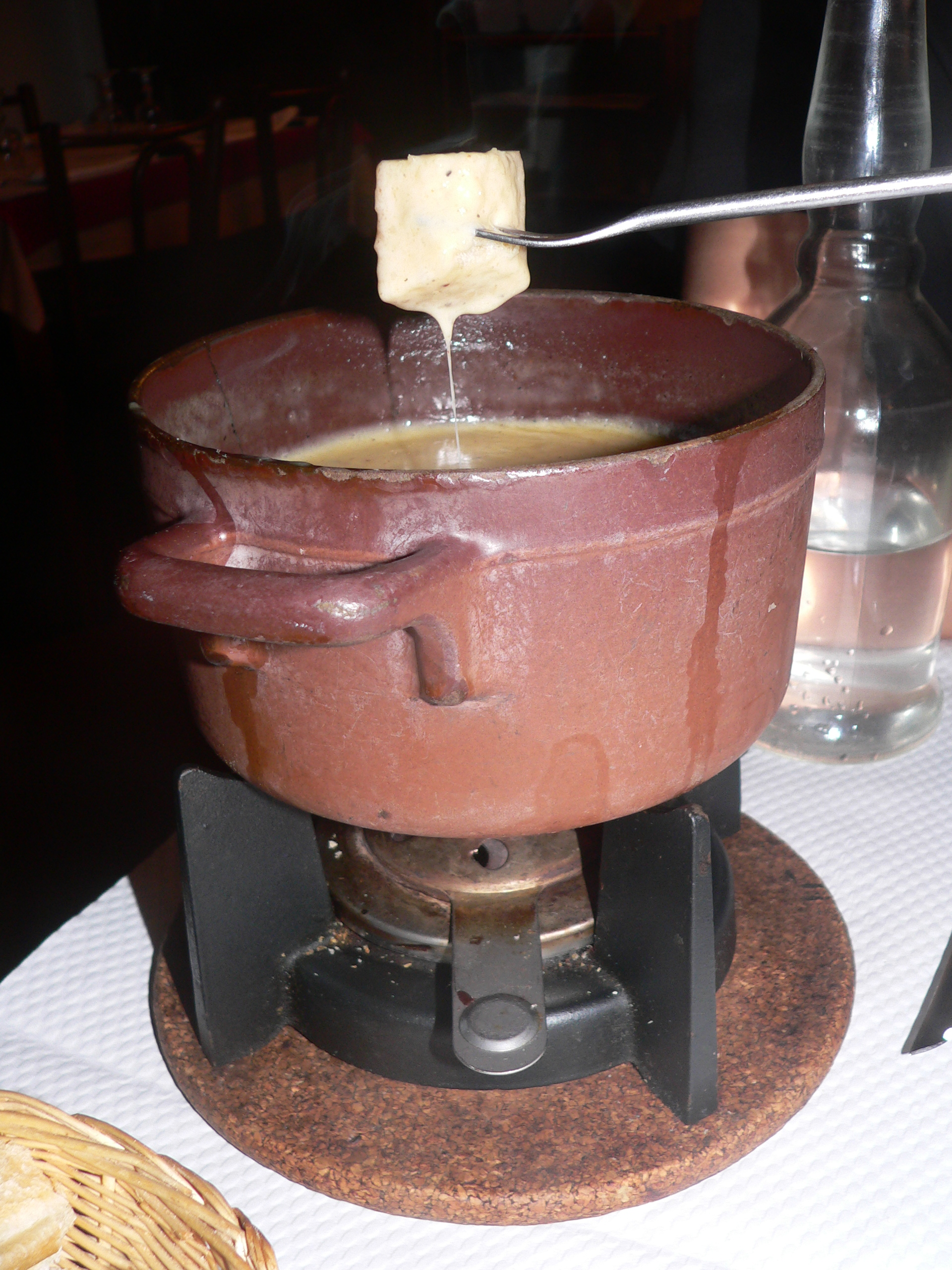
Fondue suisse ou savoyarde au fromage.
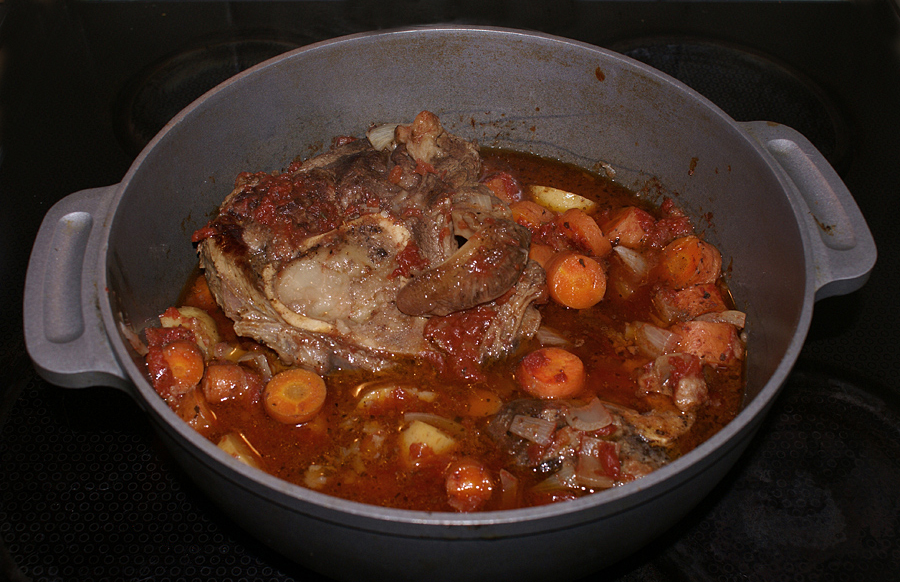
Osso buco.

## Le vin blanc dans l'Art

### Le vin blanc peint ou dessiné
Depuis le Moyen Âge, le vin blanc a inspiré de nombreux peintres que ce soit pour les natures mortes ou pour la représentation de la vie quotidienne, de la fête ou de l'excès. L'abondance de peintures anglaises, hollandaises ou germaniques au XVIIe siècle correspond à une consommation importante de vin blanc à cette époque là, le vin remplaçant la consommation de bière dans l'aristocratie et la bourgeoisie.

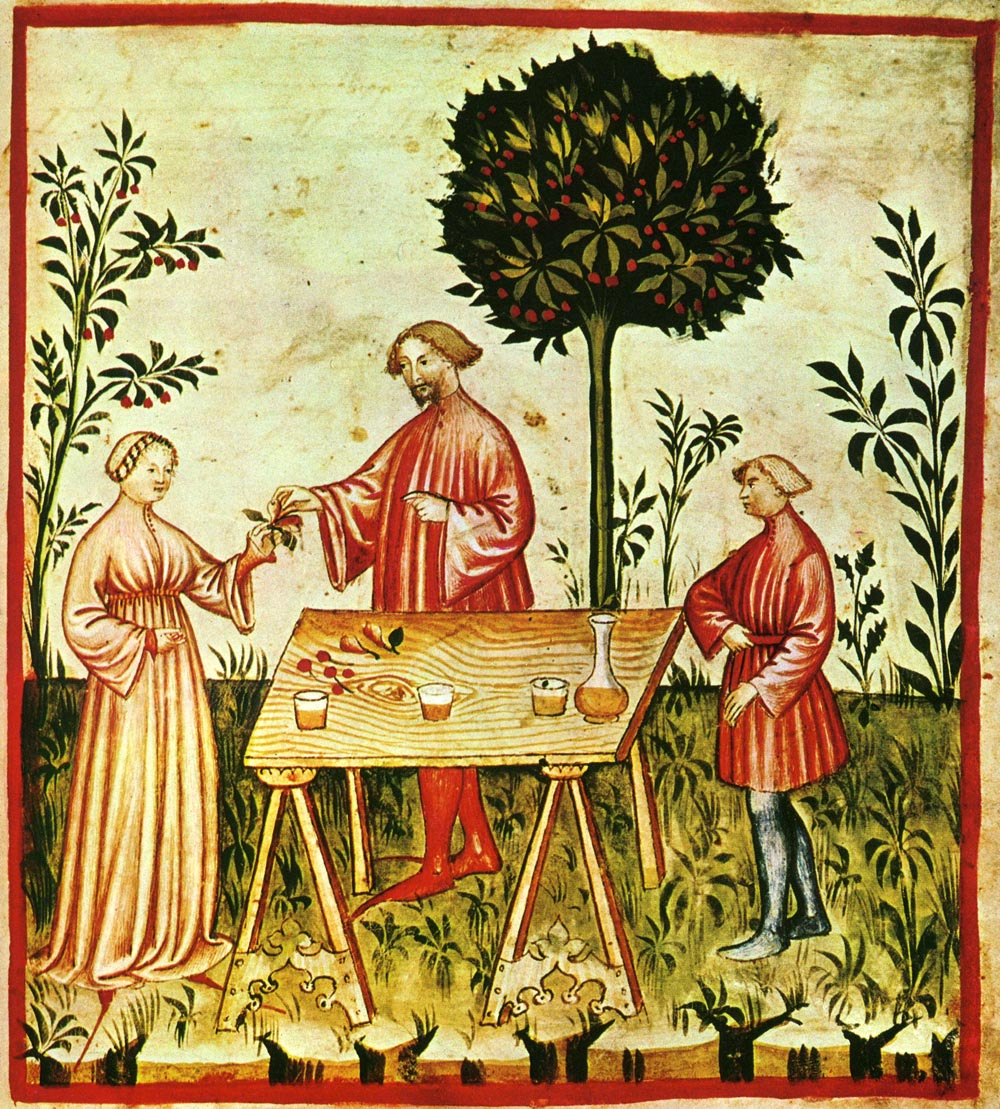
Tacuinum Sanitatis, XIVe siècle.
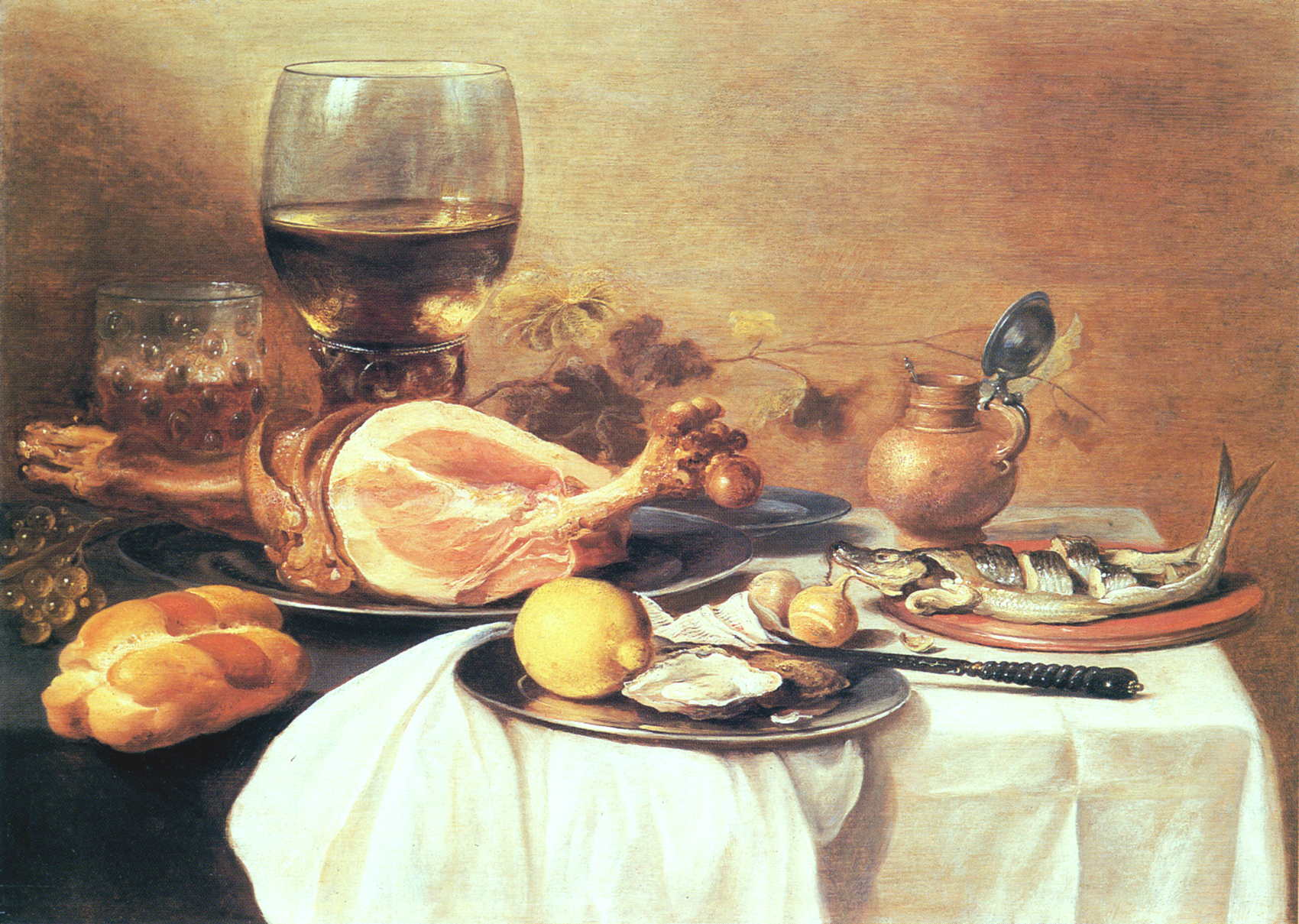
Pieter Claesz, Nature morte avec un verre roemer, 1645.
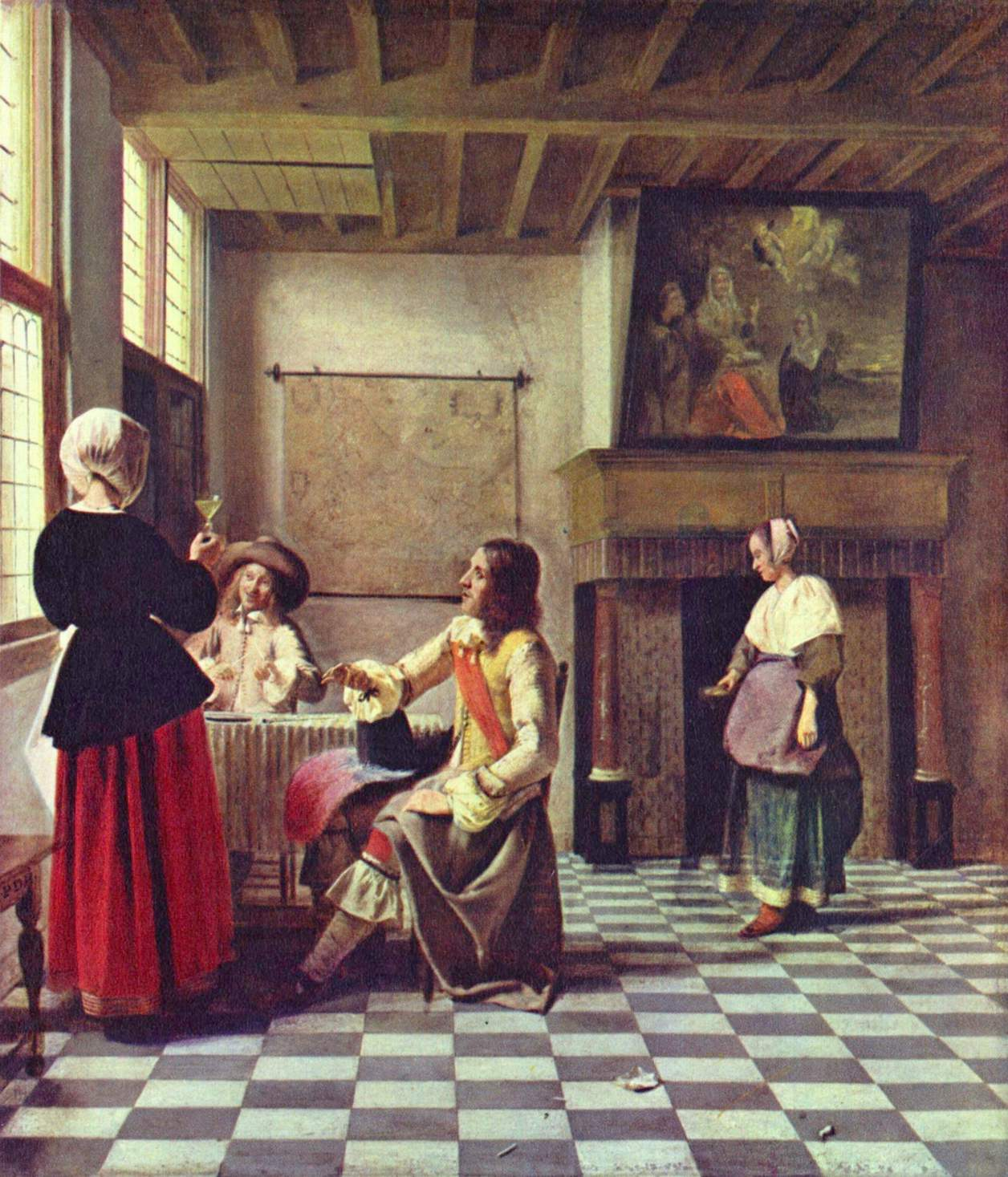
Pieter de Hooch, Épouse et son mari trinquant, 1658.
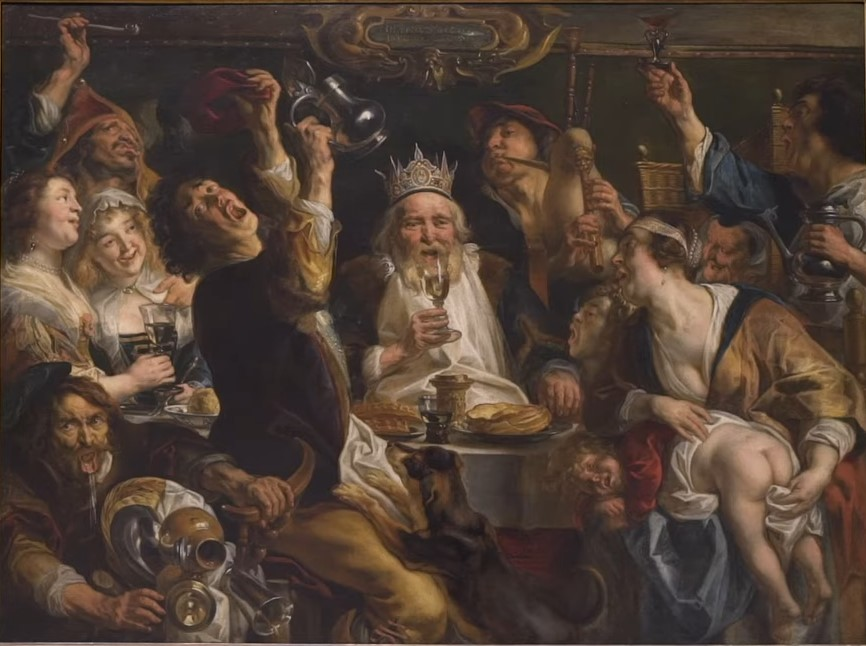
Jacob Jordaens, Le roi boit, XVIIe siècle.
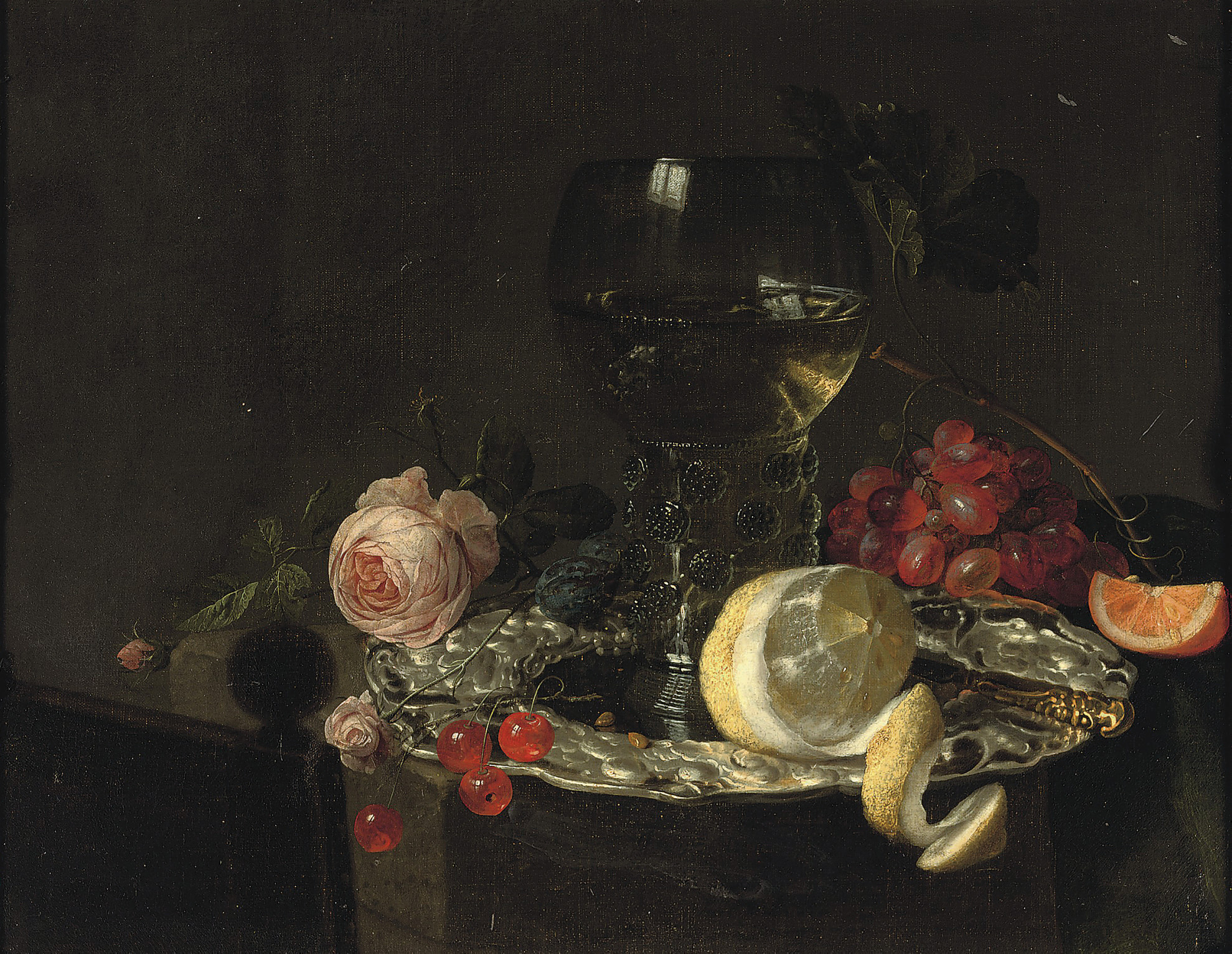
Simon Luttichuys et Cornelis de Heem, Nature morte, XVIIe siècle.
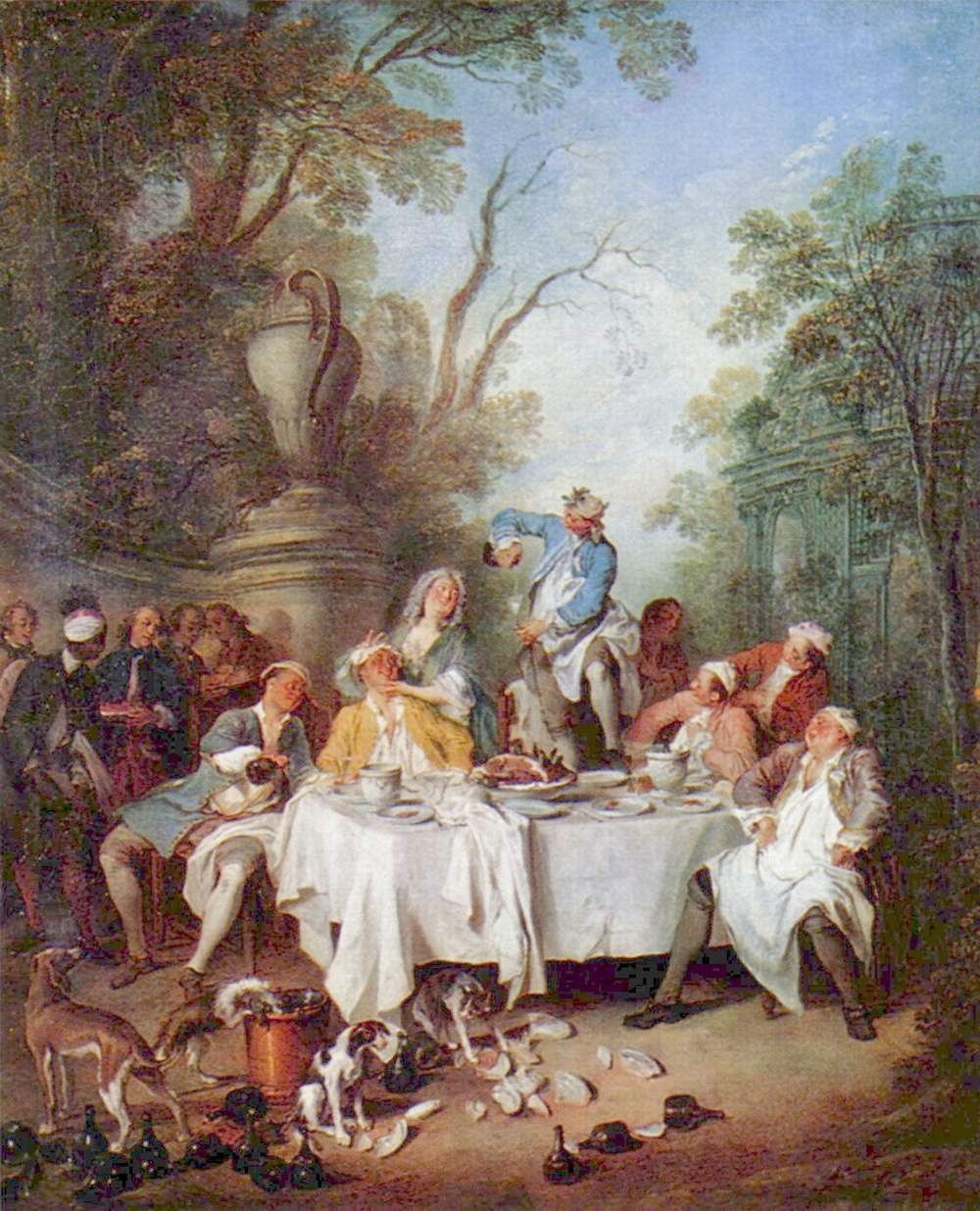
Nicolas Lancret, Le déjeuner au jambon, 1735.
Peder Severin Krøyer, Hip, Hip, Hurrah! - Fête des peintres de Skagen, 1888.
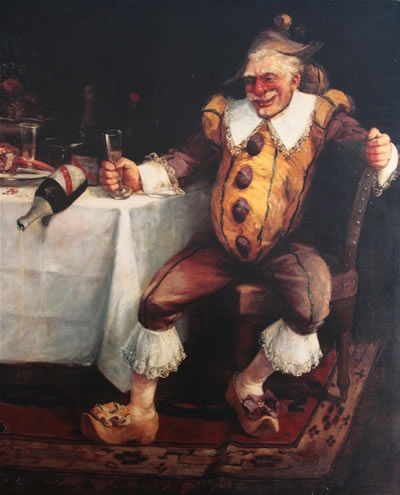
Joseph Faverot, L'Ivresse de polichinelle, 1894.

Le vin blanc a aussi inspiré dessinateurs, caricaturistes, publicitaires…

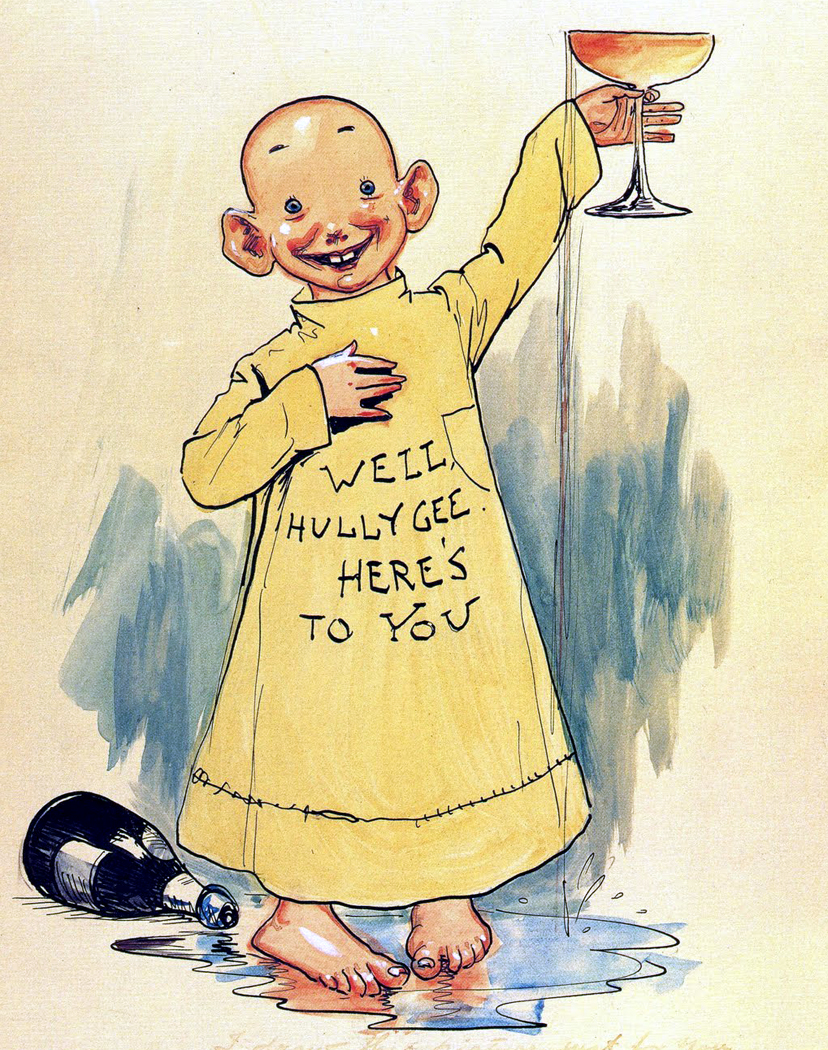
La bande dessinée a aussi utilisé le vin blanc dans ses illustrations.
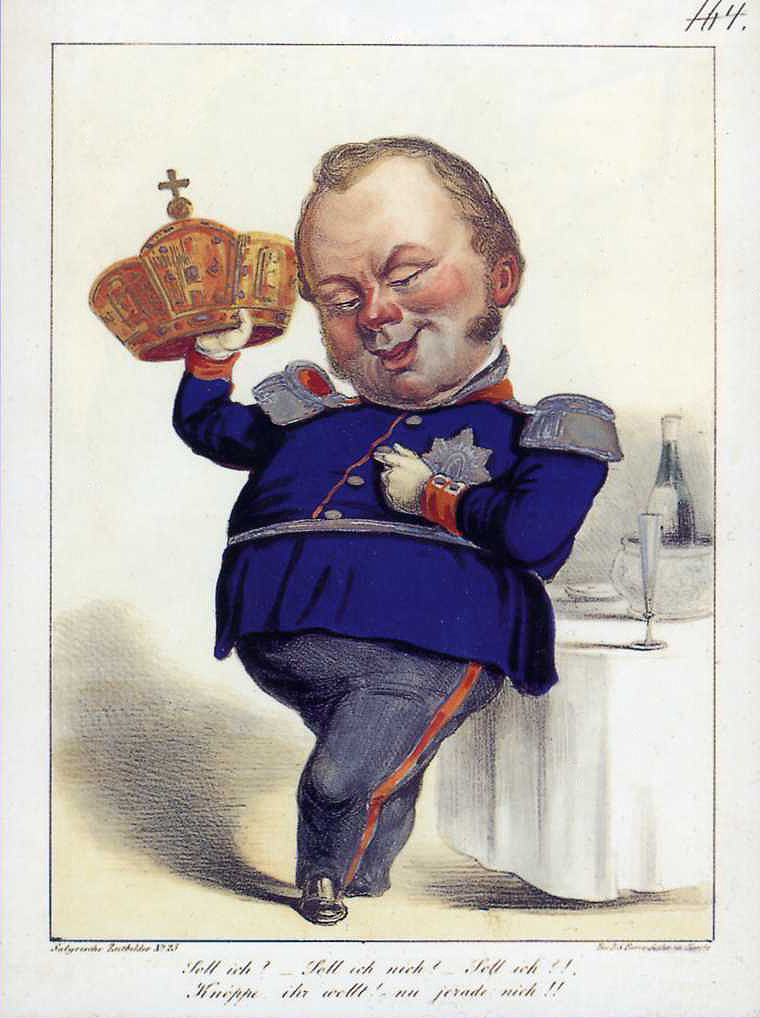
Caricature allemande de 1849.
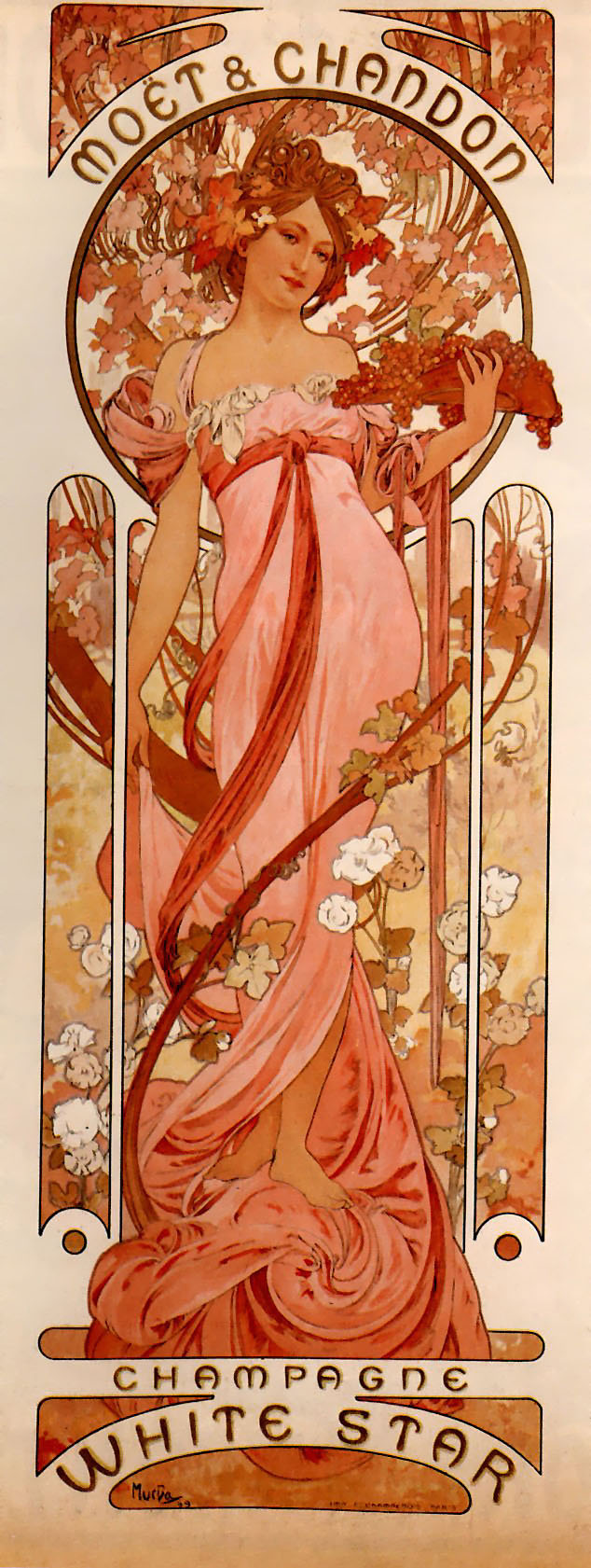
Publicité de la Belle Époque.
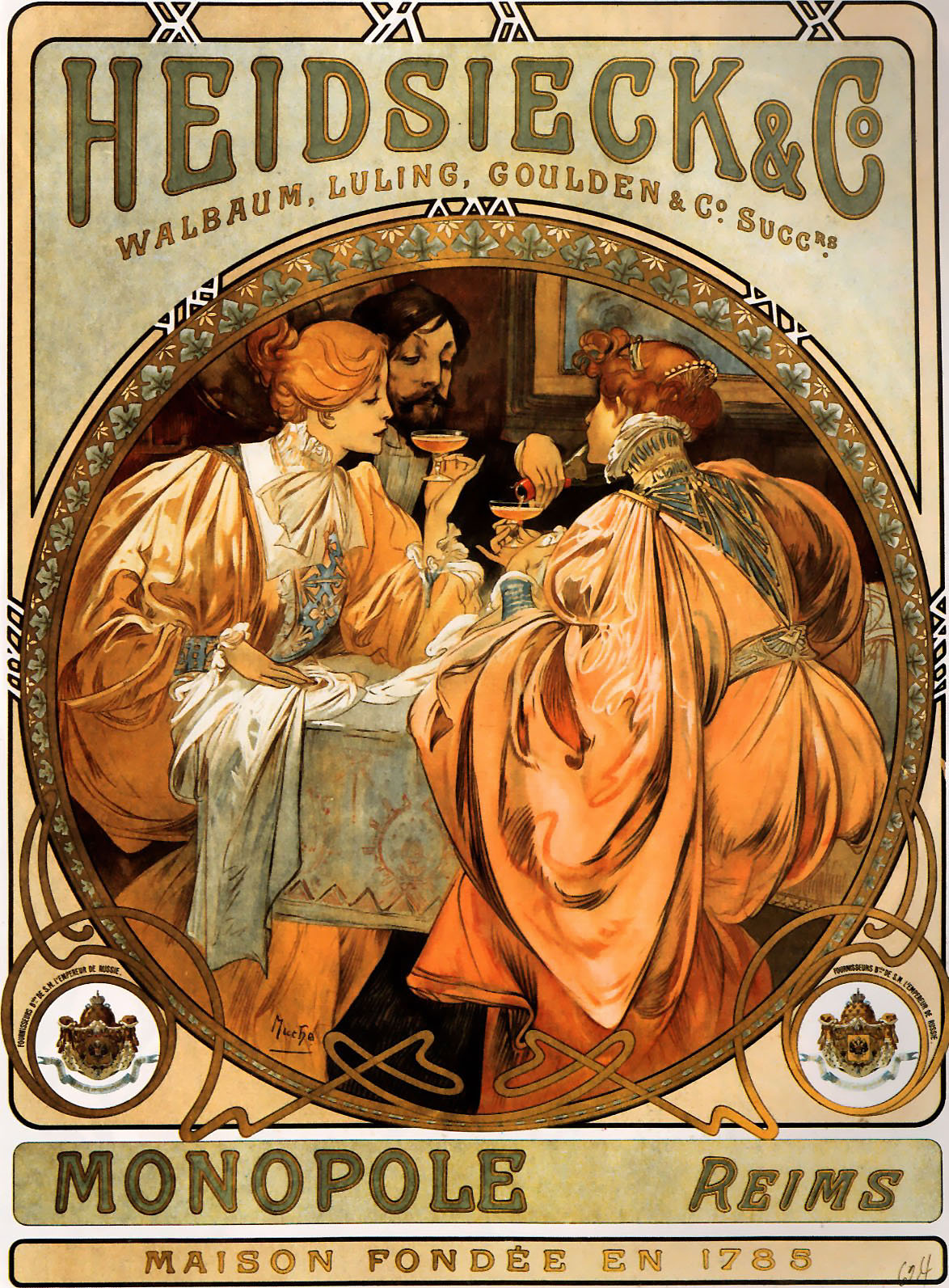
Publicité de 1901.

Adèle Blanc-Sec, héroïne de bande dessinée, est un clin d'œil à ce breuvage. Elle a une postérité cinématographique avec Les Aventures extraordinaires d'Adèle Blanc-Sec.

### Le vin blanc dans la littérature
Nombre d'auteurs, de poètes, de philosophes ont célébré le vin en général ; toutefois, les citations deviennent beaucoup plus rares quand il s'agit d'en citer la couleur. Des auteurs de toutes époques ont parlé, utilisé le vin blanc pour illustrer leur propos ; sérieux ou teinté d'humour, le vin blanc est présent dans toutes sortes d'œuvres, romans, poésie, philosophie même. Le vin blanc le plus couramment cité dans la littérature francophone est le champagne.
François Rabelais, bon vivant angevin, célèbrera à maintes reprises le petit vin blanc d'Anjou qu'il appréciait et qu'il fit apprécier de ses héros littéraires.

« Sauter, danser, faire les tours - Et boire vin blanc et vermeil, - Et ne rien faire tous les jours - Que compter écus au soleil. »

— François Rabelais
Au siècle des Lumières, Voltaire et Casanova célèbrent le vin des fêtes, bu sur les bonnes tables.

« Chaque convive avait à sa droite une bouteille qui pouvait être du vin blanc ou de l'hydromel. Je sais que je bus … de l'excellent bourgogne blanc »

— Casanova

« De ce vin frais l’écume pétillante
De nos Français est l’image brillante. »

— Voltaire
Le vin blanc s'essaie aussi à l'humour, au théâtre avec Marcel Pagnol ou dans une chronique radiophonique pour Pierre Desproges.

« Servez-moi une bouteille de vin blanc s'il est frais.
— S'il est frais ? Touchez-moi ça ! On dirait que ça vient des vignobles du pôle Nord ! »

— Marcel Pagnol

« En juin, au marché des pêcheurs, on ne se piétine pas encore : on flâne. Derrière le port, la tomate-cerise est pour rien à l’étalage de la maraîchine. On la croque au sel sur le sable avec une branche de basilic et un verre de vin blanc de Brem glacé »

— Pierre Desproges
Michel Onfray a rédigé un ouvrage basé sur le Sauternes. À partir du vin et de son terroir, sa réflexion philosophique dépasse largement le cadre viticole.

### Le vin blanc dans la chanson

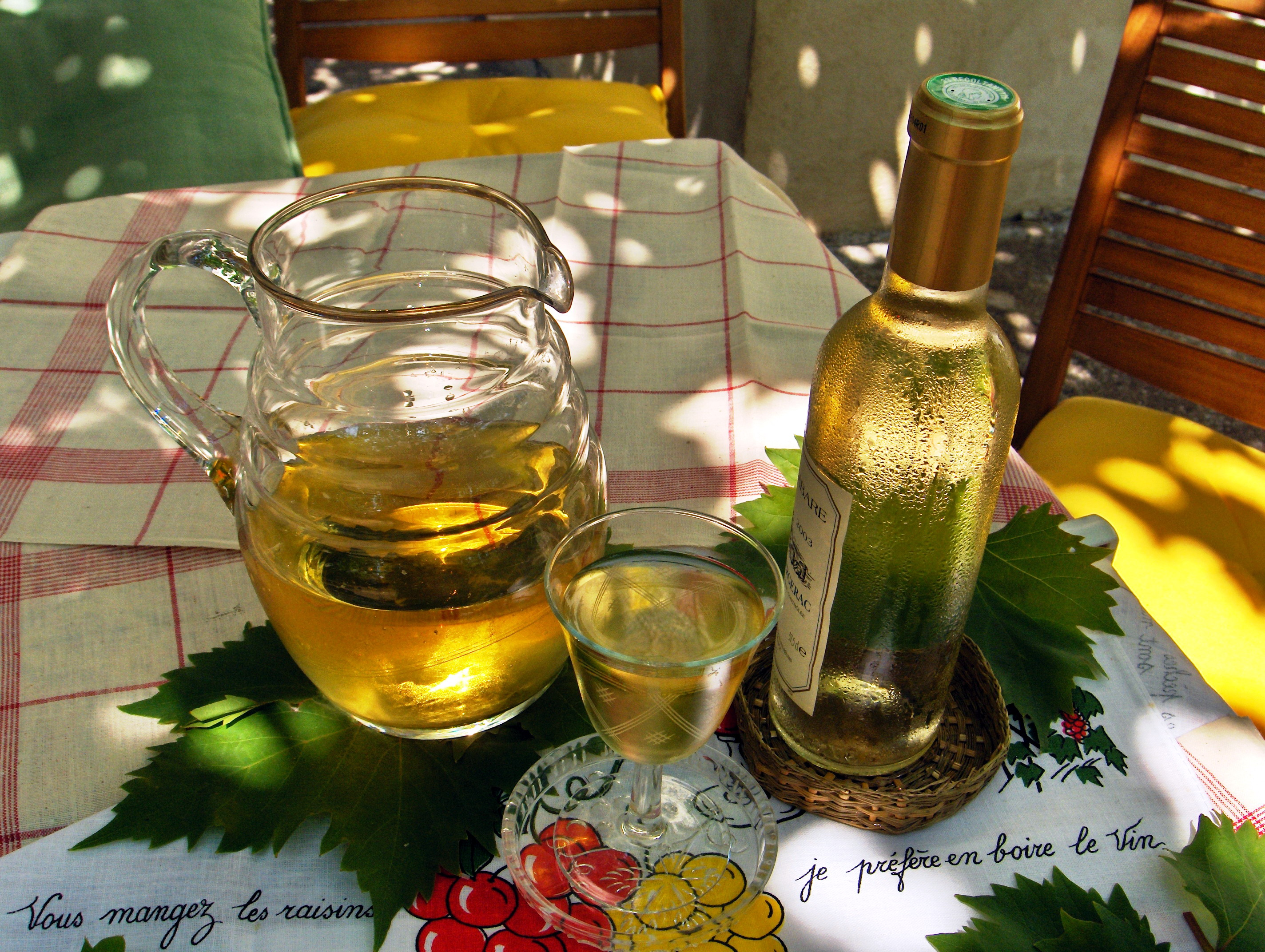
Ah ! le petit vin blanc,
qu'on boit sous les tonnelles...

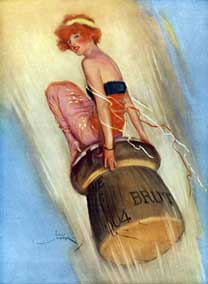
Le champagne, souvent chanté...

Le vin blanc célébré par les poètes a parfois été mis en musique. La chanson la plus connue en relation au vin blanc est probablement : Ah ! le petit vin blanc de Jean Dréjac et Charles Borel-Clerc.
Une Pointe de Champagne est une chanson d'Harry Fragson, créée vers 1890. Je suis pocharde, chanson de Louis Byrec, écrite par Yvette Guilbert, vers 1895 fait la part belle au plus connu des effervescents :

« J'viens d'la noce à ma sœur Annette
Et, comm' le champagne y pleuvait,
J'n'vous l'cach'pas, je suis pompette,
Et j'ai pincé mon p'tit plumet.
Je sens flageoler mes guiboles
J'ai l'cœur guil'ret, l'air folichon
J'suis prête à faire des cabrioles
Quand j'ai bu du Moët et Chandon. »

Même certains cépages ont droit de cité dans la chanson, telle celle intitulée Le Sauvignon, d'Hubert Lapaire en 1926 :

« J'dounn'rais l'bordeaux vou l'bourguignon
Et tous vos sacrés vins d'champagne
Pour un p'tit fût de c'sauvignon
Qui dore l'cotiau d'nout' campagne

Il est v'louteux, il est blondin
C'est du p'tit vin, franch'ment nature…
Si ben qu'avant la Saint Martin
J'mettrons l'gosier sous la champ'lure »

Plus près de nous, Boris Vian a célébré « le muscadet dans des verres verts, Un vin frais, Qui égaie » dans sa chanson Musique Mécanique. Jacques Higelin a écrit la chanson Champagne sur l'album Champagne pour tout le monde : « Me chercher sans retard l'ami qui soigne et guérit la folie qui m'accompagne et jamais ne m'a trahi. Champagne !! »

### Les proverbes
La consommation de vin blanc a aussi été citée dans les proverbes :
- « Blanc puis rouge, rien ne bouge, rouge puis blanc, tout fout le camp », signifie que boire du vin blanc après quelques bonnes rasades de vin rouge entraîne inévitablement quelques désagréments d'ordre physique[107] et qu'une goutte de blanc dans du rouge n'altère pas le vin rouge alors qu'une goutte de rouge dans du blanc peut l'altérer ;
- « Au matin, bois le vin blanc. Le rouge au soir pour faire le sang » est un proverbe bourguignon.

## Aspects médicinaux
À cause de sa macération écourtée, le vin blanc contient très peu de tanins et donc d'antioxydants qui rendent le vin rouge si intéressant, médicalement parlant. Toutefois, une équipe de chercheurs de Montpellier a mis au point un vin blanc enrichi en polyphénols. Ce vin de niche est aujourd'hui destiné à l'exportation vers l'Europe du Nord, une région qui consomme une forte proportion de vin blanc.
L'anhydride sulfureux, additif couramment utilisé dans le vin, n'est pas nocif aux quantités utilisées, mais ses effets sont redoutés chez les asthmatiques : il peut provoquer la survenue d'une crise. (difficultés respiratoires) Pour les autres personnes, il n'existe pas de réaction allergique vraie ; des symptômes comme une gêne respiratoire, une migraine, une sensation de chaleur stomacale, peuvent indiquer une intolérance. La réaction due à un déficit en sulfite oxydase (enzyme qui dégrade le SO2) est très rare. Des études sont en cours pour chercher si certains symptômes attribués au SO2 ne pourraient pas provenir d'une autre molécule présente dans le vin.
Le vin blanc est une boisson acide dont le pH varie de 2,8 à 3,6. Cette acidité est un élément agressif pour l'émail dentaire.
En outre, il contient de l'alcool, exprimé en degré ou pourcentage. Cet alcool est responsable de la cirrhose. Cette maladie peut survenir à partir d'une consommation régulière de 20 grammes par jour chez les femmes et de 40 grammes par jour chez les hommes. Toutefois, des études californiennes ont montré l'effet bénéfique du vin à faible dose quotidienne face à la cirrhose non alcoolique ; cet effet n'étant pas visible avec d'autres boissons alcoolisées comme bière ou liqueur, des études vont être menées dans les années 2010 pour déterminer quels composés du vin seraient responsables de cet effet.